# Stadtentwicklung und Stadtplanung in Heilbronn
Die Stadtentwicklung und Stadtplanung in Heilbronn beschreibt die Stadtentwicklung bzw. Stadtplanung von Heilbronn als ehemalige Reichsstadt (1371) zum Zentrum des gleichnamigen Landkreises (1938), zur Großstadt (1970) und später zum Oberzentrum des Regionalverbands Heilbronn-Franken (1973/2003) in Baden-Württemberg. Zukunftsprognosen reichen von der des Oberbürgermeisters Hoffmann von einer „Neckarstadt von Lauffen bis Bad Friedrichshall“ bis zur Eingemeindung der „Orte zwischen Flein und Friedrichshall … in Groß-Heilbronn ….“
Der 822 als villa Helibrunna bezeichnete Ort mit fränkischem Königshof erhielt 1281 die Stadtrechte. Im Laufe ihrer Geschichte erwarb die Stadt Heilbronn verschiedene Dörfer wie Altböckingen (1333), Neckargartach (1341), Böckingen (1342/1431), Flein (1385) und Frankenbach (1430/38).
Als württembergische Oberamtsstadt im Jahre 1802 verlor Heilbronn seine erworbenen Dörfer und es entstanden ab 1839 neue Vorstädte nach dem Stadtbauplan von Louis de Millas. 1873 erstellte Reinhard Baumeister einen Generalbauplan, der die Vorstädte mit einer Ringstraße verbinden sollte. Im Rahmen einer Verwaltungsreform wurde Heilbronn 1938 kreisfreie Stadt. Zugleich wurde es Sitz des neuen Landkreises Heilbronn. 1938 wurden Neckargartach und Sontheim zwangseingemeindet. Nach der Zerstörung der Stadt im Zweiten Weltkrieg erhielt Karl Gonser im Jahre 1947 den Auftrag für einen Generalbebauungsplan. Volkarts Stadtbauplanentwurf für den Wiederaufbau der Altstadt wurde als „einer der besten des Landes“ gewürdigt, wobei „diese Arbeit den … 1. Preis darstelle …“. 1964 erstellte die regionale Planungsgemeinschaft Württembergisches Unterland, bestehend aus Stadt- und Landkreis Heilbronn und einzelnen Gemeinden, den Regionalplan 72. Die im Regionalplan genannten regionalen Aufbauachsen wünschten eine Integration ins Heilbronner Straßenbahnnetz als Bestandteil der Stadtentwicklung Heilbronns. In den 1970er Jahren wurde mit der Eingemeindung von Klingenberg (1970), Kirchhausen (1972), Biberach (1. Januar 1974), Horkheim und Frankenbach (1. April 1974) Heilbronn Großstadt. Mit der Aufstellung des Regionalplans ’72 beendete die regionale Planungsgemeinschaft ihre Arbeit. An ihre Stelle trat der Regionalverband Franken mit Heilbronn als Regionssitz (Oberzentrum). Derzeit plant die Stadt im Rahmen der BUGA (2019) eine als „Neckarbogen“ (früher:„Neckarstadt“) bezeichnete neue Vorstadt nördlich der Bahnhofsstraße am ehemaligen alten und neuen „Floßhafen“.

## Stadt und Reichsstadt (1281/1371)

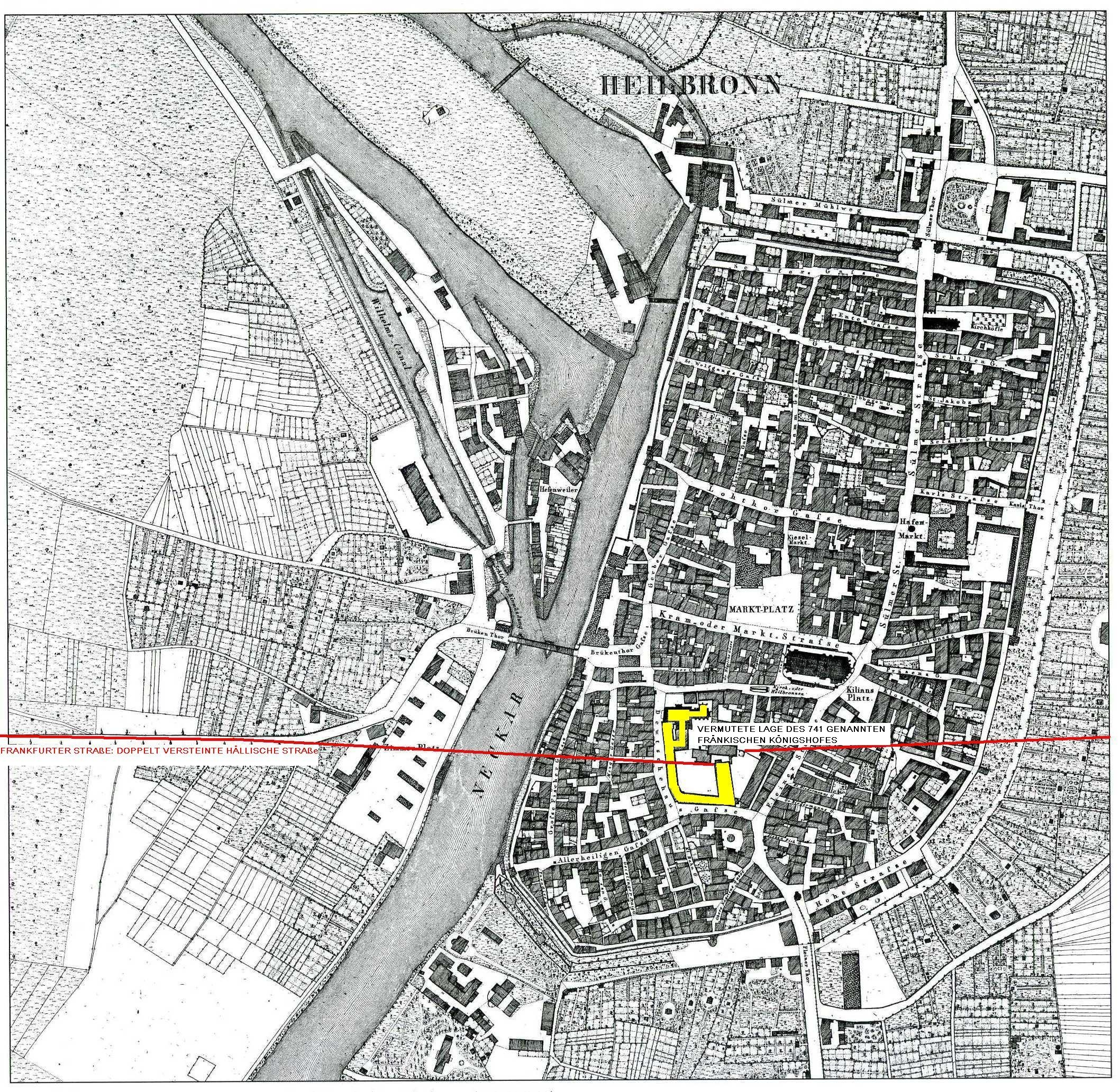
Vermutete Lage des fränkischen Königshofes in Heilbronn an der via regis Königsweg Frankfurter Straße (rot), Deutschhofgebäude (gelb)

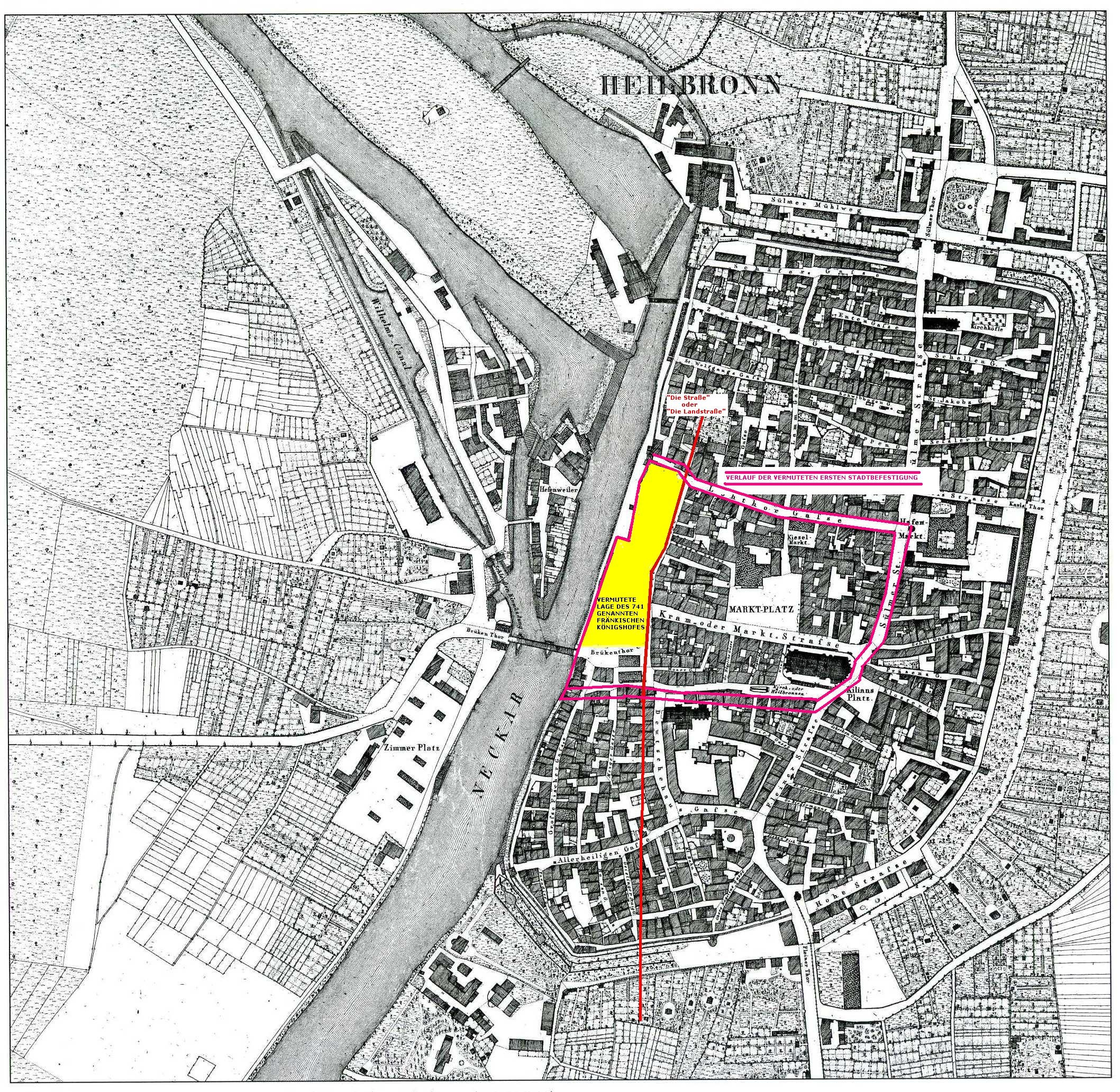
Vermutete Lage des fränkischen Königshofes an der Gerberstraße (rot), Spitalgebäude (gelb).

Heilbronn entwickelte sich aus einem im 7. Jahrhundert bestehenden fränkischen Königshof. Willi Zimmermann vermutet den Platz des früheren fränkischen Königshofes auf der Stelle des heutigen Deutschhofes, wobei vor dem Deutschhof der erste Stadtkern der Stadt Heilbronn in Form der villa Hanbach entstanden sei. Deswegen bilde nicht der heutige Marktplatz, sondern der Deutschhof das „Herz der Siedlung“. Dieser sei der früheste Siedlungskern mit der ältesten Kirche der Stadt; der Michaelsbasilika. In den Mauern der Anbauten im Süden des heutigen Münsters des Deutschhofes westlich des romanischen Turmchors sollen sich nach Hans Koepf Reste der Pfalzkapelle befinden. Nach Max Georg Mayer und Christhard Schrenk wurden an der Südwand des Turmes Fundamentmauern aus Kalksteinen gefunden, die älter sind als das Deutschhaus von 1225. Im Süden der Kirchbrunnenstraße habe sich demnach die Hofgemeinde mit konzentrisch auf den Deutschhof zuführenden Straßen entwickelt. Argument ist, dass der uralte Straßenzug der heutigen Frankfurter Straße in gerader Linie auf das Tor des Deutschhofes führe, wo auch das Tor einer Bopponischen Grafenburg und des fränkischen Königshofes vermutet wurde. Die Frankfurter Straße war Teil eines alten fränkischen Königsweg, der als „Alte Hällische Straße“ bezeichnet wurde und nach Schwäbisch Hall führte. Um die Wende des 12. und 13. Jahrhunderts wurde demnach „durch einen bewussten Akt der Gründung“ nördlich der Kirchbrunnenstraße eine neue Stadt geschaffen. Im Norden der „Trennungslinie“ (Kirchbrunnenstraße) habe sich demzufolge eine Neustadt gebildet, die sich durch ihre planmäßige Anlage und senkrechte Straße von der im Süden gelegenen Siedlungskern unterscheide. Werner Heim bestätigt diese These und vermutet ebenso den südlich der Kirchbrunnenstraße befindlichen Deutschhof als Standort des vermuteten Königshofes: „Der Schwerpunkt der ältesten Siedlung Helibrunna lag demnach ohne Zweifel südlich der heutigen Kirchbrunnenstraße“.
Julius Fekete geht davon aus, dass der Deutschhof nicht der Platz des ehemaligen fränkischen Königshofes sei und vermutet Königshof samt Kapelle im Bereich des ehemaligen Katharinenspitals bei der Gerberstraße, Kaiserstraße und Unteren Neckarstraße. Während im Deutschhof archäologisch eine Besiedelung erst im 11/12. Jahrhundert nachweisbar sei, wurde im Bereich des Spitals und der westlichen Kaiserstraße eine fränkische Besiedelung mit einer Zisterne aus der Zeit um 635 (±45 Jahre) gefunden. Die Zisterne wurde von der Merowingerzeit bis mindestens zur späten karolingischen bzw. frühen ottonischen Zeit benutzt. Ein Kupferstich aus Civitates Orbis terrarum zeigt, dass beim Katharinenspital auch die Johanneskirche stand, welche als Michaelsbasilika in Heilbronn angesehen werden könnte. Der vermutete westliche Teil des Königshofes sei tiefer als das Spitalgelände gelegen und wäre demnach ab 1333 durch die Stauung des Flusses überflutet worden. Die erste „Hauptstraße“ sei die Gerberstraße, die ursprünglich als „die Straße“ bezeichnet wurde. Diese würde sich in einer am Deutschhof befindlichen Straße – der „Landstraße“ – fortsetzen. Bemerkenswert sei die „bekannte Besonderheit der mittelalterlichen Straßenführung“ in Heilbronn So sei die Deutschhofstraße versetzt worden, damit der aus- und einwärtsfahrende Verkehrer sich nicht gegenseitig behindern sollte. Der erste Stadtkern soll mit Wall, Graben und Palisaden umgeben gewesen sein. Diese sollen später mit einer Stadtmauer befestigt worden sein, die sich entlang der Lohtor-, Sülmer-, Fleiner- und Kirchbrunnenstraße entlang zogen. Indizien dafür sind Reste einer Stadtbefestigung, die in den 1930er Jahren an der Sülmerstraße gefunden wurden.
Heilbronn erhielt im Jahre 1281 von König Rudolf I. von Habsburg in Gmünd das Stadtrecht und vergrößerte das Territorium der Reichsstadt Heilbronn mit den Dörfern Altböckingen (1333), Neckargartach (1341) und Böckingen (1342/1431). 1371 erhielt Heilbronn von Kaiser Karl IV. eine reichsstädtische Verfassung und es erfolgte eine weitere Expansion mit dem Erwerb von Flein im Jahre 1385 und Frankenbach 1430/38.

## Württembergische Oberamtsstadt (ab 1802)
Heilbronn fiel an Württemberg und wurde Sitz des neuen Oberamtes Heilbronn, wobei die vier Dörfer der ehemaligen Reichsstadt Heilbronn selbstständige Gemeinden innerhalb des Oberamtes Heilbronn wurden.

### Vorstädte
Noch im Jahr 1802 war Heilbronn von einer mittelalterlichen, mit Türmen bewehrten Stadtmauer umgeben. Die Stadtbefestigung mit bis zu zehn Türmen hatte damals drei Tore: das Brückentor, das Sülmertor und das Fleinertor. Ein erster Generalplan der Stadt sah lediglich vor, eine kleine Fläche für die künftigen neuen Bauplätze auszuweisen. Eine genaue Aufteilung wurde nicht vorgenommen. 1808/1809 sollten neue Pläne weitere Baugebiete erschließen; eine Vorstadt vor dem Fleinertor sollte als erster neuer Stadtteil außerhalb der alten Stadt Heilbronn angelegt werden, von dem eine Chaussee nach Flein führen sollte. Rechts und links der als Hauptachse geplanten Chaussee waren neue Bauquadrate geplant.
Der Stadtrat beauftragte Baurat Bruckmann, die städtischen Baumaßnahmen zu leiten. Bruckmanns Pläne wurden von dem Geometer Wuerich aufgenommen und gezeichnet. So entstanden Bebauungspläne für die Sülmer und die Fleiner Vorstadt. Der Gemeinderat genehmigte 1831 jedoch nur die Pläne für die Sülmer Vorstadt. Daraufhin wurde 1838 Ein zweiter Bebauungsplan Bruckmanns für die Fleiner Vorstadt fand wiederum keine Zustimmung.
1838 beauftragte die Stadt den Stadtbaumeister Louis de Millas einen Stadtbauplan zu erstellen. Im Gemeinderatsprotokoll vom 20. September 1938 hieß es:

„Nachdem H. Stadtbaumeister de Millas nun angekommen ist wird in Betreff der Herstellung eines allgemeinen Bauplanes für die hiesige Stadt und eines Planes zur Verbindung der Fleiner- und Sülmer-Vorstadt beschlossen, die Fertigung eines solchen dem Stadtbauamte nunmehr aufzutragen …“

Im September 1840 wurde der neue Stadtbauplan de Millas' mit planerischen Grundlagen für eine zusätzliche Bebauung in der Altstadt und neue Baugebiete außerhalb der früheren Stadtmauer vom Oberamt und von der Kreisregierung genehmigt. Der Plan 1840 basierte auf den Planungen von 1806. Ferner wurden die städtebaulichen Gedanken des Stadtbaumeisters Wepfer, Vorgänger de Millas’, einbezogen. Im Gemeinderatsprotokoll stand, dass Stadtbaumeister Wepfer ersucht werden sollte, seine Ideen über eine Verbindung der Fleiner und der Sülmer Vorstadt noch vor seinem Abgang dem Stadtrat mitzuteilen.
Der Stadtbauplan von 1840 gründete sich auf den damals üblichen städtebaulichen Prinzipien, vor den Toren der Altstadt „Vorstadt-Vierecke“ zu bauen. Diese Vorstädte waren als rechteckige Bau-Quartiere von gleicher Größe geplant und standen ohne Beziehung zu den topographischen Gegebenheiten. Sie waren auch nicht in eine städtebauliche Gesamtkonzeption eingefügt. Das stadtplanerische Prinzip war recht einfach. So konnte das Netz der Vorstadt-Vierecke dort erweitert werden, wo es gerade für nötig befunden wurde. Ohne Rücksicht auf die Topographie wurden dieses nur „linear und räumlich empfundene starre System“ über die neuen Baugebiete ausgeweitet.
Neben dem Stadtbauplan bildeten ab 1840 Baustatuten die planerische Rechtsgrundlage. Sie regelten die Bebauung in der Altstadt und in den Stadterweiterungsgebieten. Zwar wurde die Stadtplanung durch eine strenge Handhabung der durch Bebauungspläne und Baustatuten erstellten Vorschriften gesteuert, aber doch „ohne sichere Richtung und ohne übergeordnete städtebauliche Planung“.

Planungen bzgl. der Vorstädte zu Heilbronn
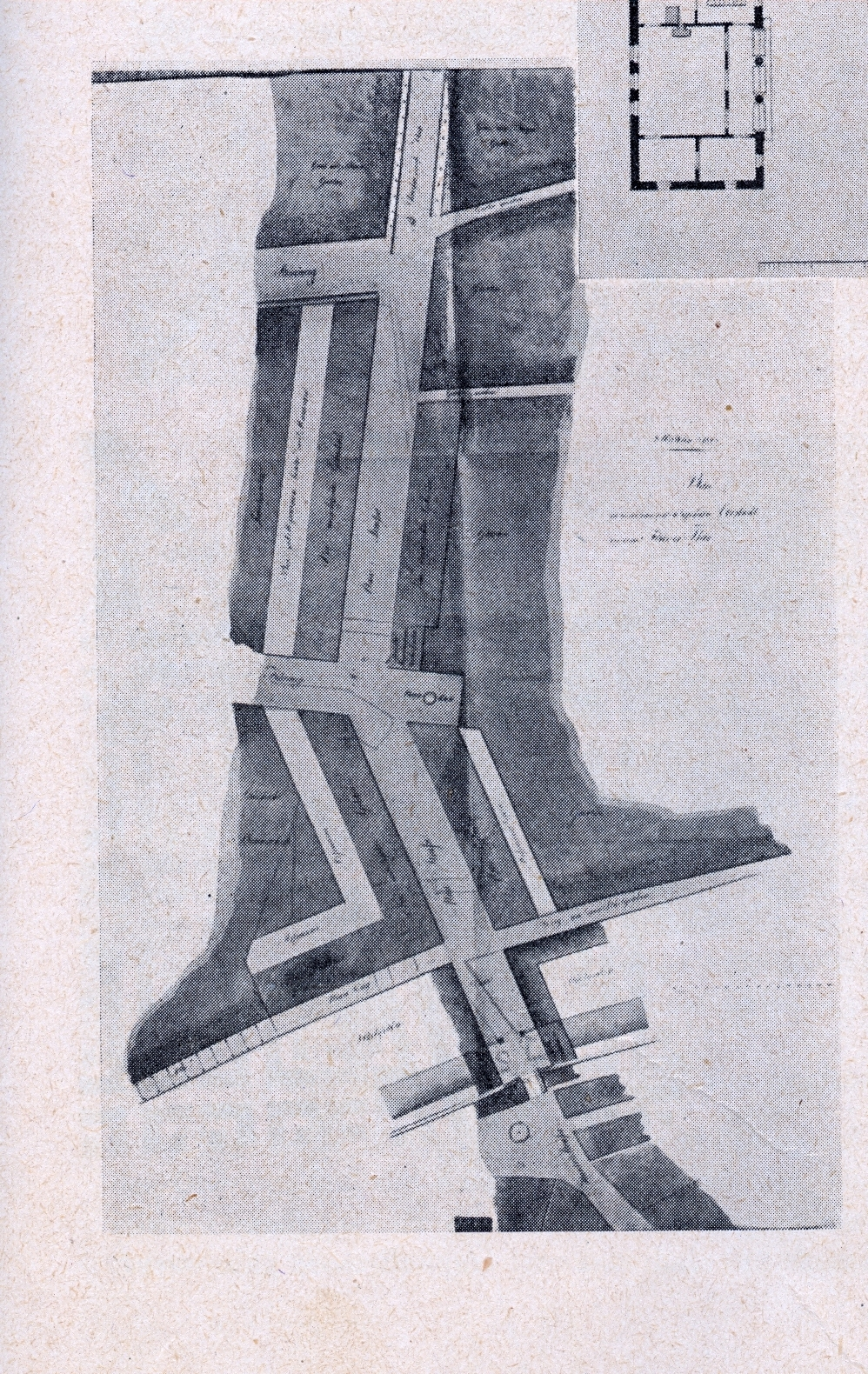
Heilbronn Neuplanung vor dem Fleinertor 1808–1809 Vorschlag mit Beibehaltung der alten Fleiner Chaussee.
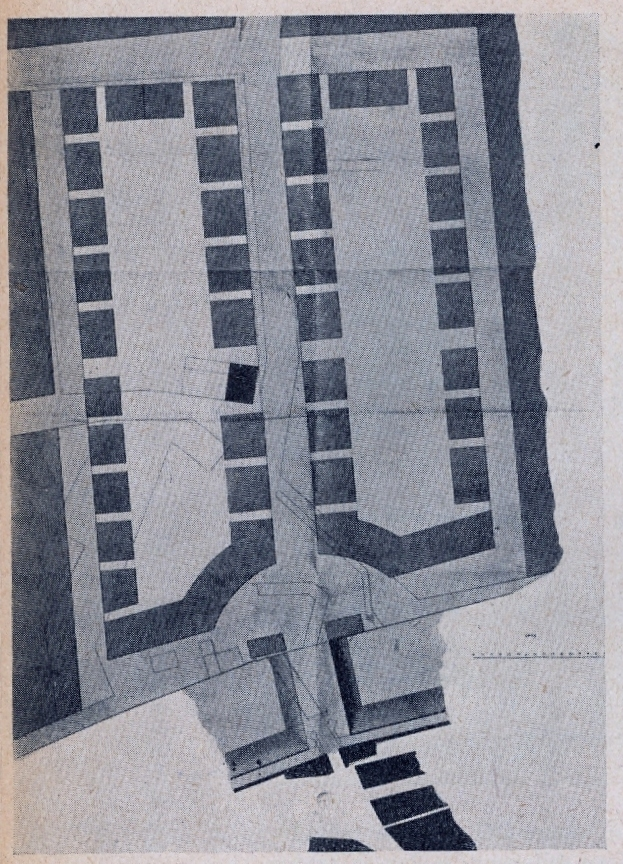
Heilbronn Neuplanung vor dem Fleinertor 1808–1809 Vorschlag mit begradigter Chaussee, der späteren Wilhelmstraße und neuen Bauquartieren.
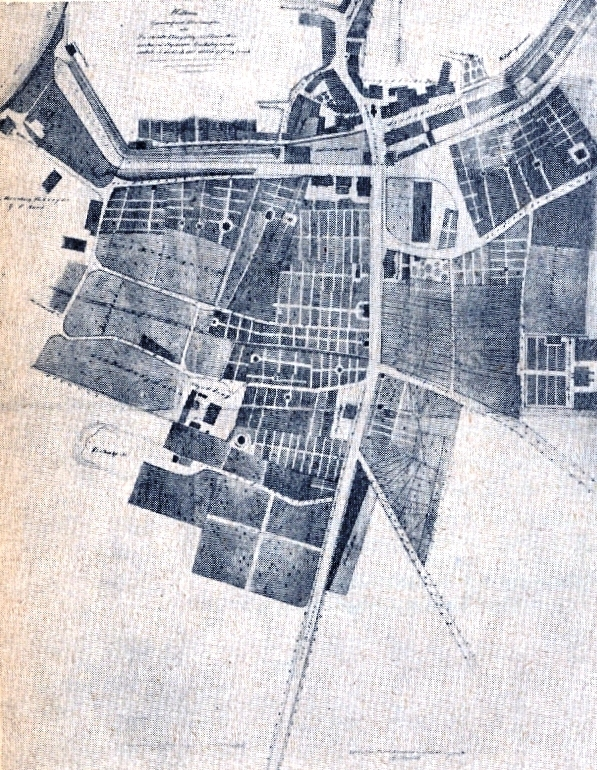
Heilbronn Neuplanung vor dem Fleinertor 1830–1840; Zustandsplan von 1831.
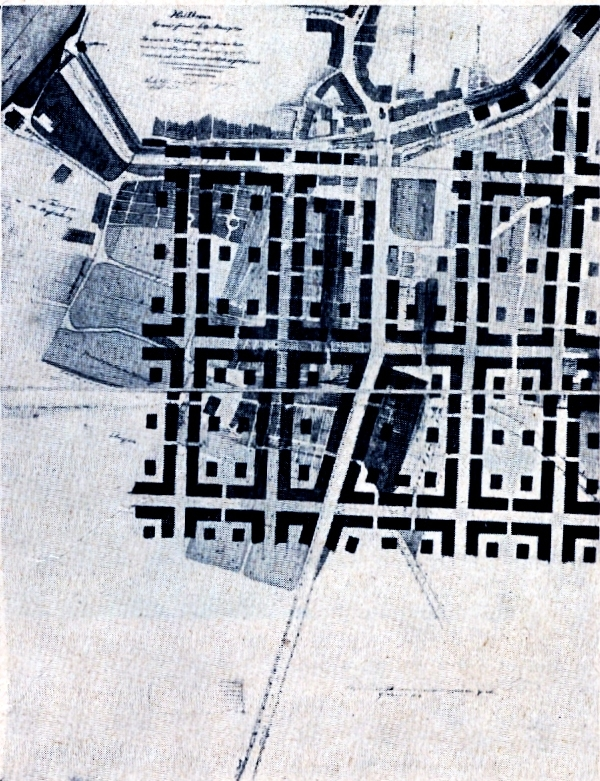
Heilbronn Neuplanung vor dem Fleinertor 1830–1840; Nicht genehmigter Bebauungsplan von Baurat Bruckmann 1831.
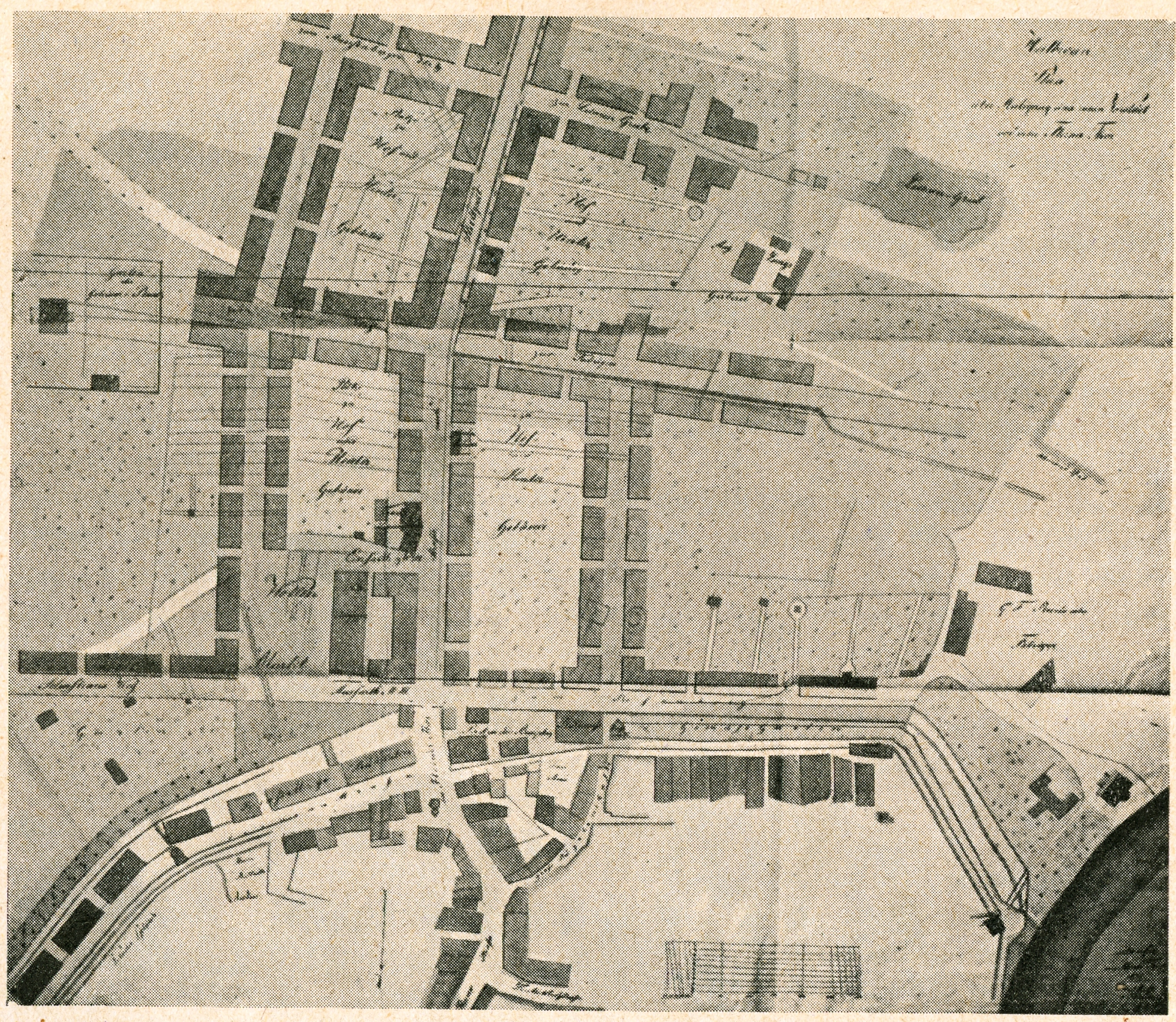
Heilbronn Neuplanung vor dem Fleinertor 1830–1840; Bebauungsplan von Baurat Bruckmann 1838, nicht zur Ausführung genehmigt.
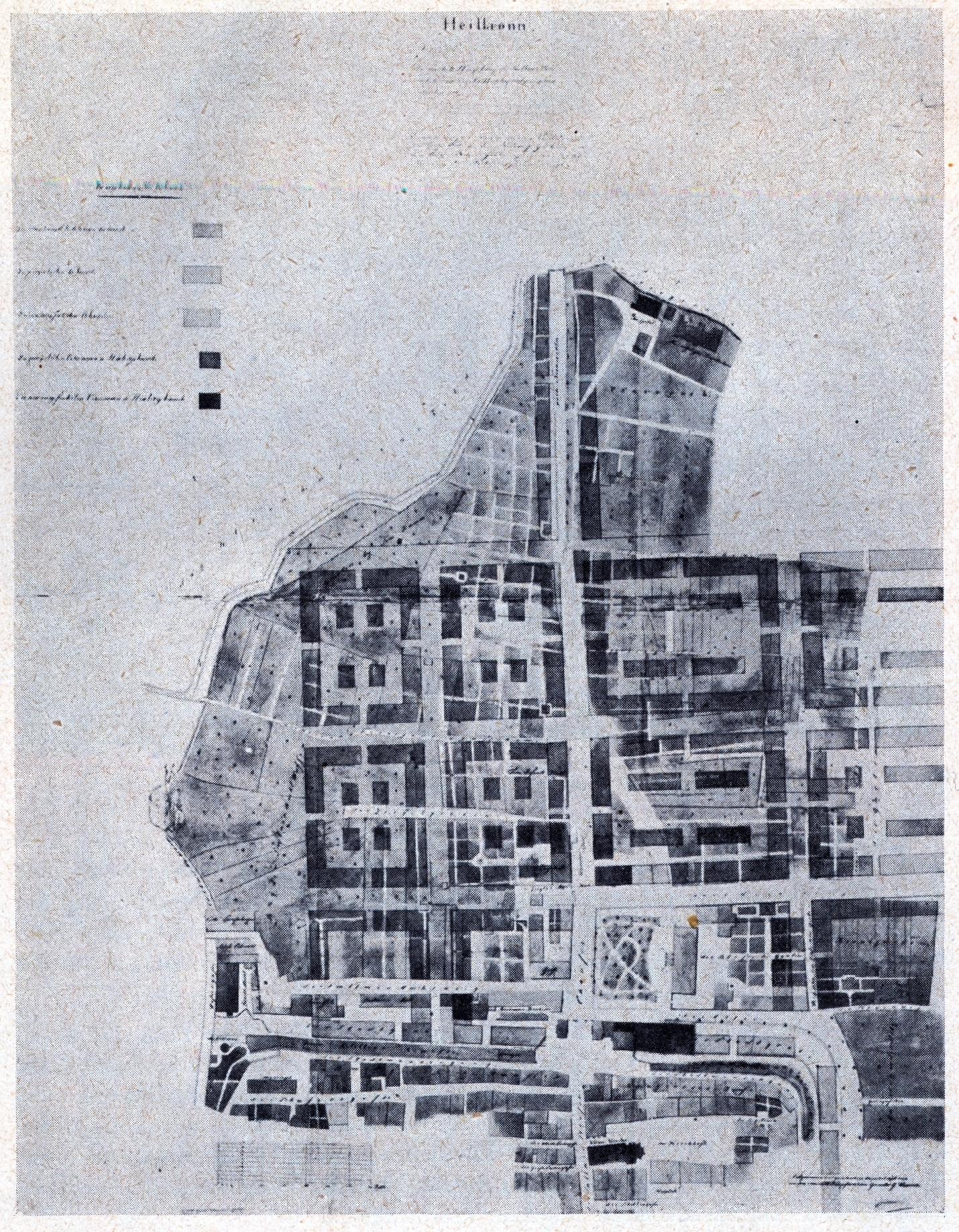
Heilbronn Neuplanung vor dem Sülmertor; Bebauungsplan von Baurat Bruckmann 1838 zur Ausführung genehmigt.
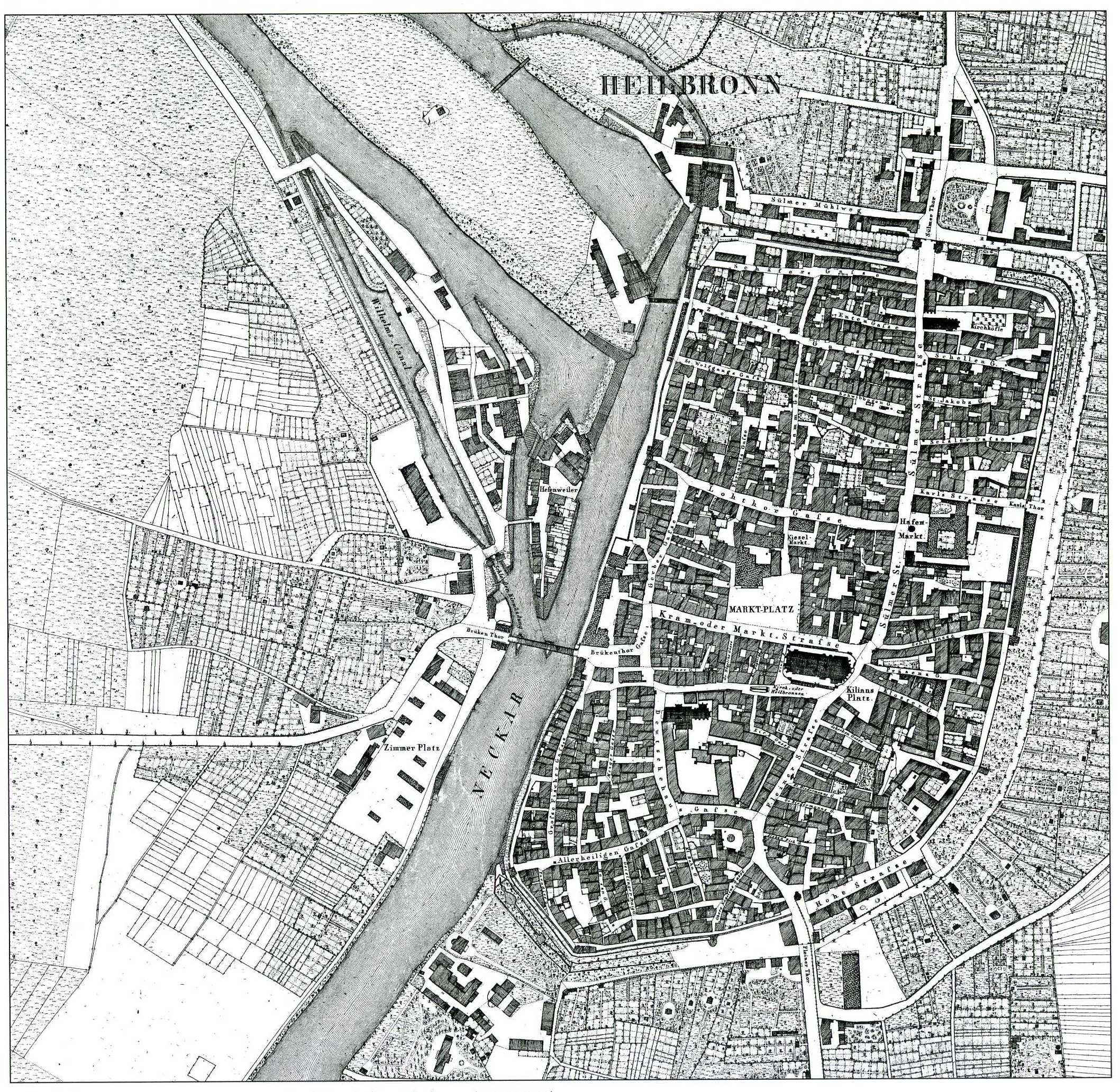
Stadtplan vor der Stadterweiterung Louis de Millas’.
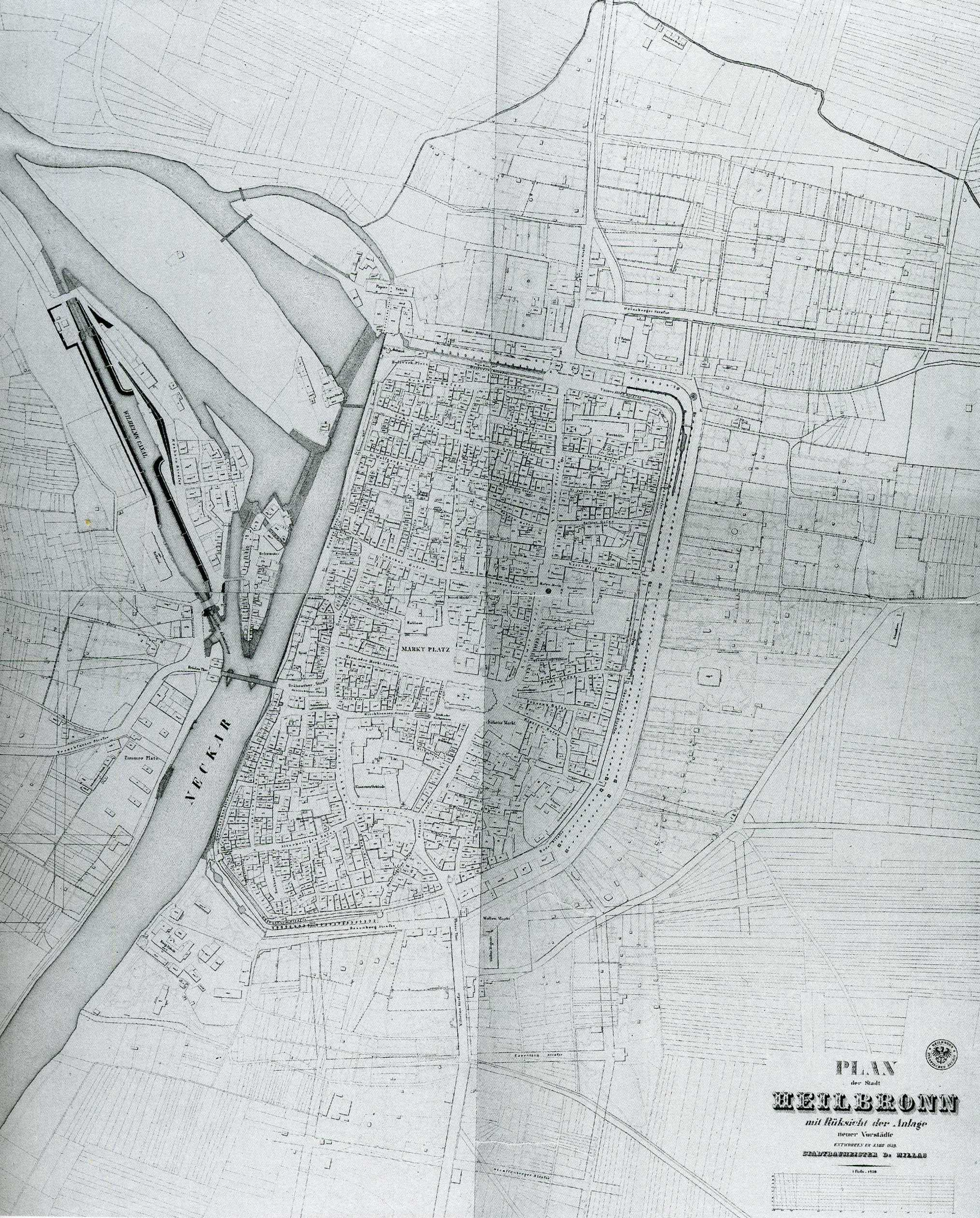
Plan zur Stadterweiterung von Heilbronn von Louis de Millas von 1840.

### Verkehrsplanungen

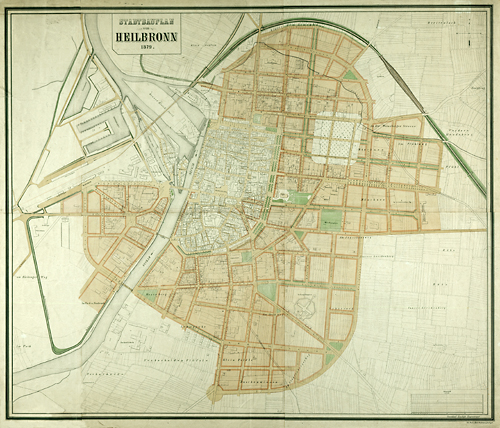
Stadtbauplan Heilbronns von 1879 auf der Grundlage des Generalbebauungsplanes von Reinhard Baumeister

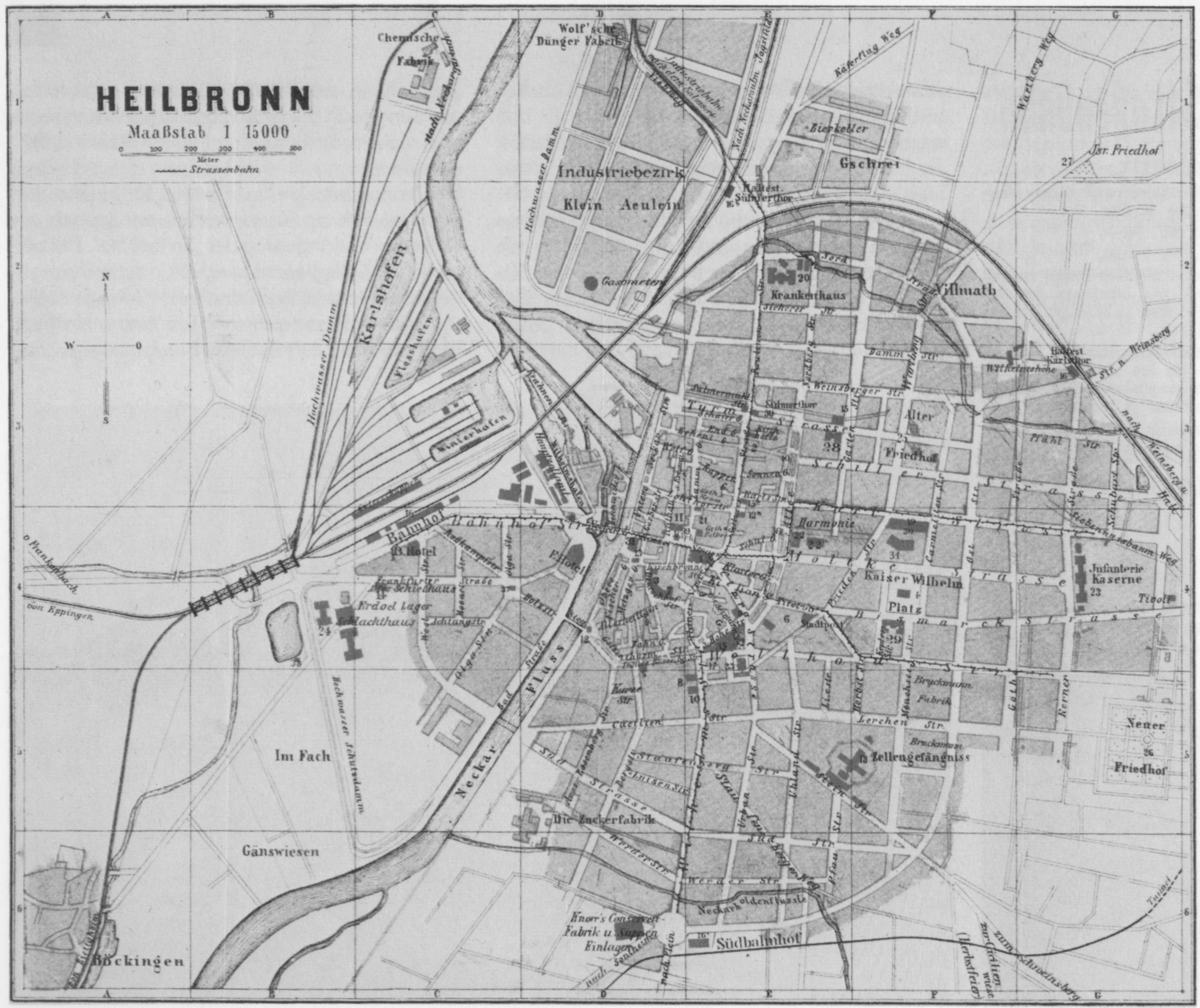
Stadtplan von Heilbronn aus dem Jahr 1903, auf Grundlage des Baumeister-Plans von 1873

1873 erstellte der Karlsruher Reinhold Baumeister einen Generalbebauungsplan, dessen städtebaulicher Grundgedanke insbesondere in der Verkehrsplanung bestand. Das Hauptverkehrsgerüst bildeten die „Zentralstraße“ – die heutige Kaiserstraße – und die „Ringstraße“, wovon lediglich die Nord- und die Oststraße realisiert wurden.
Die Kramstraße (heute Kaiserstraße) sollte als Zentralstraße umgebaut werden. Sie wurde nach Osten durchbrochen und mit der Heilbronner Allee verbunden. Die Allee war aus dem ehemaligen Stadtgraben hervorgegangen, der nach dem Abbruch der Stadtmauer als Trümmer- und Schuttabladeplatz benutzt worden war. Nachdem 1846 die Heilbronner Kaufleute Bläß, Koch und Kreß eine Aktiengesellschaft gegründet hatten, wurde der Stadtgraben zugeschüttet und darauf eine Allee angelegt.
Eine Ringstraße, von der nur die Nord- und die Oststraße realisiert wurden, sollte die neu entstandenen Vorstädte miteinander verbinden. Durch den Bau der Industriebahn und des Südbahnhofs im Jahre 1901 war jedoch die Fortführung der Riesenstraße im Süden über den heutigen Silcherplatz bis zum Rathenauplatz nicht möglich. Vom Rathenauplatz sollte die Ringstraße entlang der heutigen Knorrstraße über eine vierte Neckarbrücke zur Bahnhofsvorstadt im Westen führen. Die Oststraße ist der letzte Teil der von Baumeister geplanten, aber nie vollendeten Riesenstraße.

Gebäude, die an der Zentralstraße (Kaiserstraße) entstanden, als die Straße nach Osten durchbrochen und mit der Heilbronner Allee verbunden wurde
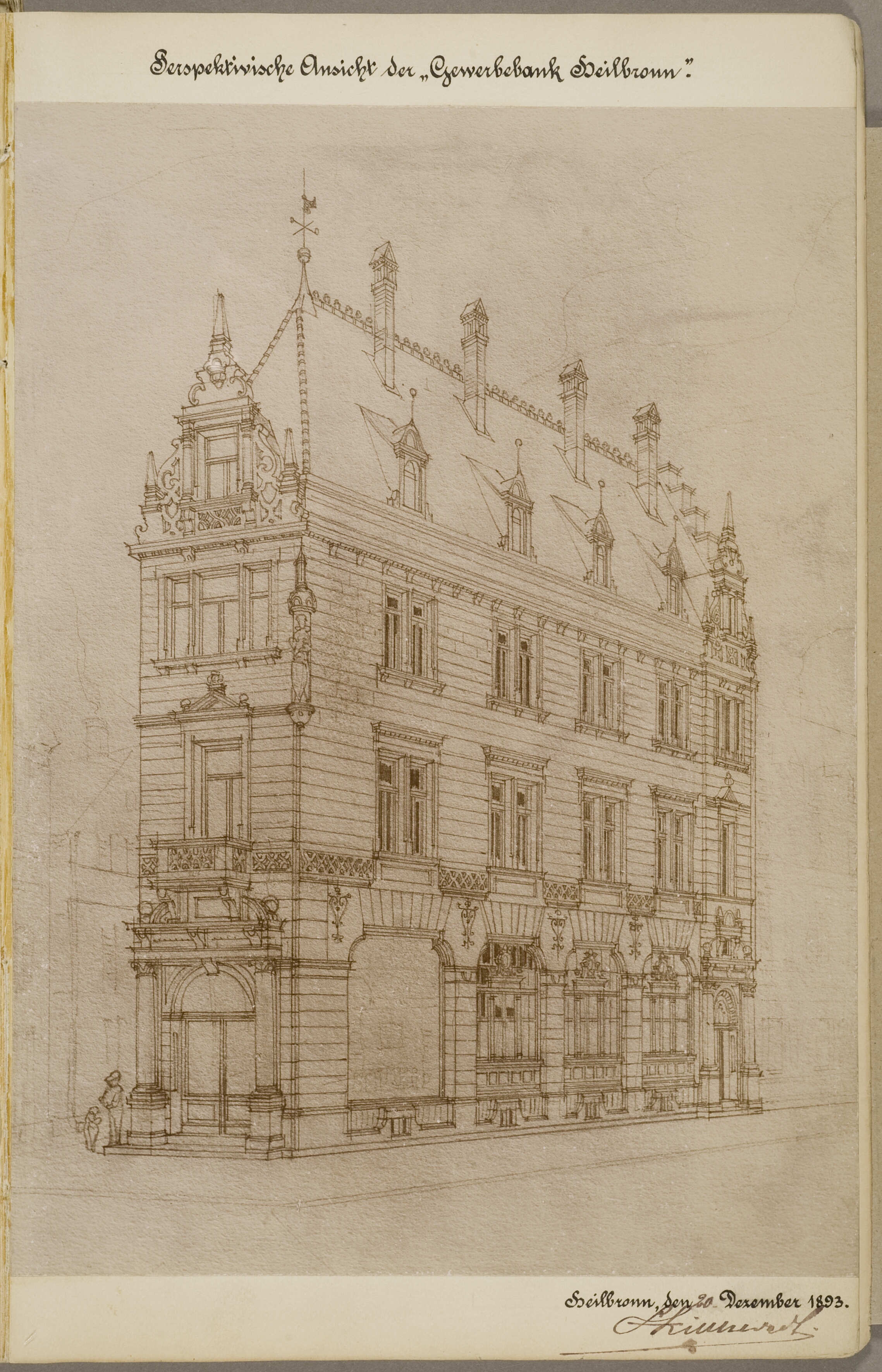
Haus Kaiserstraße 27. Bauherr: Heilbronner Gewerbebank. 1902 an Adolf Grünwald und Abraham Sigmund verkauft.
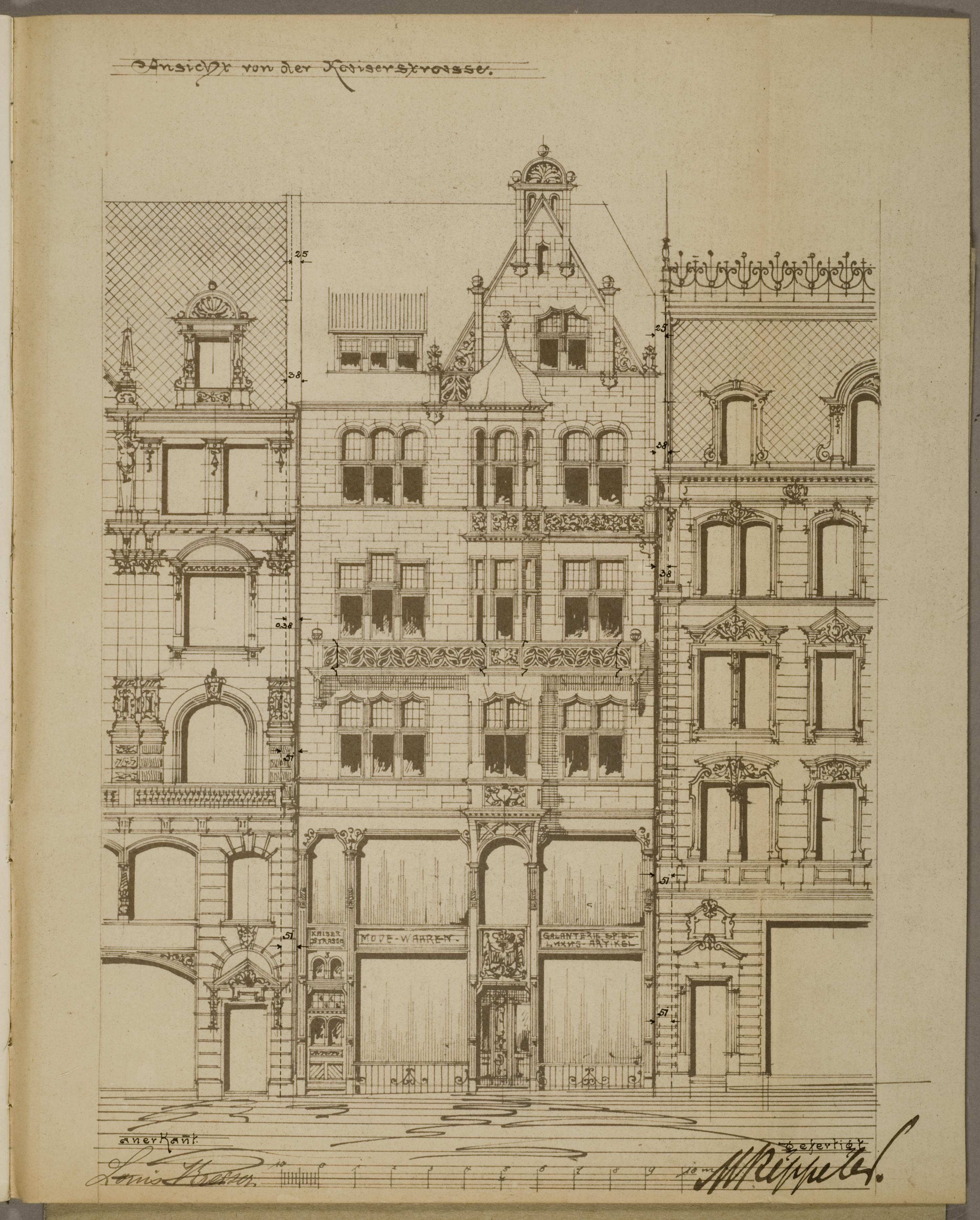
Haus Kaiserstraße 31. Bauherr: Louis Kreiser, Metzgermeister. Architekt: M. Keppeler. Ab 1914 Inhaber Heinrich Grünwald. 1920 Inhaber Konrad Morlock (Café-Restaurant Morlock)..
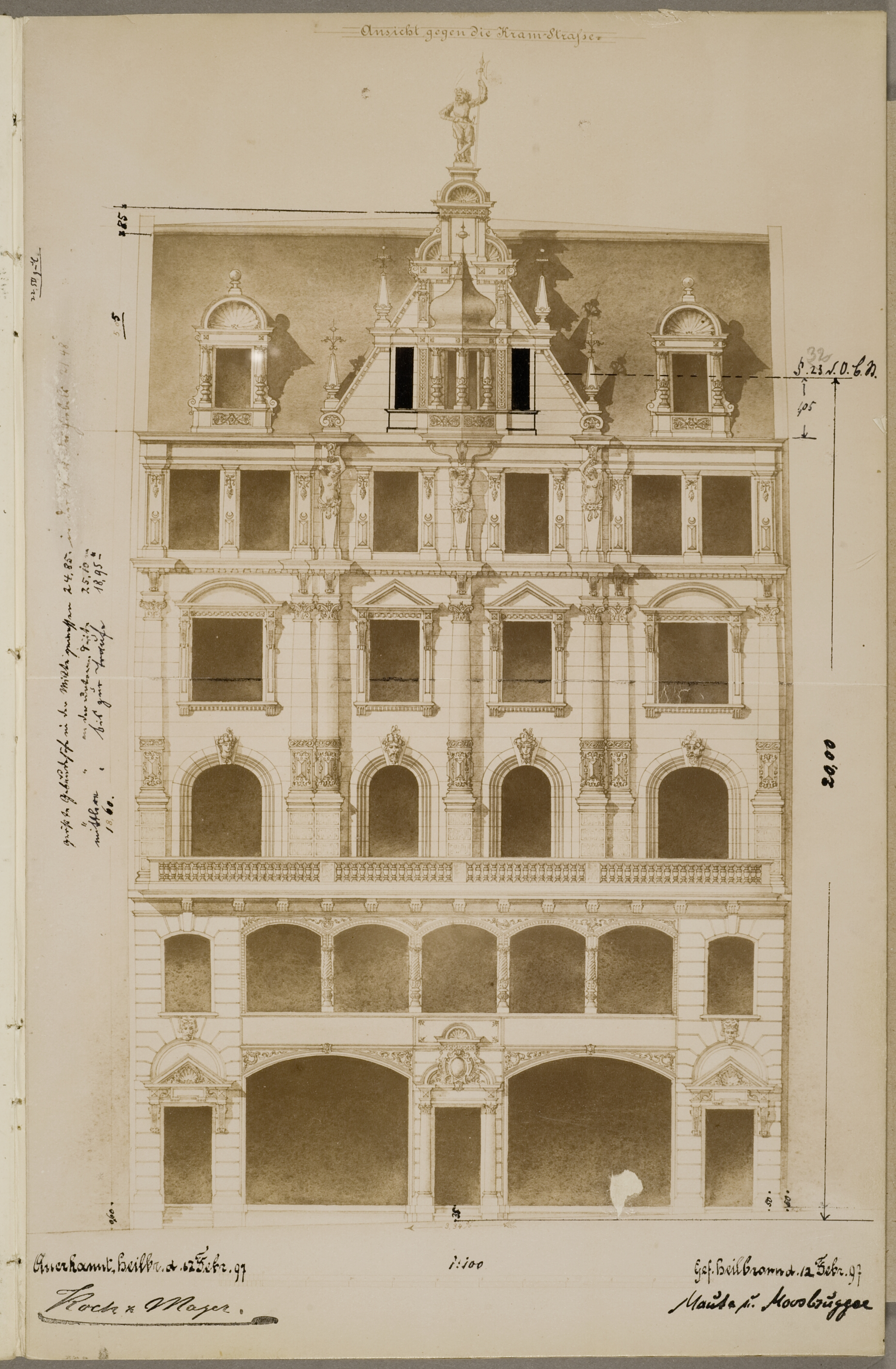
Haus Kaiserstraße 29; erbaut von der Baufirma Koch und Mayer um 1897 nach Entwürfen der Architekten Hermann Maute und Theodor Moosbrugger.
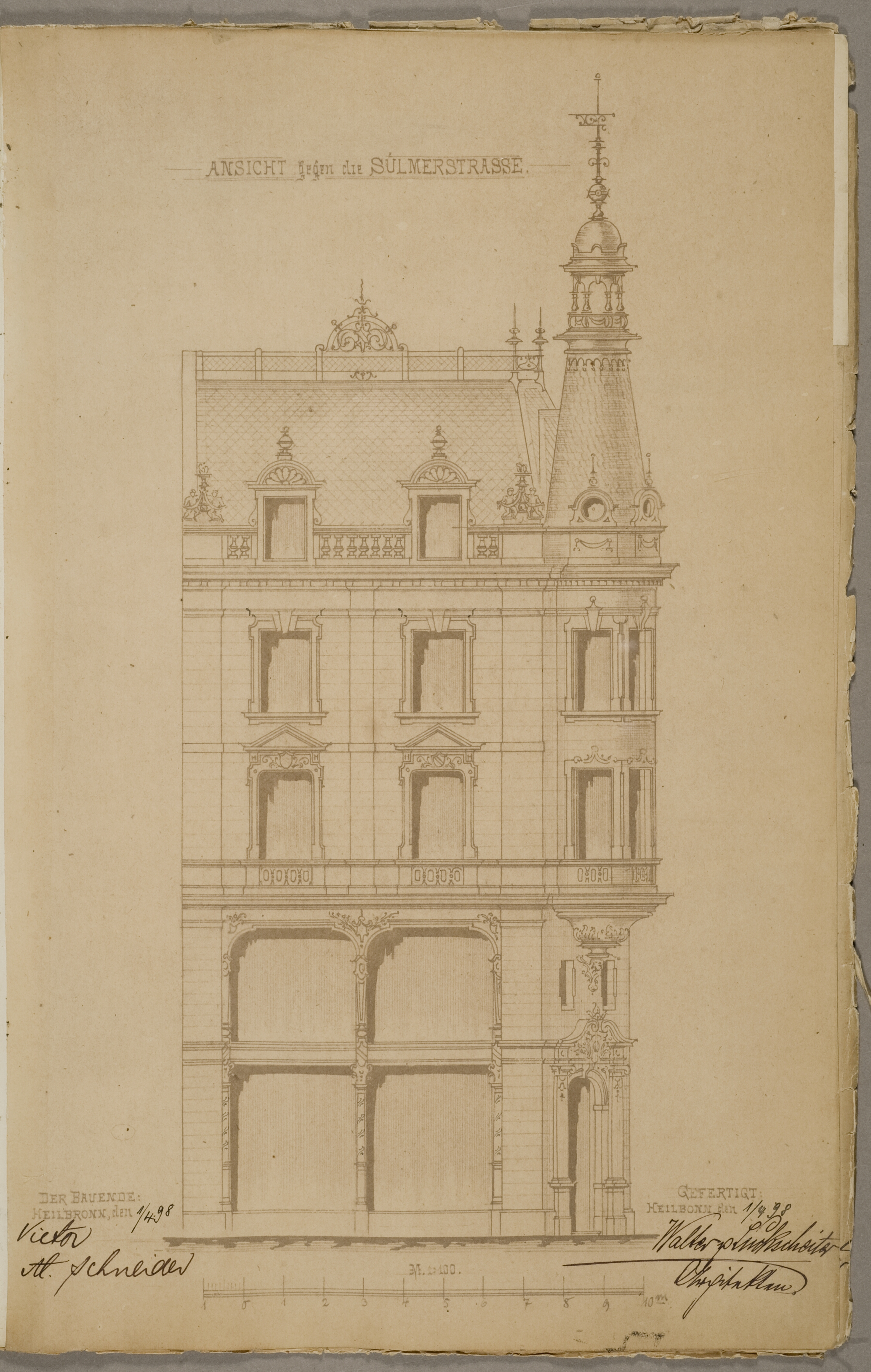
Haus Kaiserstraße 25 (1898) Bauherr: Kaufmann Victor Alfred Schneider. Architekten: Ernst Walter und Carl Luckscheiter. Ab 1918 Inhaber Bank für Handel und Industrie Darmstadt (Bankgeschäft Gumbel-Kiefe). 1932 Inhaber Apotheker Manfred Koch. 1934 Barbarino-Geschäft..
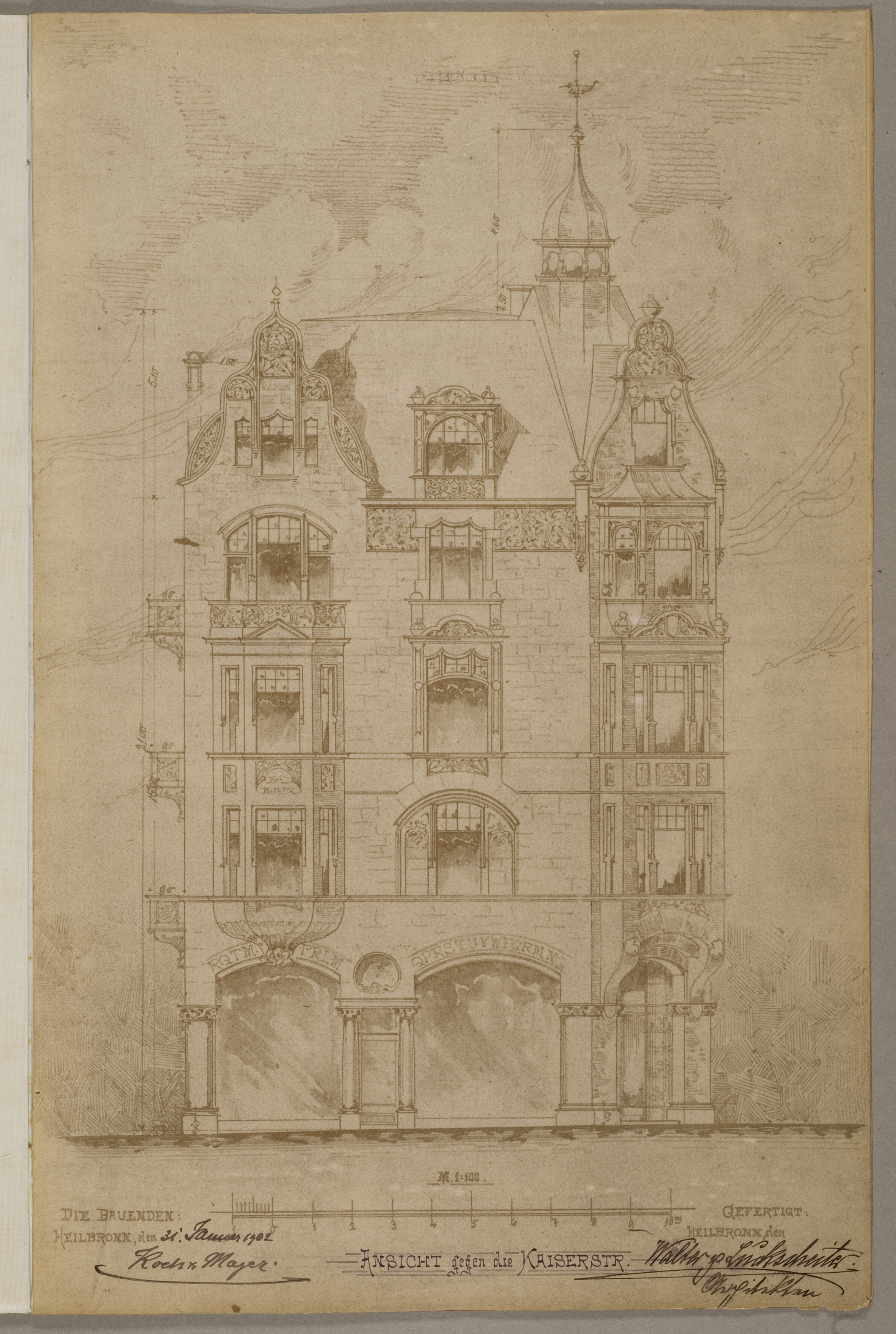
Haus Kaiserstraße 23 1/2, erbaut von der Baufirma Koch und Mayer um 1897 nach Entwürfen der Architekten Ernst Walter und Carl Luckscheiter.
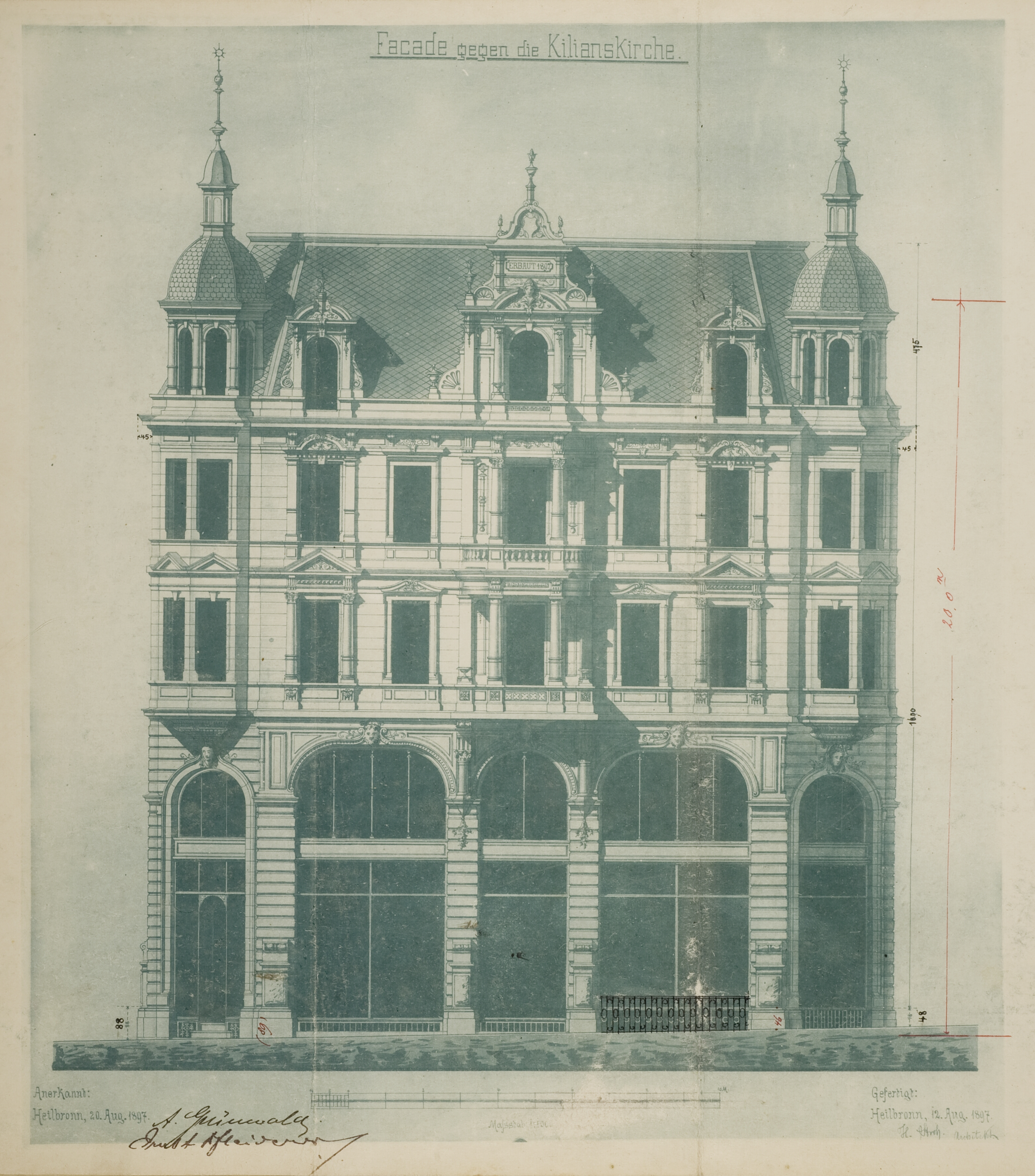
Kaiserstraße 40 in Heilbronn. Erbaut 1898 für Adolf Grünwald und Ernst Pfleiderer nach Entwürfen des Architekten Heinrich Stroh, Hauptfassade zum Kiliansplatz.
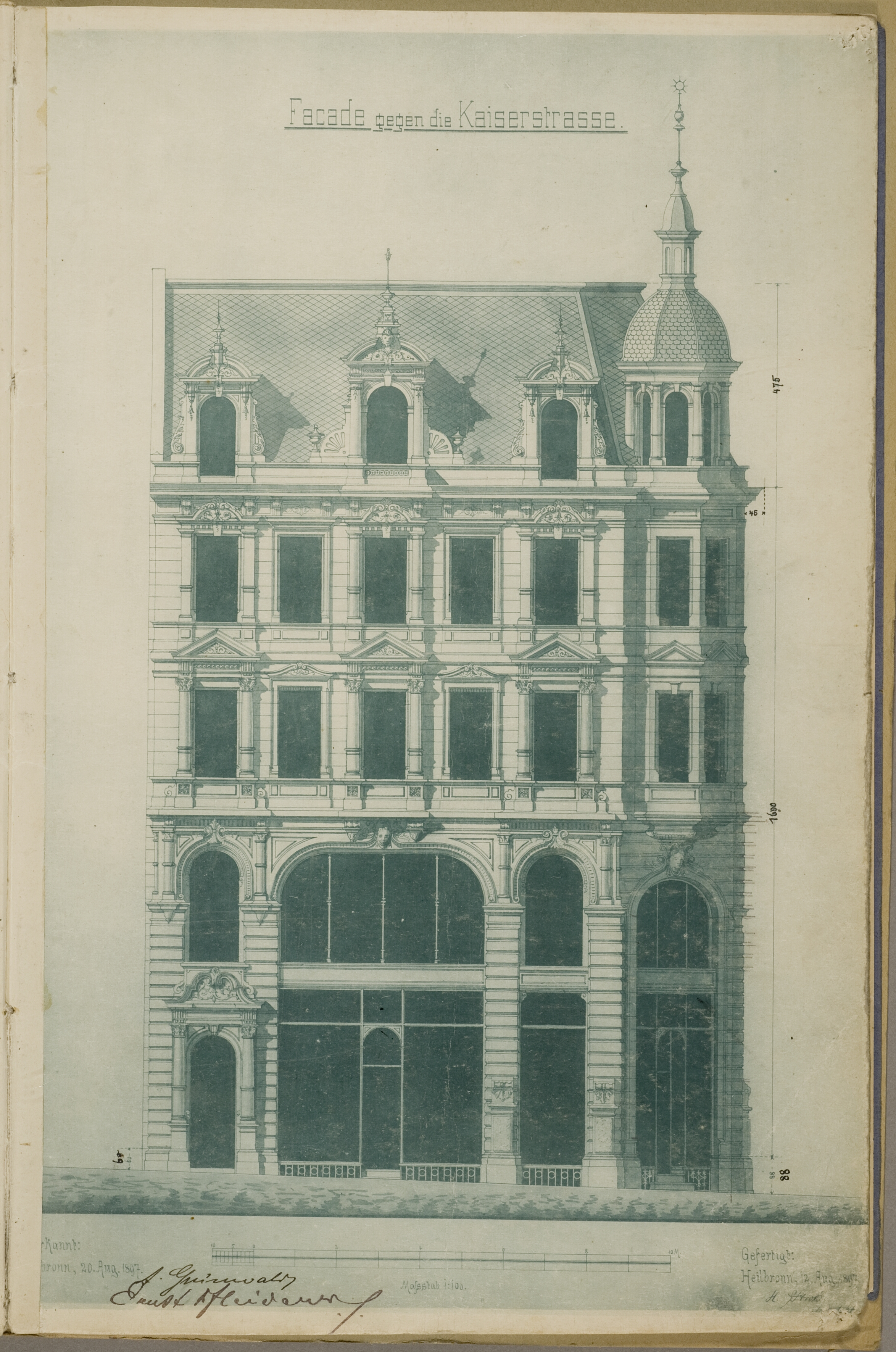
Kaiserstraße 40 in Heilbronn, Seitenansicht zur Kaiserstraße.
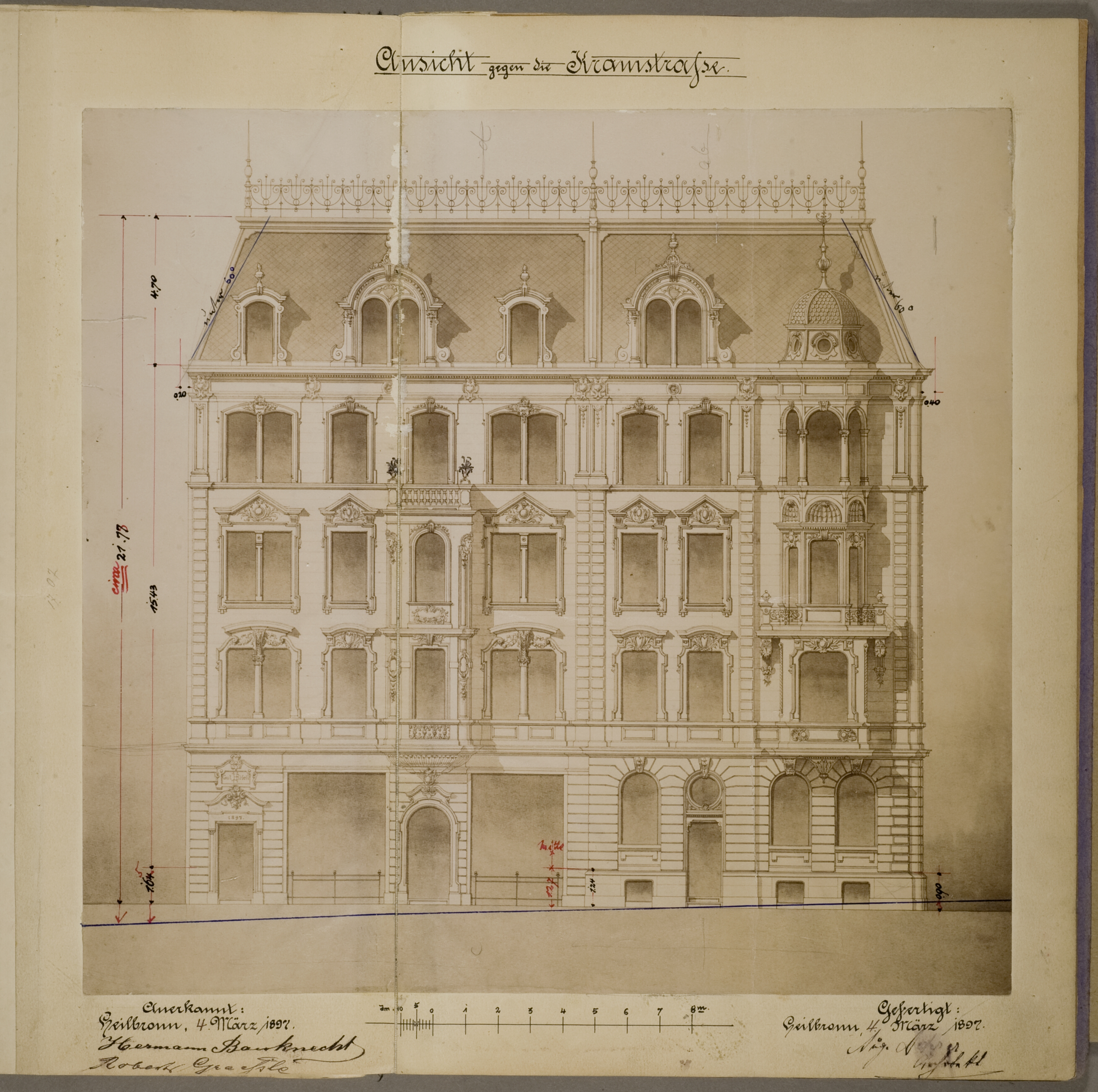
Doppelhaus Bauknecht & Graeßle, nach Entwürfen des Architekten August Dederer
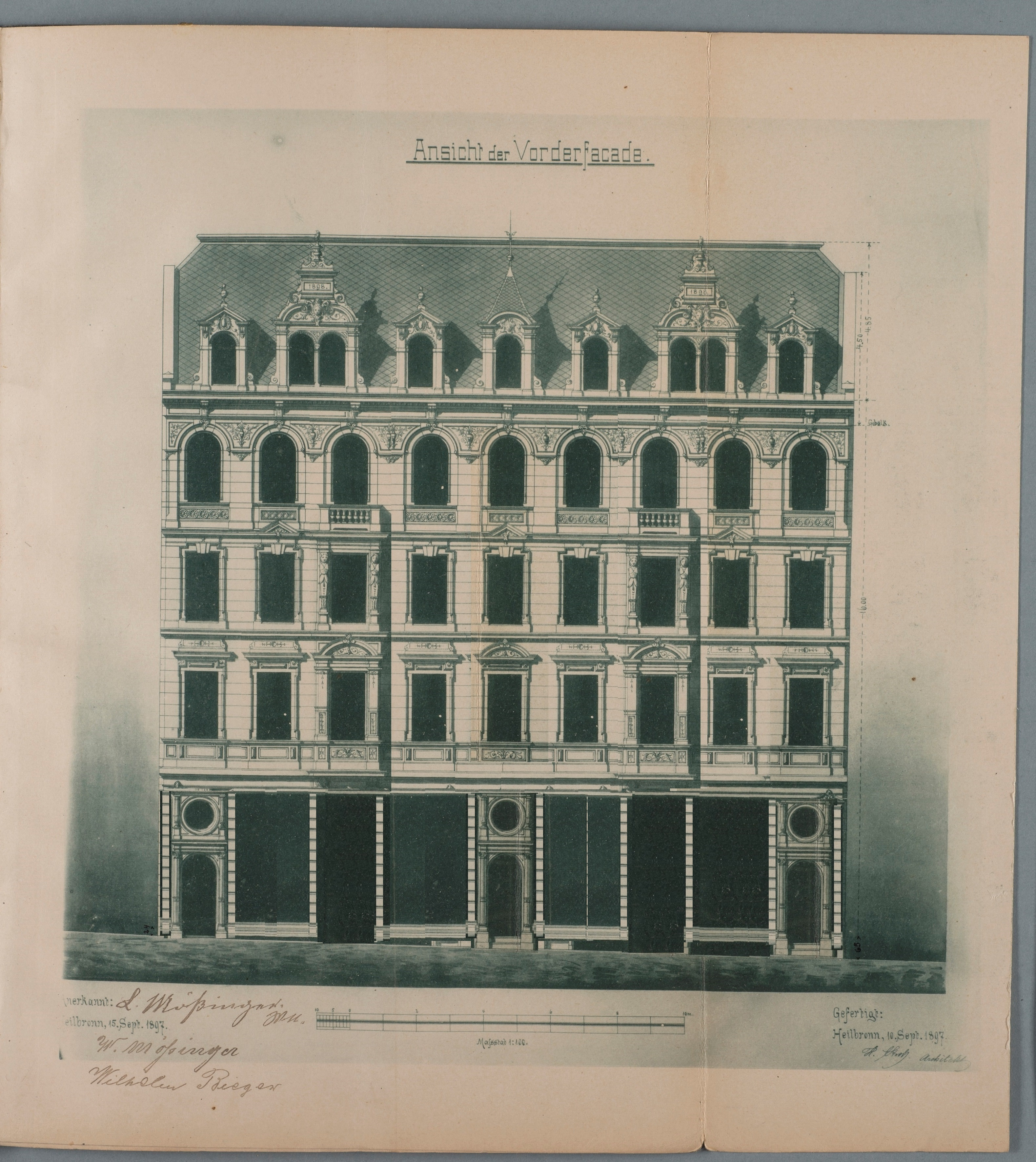
Doppelhaus A. Mössinger’s Erben, Entwurf von Heinrich Stroh
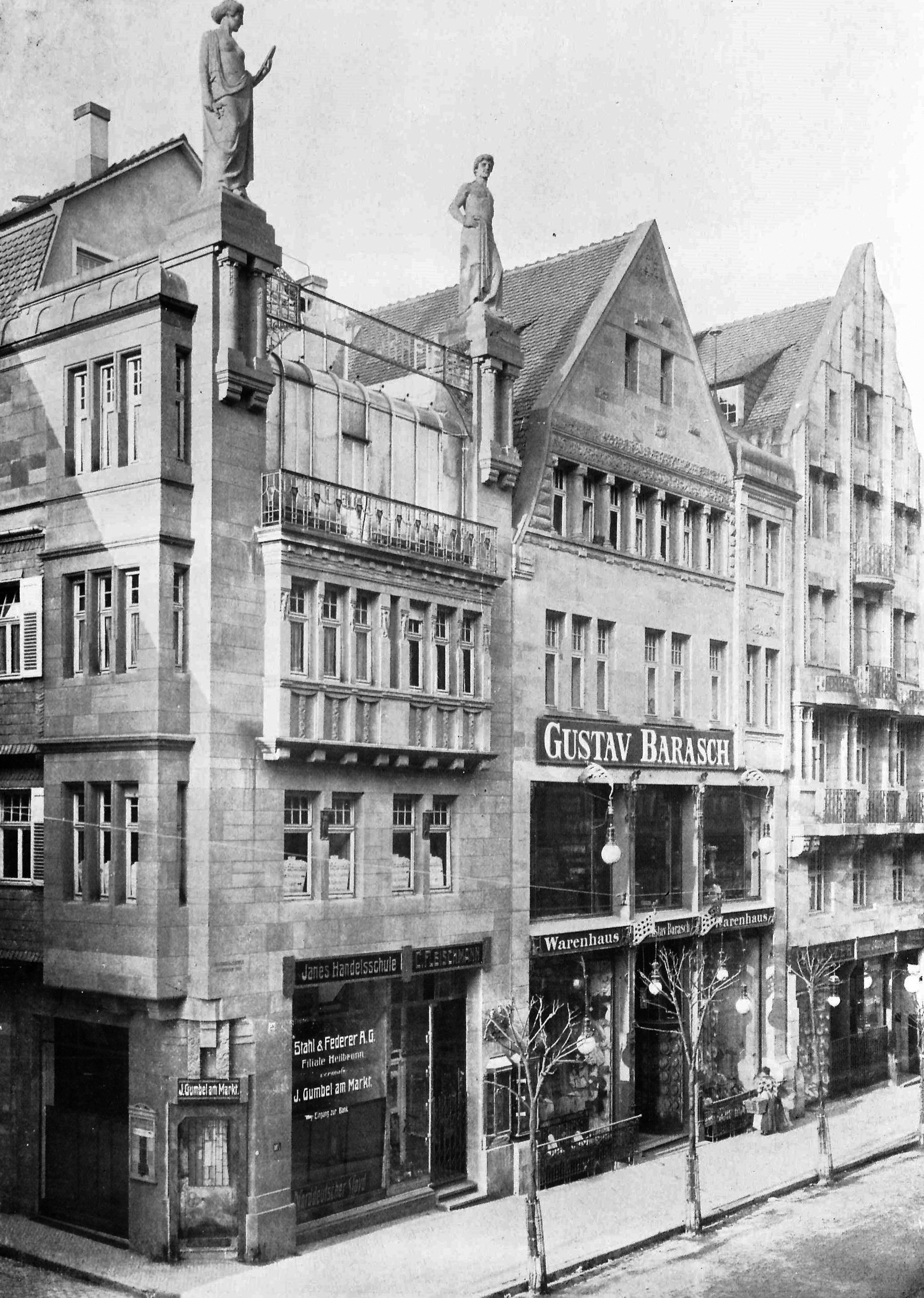
Haus Fleischmann, Warenhaus Barasch, Haus Heinrich Grünwald
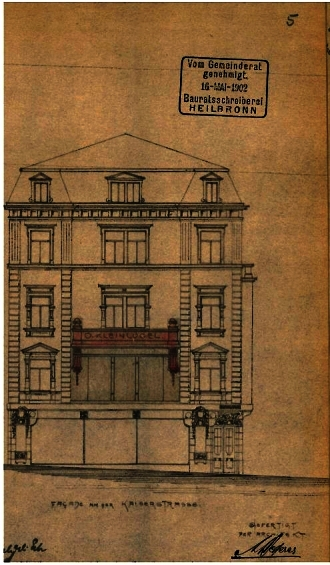
Haus Kleinlogel

### Eingemeindungen
Am 29. März 1930 erging eine Gemeindeordnung, die Zwangseingemeindungen ermöglichte, sofern ein öffentliches Bedürfnis dafür gegeben war. Der Böckinger Gemeinderat stellte daraufhin beim Land Württemberg einen Antrag auf Zwangseingemeindung, die Staatspräsident Eugen Bolz bei der Plenarsitzung des Landtages vom 16. März 1932 befürwortete, weil Böckingen aufgrund der wenigen Steuereinkünfte nicht die Aufgaben einer mittleren Stadt wahrnehmen könne. Die Stadt Heilbronn forderte jedoch von der Staatsregierung, keine direkte Eingemeindung zu veranlassen. Am 23. April 1933 wurde Heinrich Gültig zum Staatskommissar für die Stadtgemeinden Böckingen und Heilbronn ernannt. Der neue Staatskommissar erklärte: „während der Dauer dieser Regelung, in der die Befugnisse des Gemeinderats Heilbronn wie die des Gemeinderats Böckingen in meiner Hand vereinigt sind, bin ich also befugt, die Vereinigung der beiden Stadtgemeinden durch eine mir zustehende Willenskundgebung zu vollziehen“. Eine politische Vertretung im Gemeinderat wurden dem neuen Stadtteil Böckingen nicht zugestanden.
1938 wurden in Böckingen die Siedlungen im Kreuzgrund und im Haselter gegründet.

Ortsbauplan von Heilbronn-Böckingen (1901)
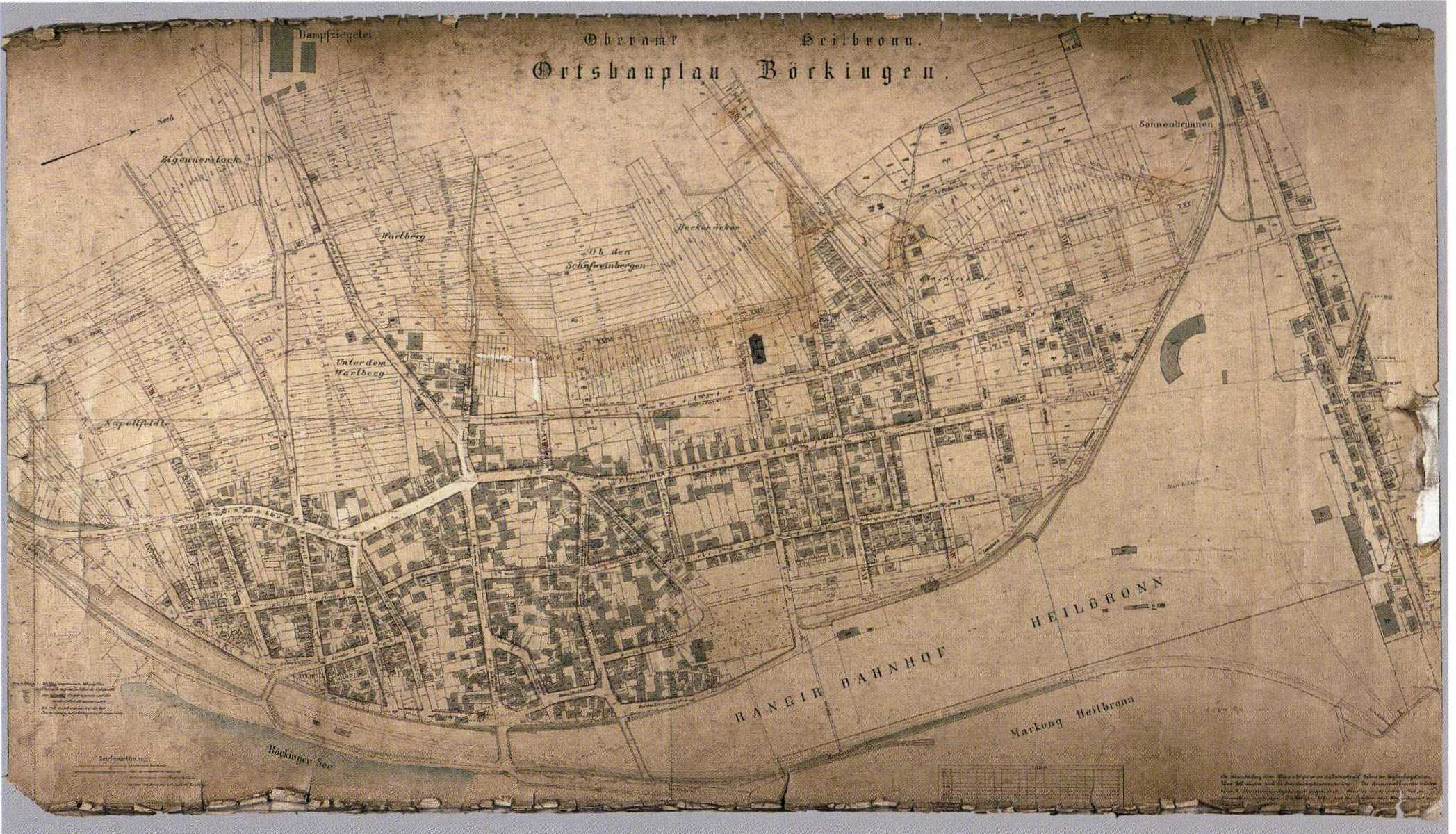
Rechts die regelmäßig bebauten Quartiere an der Klingenberger Straße, links der alte Ortskern mit den Straßenbegradigungen

## Kreisfreie Stadt (1938)
Im Rahmen einer Verwaltungsreform wurde Heilbronn 1938 kreisfreie Stadt. Zugleich wurde Heilbronn Sitz des neuen Landkreises Heilbronn. Heilbronn war mit 72.000 Einwohnern die zweitgrößte Stadt Württembergs.

### Eingemeindungen 1938
Die Eingemeindung Neckargartachs erfolgte am 1. Oktober 1938, denn bereits im Juni 1933 hatte ein vom württembergischen Innenministerium beauftragter Staatskommissar bescheinigt, „dass die Gemeinde auf Grund ihrer finanziellen Verhältnisse als selbständige Gemeinde nicht mehr weiterbestehen kann.“ Noch vor dem Zweiten Weltkrieg wurde in Neckargartach das Neubaugebiet Steigsiedlung erschlossen und es erfolgte die städtebauliche Erweiterung des Stadtteils. Zum 1. Oktober 1938 wurde auch Sontheim nach Heilbronn eingemeindet.

### Flächensanierung 1939

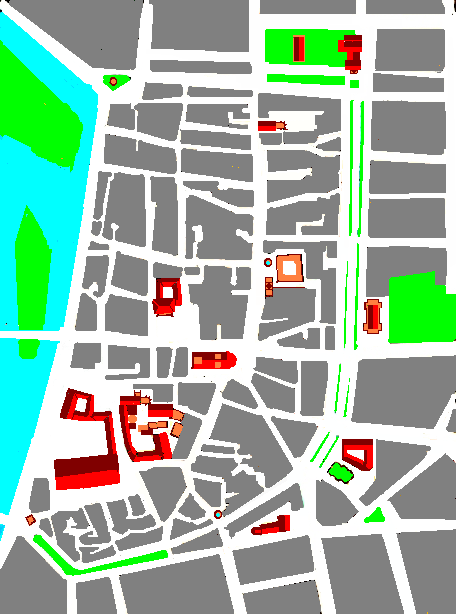
Altstadt-Flächensanierungsplan von Heinrich Röhm (1939); Flächensanierung des Fischergassenviertels und Bau einer Stadthalle mit Kreishaus.

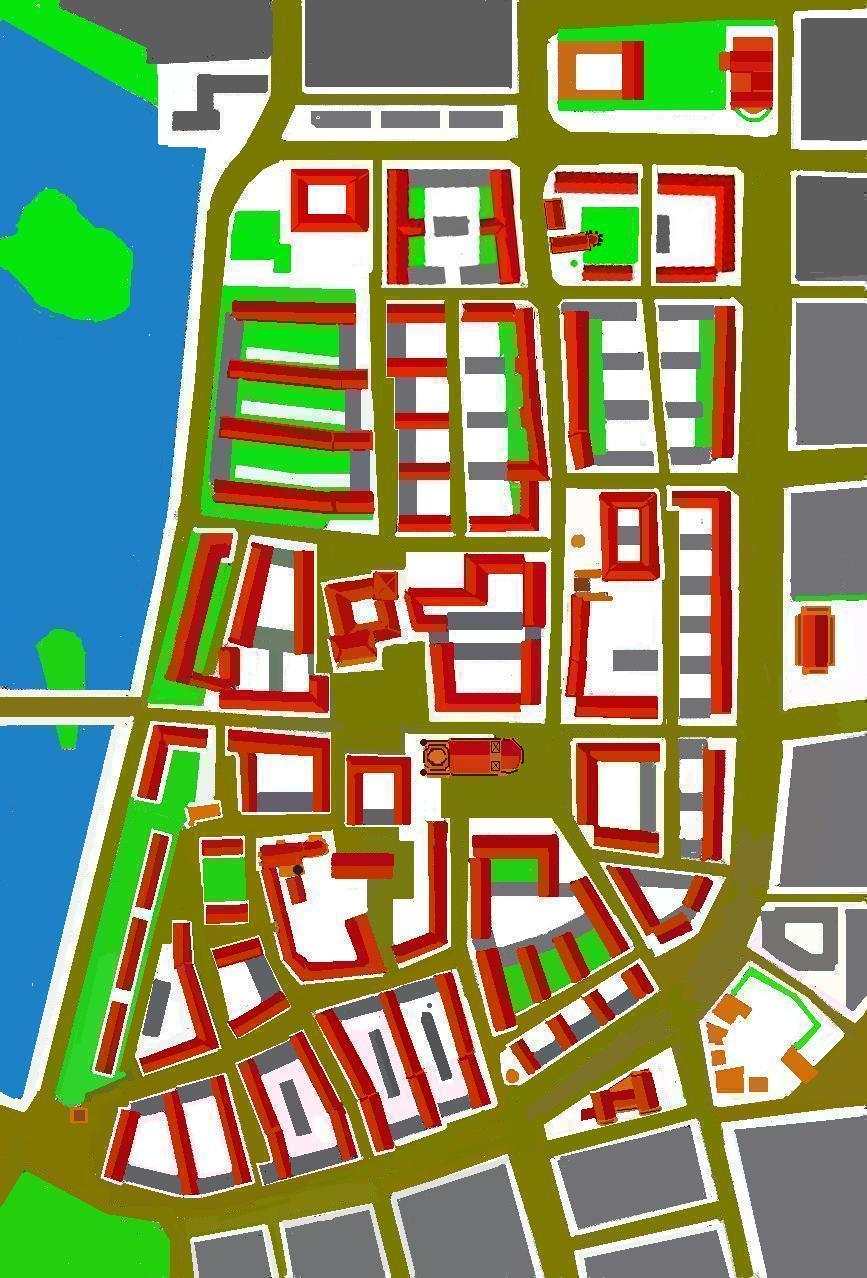
Bebauungsplan der Altstadt von Hans Volkart vom 26. August 1946.

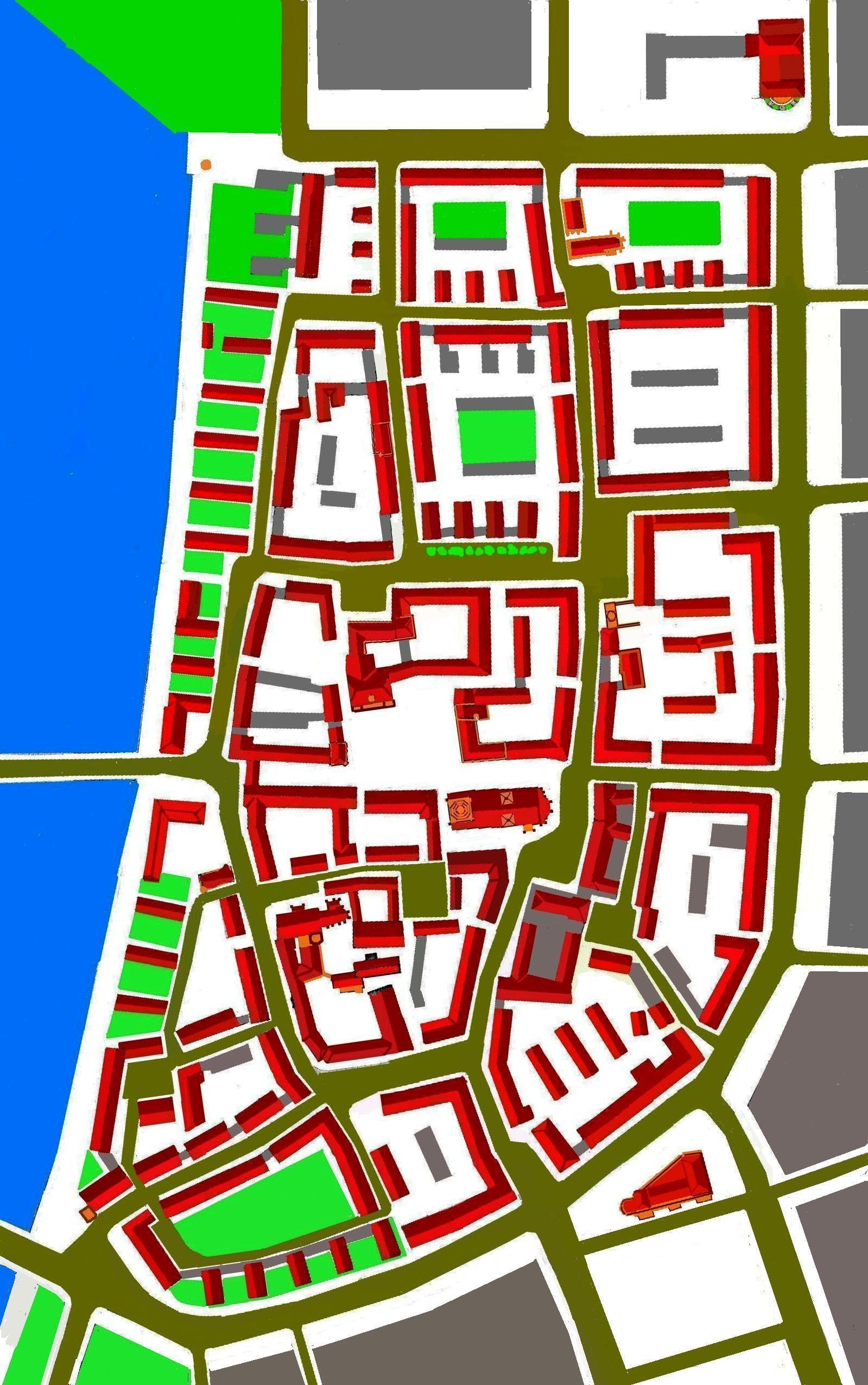
Bebauungsplan der Altstadt von Hans Volkart vom 9. November 1947 (Heilbronn als „Gartenstadt“).

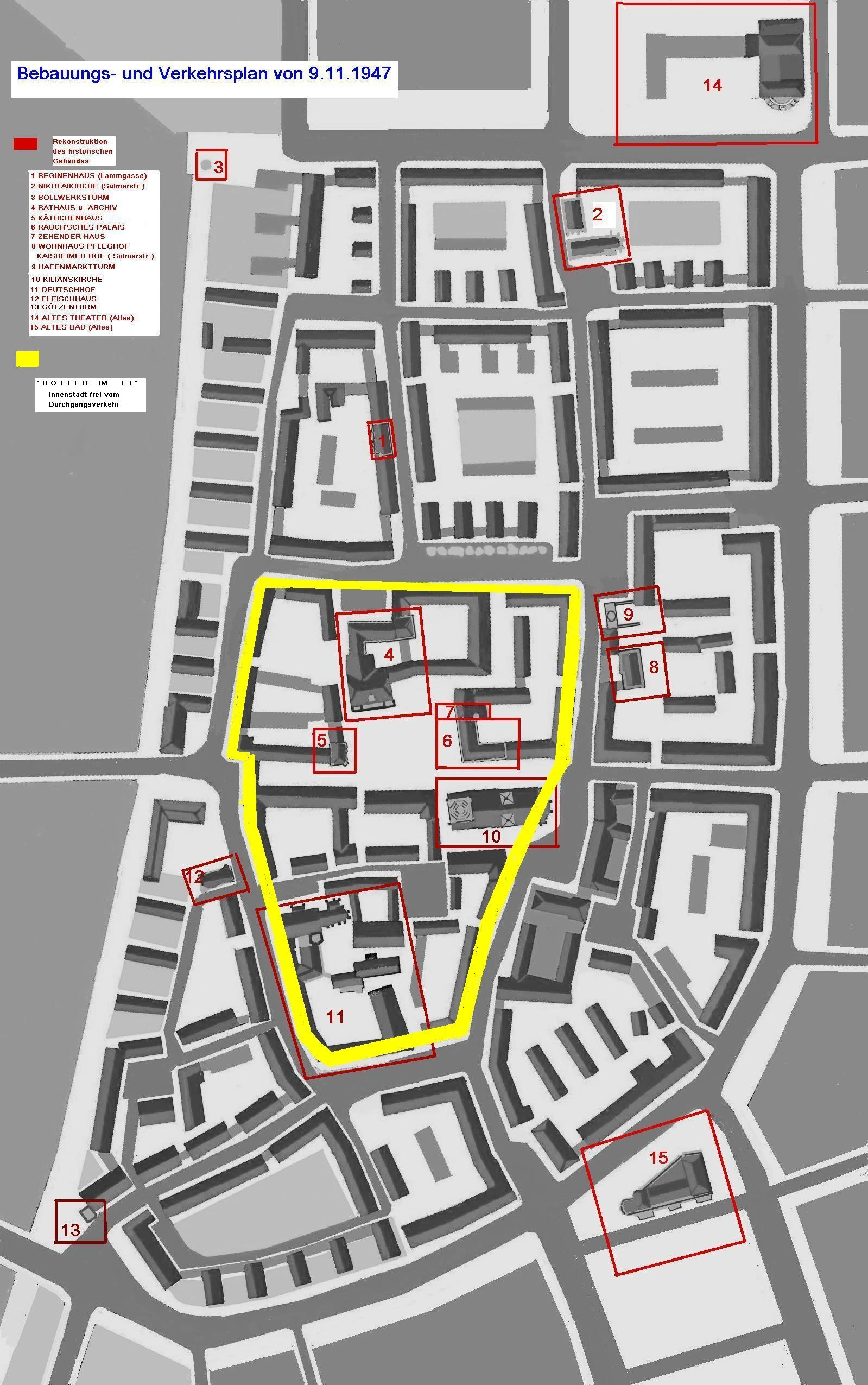
Verkehrskonzept von Volkart „Dotter im Ei“ im Altstadt-Aufbauplan zu Heilbronn

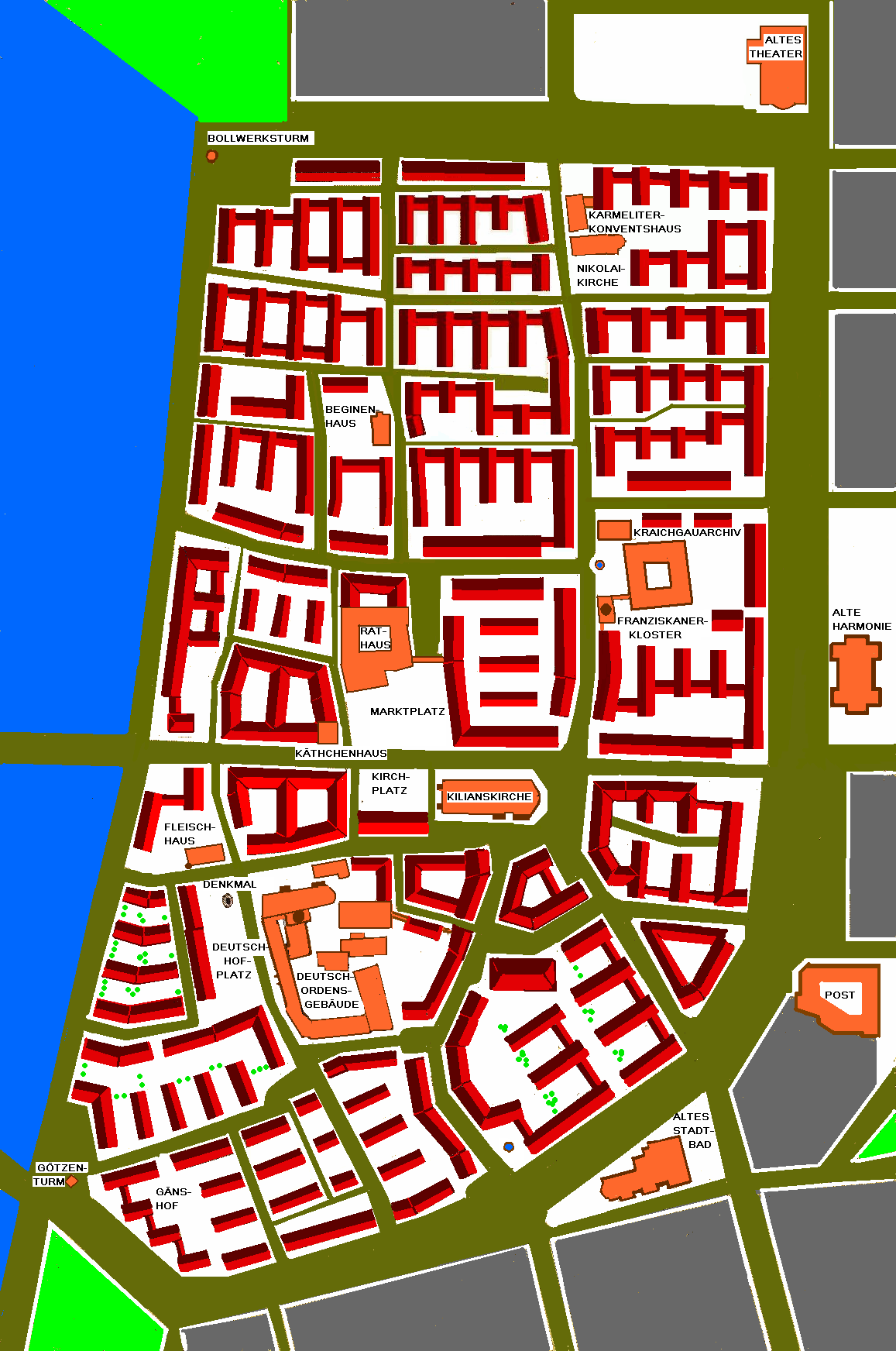
Heilbronn Aufbauplan der Altstadt 1948 von Herrmann Wahl

In Heilbronn sollte 1939 ein baulich mangelhaftes, in seiner Enge ungesundes Stadtviertel am Neckar (Fischergassenviertel) total abgebrochen (flächensaniert) werden. Auf dem freigewordenen Areal sollte eine neue Stadthalle und die neue Kreisverwaltung errichtet werden. Der Heilbronner Stadtbaurat hatte Paul Bonatz und seine Meisterklasse mit dieser Untersuchung beauftragt. Schließlich blieben zwei Arbeiten übrig, die zwei Tage später mit den von Bonatz empfohlenen Verbesserungen wiederum vorgelegt werden sollten. Die städtebauliche Problemstellung bestand darin, die Neubauten der Stadthalle mit Kreishaus, mit den vorhandenen historischen Bauten wie dem Deutschhof zu integrieren und in die Straßenräume einzubinden. Zu dem vorgegebenen Vorlagetermin in zwei Tagen erbaute Heinrich Röhm eine Plastilinmodell und versuchte die Korrektur bei Bonatz als unbekannter Dritter Mann. Bei dem zweiten Termin, der Korrekturstunde wurde dabei Röhms Vorlage eine kleine Sensation. Dabei lernte Röhm Bonatz kennen und wurde sein Schüler. Bonatz machte ihm den Vorschlag seine Ideenskizze über die Neubauten bei ihm als Diplomarbeit auszuführen. So schrieb Röhm seine Diplomarbeit (mit Note „sehr gut“) über die Altstadt zu Heilbronn unter dem Titel „Flächensanierung des Fischergassenviertels und Bau einer Stadthalle mit Kreishaus.“ Der Entwurf wurde durch die Stadt Heilbronn angekauft.

### Wiederaufbau (1945–1969)

#### Aufbau-, Generalbebauungsplan und Ideen-Wettbewerb
Nach dem Luftangriff auf Heilbronn war die Innenstadt, also die ehemalige Altstadt zu 100 % zerstört. Die Stadt Heilbronn ohne ihre Stadtteile lag zu 84 % in Trümmern. Zunächst wurde vorgeschlagen, das Ruinenfeld der Innenstadt als Mahnmal zu belassen. 1946 gab es in der Heilbronner Kernstadt 26.557 Einwohner; 51.568 wohnten insgesamt in Heilbronn. Davon waren 24.025 männlichen und 28.666 weiblichen Geschlechts. Die meisten Geschäfte befanden sich in Kellern, Ruinen und Notunterkünften.
Am 18. Februar 1946 wurde der Pflichtehrendienst zur Beseitigung der Trümmer in der Altstadt eingeführt.
Im März 1946 beauftragte der Oberbürgermeister Beutinger Hans Volkart, Stadtplaner, mit dem Entwurf eines Altstadtplans. 1946 wurden Regierungsbaumeister Karl Gonser und der Verkehrsexperte Karl Leibbrand, beide aus Stuttgart, beauftragt, einen Generalbebauungsplan für die Innenstadt zu schaffen. Am 22. November 1946 präsentierten Volkart, Gonser und Richard Schumacher, der unaufgefordert an der Altstadtplanung mitarbeitete, nach fünfmonatiger Planung ihre Entwürfe dem neuen Oberbürgermeister Paul Metz und dem Gemeinderat.
Der Gemeinderat beschloss im Februar 1947 auf Anregung des BDA-Obmannes Richard Scheffler (1891–1973) einen Ideen-Wettbewerb für den Wiederaufbau der Altstadt auszuschreiben. Dieser erhielt dabei 28 Beiträge.
Am 20. Juni 1947 legten Volkart, Gonser und Kurt Leibbrand ihre Pläne erneut dem Gemeinderat vor, der die Entwürfe begrüßte. CDU-Stadtrat Hilger bezeichnete die Idee Volkarts als „überwältigend“. Volkart war verärgert, dass trotz seiner Pläne zusätzlich ein Ideen-Wettbewerb ausgeschrieben worden war. Trotzdem wirkte er zusammen mit Karl Gonser in der Jury des Preisgerichts mit, zu dem auch Theodor Heuss gehörte, der erste Kultusminister in Württemberg-Baden. Mitglied der Jury war auch Generalbaudirektor Walther Hoß. Den Vorsitz führte Oberbürgermeister Metz.
Hoss stellte seine Altstadtlösung vor: eine verkehrsberuhigte Kaiserstraße, beginnend mit der Gerber- und der Kramstraße bis hin zur Allee. Durch Abschlussbauten mit Arkaden zu beiden Seiten der Kaiserstraße führten nur Fußgängerpassagen. Der Verkehr sollte über Kram-, Allerheiligen- und Fleiner Straße mit der Allee verbunden werden. Eine Fußgängerpromenade war zwischen rechtem Neckarufer und den Wohnhäusern vorgesehen. Das linke Neckarufer war als Umgehungsstraße geplant und sollte den Verkehrsring um die Altstadt schließen. Die östliche Kram- und Gerberstraße diente der Erschließung. Eine Fußgängerzone in Sülmer- und Fleinerstraße war vorgesehen. Große Parkplätze zwischen Klara-, Kilian-, Allerheiligen-, Deutschhofstraße, Fleiner Straße, Kiliansplatz, Kaiserstraße und im nördlichen Teil der Altstadt wurden eingeplant.
Im Rahmen des Altstadtwettbewerbs erklärte Volkart am 9. November 1947 sein Kartenmaterial: Seiner Ansicht nach war eine Verbreiterung der Straßen und Gassen nötig. Nur so sei ein „gesundes Wohnen und Arbeiten“ möglich. Dafür sei eine Baulandumlegung erforderlich. Fixpunkte für die Planung seien die „Kunstbauten“, die ein „gütiges Schicksal...vor der Zerstörung bewahrt“ habe. Sie seien als die „typischen Merkmale der Altstadt d.h  überhaupt der Stadt Heilbronn“ Fixpunkte der Planung.
Volkart hatte einen verkehrsplanerischen Ansatz für die Altstadt, die er als „Dotter im Ei“ bezeichnete. Er sah eine Fußgängerzone vor, die um den Marktplatz und um die Kaiserstraße angelegt werden sollte. Die Kaiserstraße sollte zwischen Sülmer- und Gerberstraße verkehrsberuhigt werden. Die Fußgängerzone sollte von der Fleiner-, Sülmer-, Lohtor-, Gerber- und Deutschhofstraße umschlossen werden, die noch befahrbar bleiben sollten. Ein Arkadenbau über der Kaiserstraße, östlich der Einmündung von Kram- und Gerberstraße, sollte den Beginn der verkehrsfreien Straße kennzeichnen.
Bei der Vergabe der Architektenpreise am 11. November 1947 erhielten Kurt Marohn den zweiten und die Architekten Hermann Wahl und Rudolf Gabel mit Hannes Mayer jeweils einen dritten Preis.
Nicht ausgezeichnet wurde der Entwurf von Hellmut Weber, Ex-Mitarbeiter von Le Corbusier, der weitgehend Flachdächer in der Innenstadt vorsah. In der Begründung der Jury wurde die Architektur der Moderne abgelehnt: „Die architektonische Haltung ist modern, dabei unterscheidet sich die Arbeit jedoch zum Teil zu sehr von dem Charakter der gewachsenen Stadt“.
Regierungsbaudirektor a. D. Schweizer bezeichnete Volkarts Stadtbauplanentwurf als einen der besten des Landes, wobei „diese Arbeit den fehlenden 1. Preis darstelle[n würde]“. Der Volkart-Plan verwirkliche die grundsätzlichen Vorstellungen des Preisgerichts, so die Meinung der Jury.
Auch einige Hauptgedanken von Hoss hätten den Vorstellungen des Preisgerichts entsprochen.
Die städtebaulichen Ziele des Preisgerichts bestanden in Verkehrs- und Architekturkonzepten:
Das Verkehrskonzept bestand darin, den Fernverkehr in ost-westlicher und nord-südlicher Richtung von der Altstadt fernzuhalten; sowohl die Friedrich-Ebert-Straße (heutige Kaiserstraße) als auch die Sülmer- und Fleinerstraße sollten keine „zügigen breiten Verkehrsrinnen“ werden; der „innere Kern der Altstadt“ sollte Fußgängerbezirk werden: Erschließung von der Friedrich-Ebert-Brücke aus über die Kram- und Gerberstraße, ein Verkehrsring um die Altstadt über die Allee und eine linksufrige Umgehungsstraße.
Das architektonisch-künstlerische Konzept der Altstadtgestaltung beinhaltete die Bewahrung der traditionellen Architektur (Heimatschutzarchitektur). So meinte das Preisgericht: „Der Charakter der Altstadt soll heilbronnerisch bleiben“, dies hatte die Voraussetzung, „dass jeder Schematismus vermieden wurde.“ Stadtrat Willy Dürr beschrieb am 11. Juni 1948 in der Heilbronner Stimme die Ziele des Wiederaufbaus: „Wir wollen …keinen Modernismus einer anonymen Stadt, sondern wir müssen die Altstadt wieder so aufbauen, dass sie wieder Heilbronn ist und nur Heilbronn“.
Die Frage, in welchem Stil die Altstadt Heilbronns wieder aufzubauen sei, war Gegenstand zahlreicher Diskussionen. Man entschied sich zu einer traditionellen, konservativen Moderne und lehnte die vollkommen neue Moderne mit Stahl, Beton und Glas ab.

„Nach welchem Stil baut man?: Natürlich wird mancher Kenner der Materie… fragen, in welchem Stil soll [Heilbronn] nun wiederaufgebaut werden? Ohne Zweifel kann man hier zwei Wege gehen. Man kann die letzten Reste des Vorhandenen auch noch niederreißen und sich zu einem vollkommen neuen, modernen Stil bekennen. Das würde heißen, man müsste in Stahl, Beton und Glas bauen … Man hat sich [jedoch] in Heilbronn zu einer gemilderten, mehr traditionstreuen Moderne [der Stuttgarter Schule ] entschieden … und lässt innerhalb des vorgeschriebenen Grundgedankens der Individualität des Architekten weitgehend Spielraum.“

Vorhandene historische Architektur sollte nicht verbaut, sondern in ihrer Raumwirkung städtebaulich gestärkt werden: „… die historischen Bauten [sollen] durch individuell gestaltete Plätze und Straßen in ihrer Wirkung gesteigert werden. Die Straßen und Plätze sind so anzulegen, dass von möglichst vielen Stellen aus der Kiliansturm, aber auch die anderen historischen Bauten … wirkungsvoll in Erscheinung treten … Der Marktplatz muss unbedingt in seiner historischen Raumwirkung wieder erstehen … Die Friedrich-Ebert-Straße (Kaiserstraße) [soll] zum Marktplatz und zum ‚Kiliansdom‘ als den Herzstücken der Altstadt hinleiten …“ . So wurde die Kaiserstraße nach Süden hin verbreitert, so dass „der Blick auf das Kleinod von Heilbronn, den Kiliansturm, schon von der Neckarbrücke aus freigegeben wurde.“
Ein Gutachten von Paul Bonatz forderte, dass sich die neuen Gebäude in ihrer Gebäudehöhe den historischen Gebäuden unterzuordnen hätten: „Die Umgebungsbauten [historischer Bausubstanz] müssen sich deutlich unterordnen“. Oberbürgermeister Paul Meyle folgte darin dem Gutachten des Stadtplaners und meinte, „dass die Stadt zwar nicht nach den Wünschen des Planungsamtes allein aufgebaut werde, aber auch nicht nach den Wünschen einzelner Grundstücksbesitzer und erst recht nicht wegen einiger Firmenschilder. Er verlas … das Gutachten von Paul Bonatz, wobei er die Stelle hervorhob, die von der Gebäudehöhe spricht“.

Beispiele für den Wiederaufbau in Heilbronn
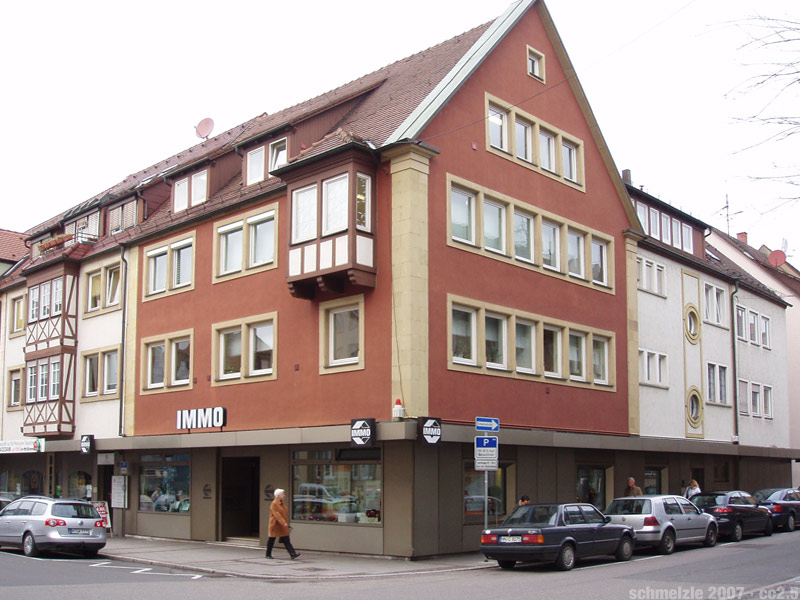
Wiederaufbau (Eröffnung 15. Dezember 1950): ehem. Möbelhaus Bierstorfer in Heilbronn von Julius Hoffmann(Eckhaus Lohtorstraße 37/Lammgasse 2)
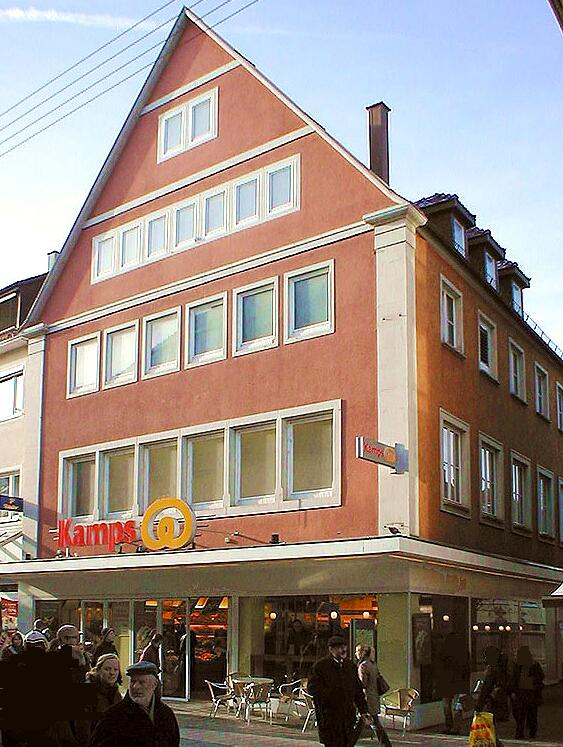
Wiederaufbau (Eröffnung 8. Mai 1950): Spielzeughaus Brenner-Schilling in Heilbronn (Fleiner Straße 31)
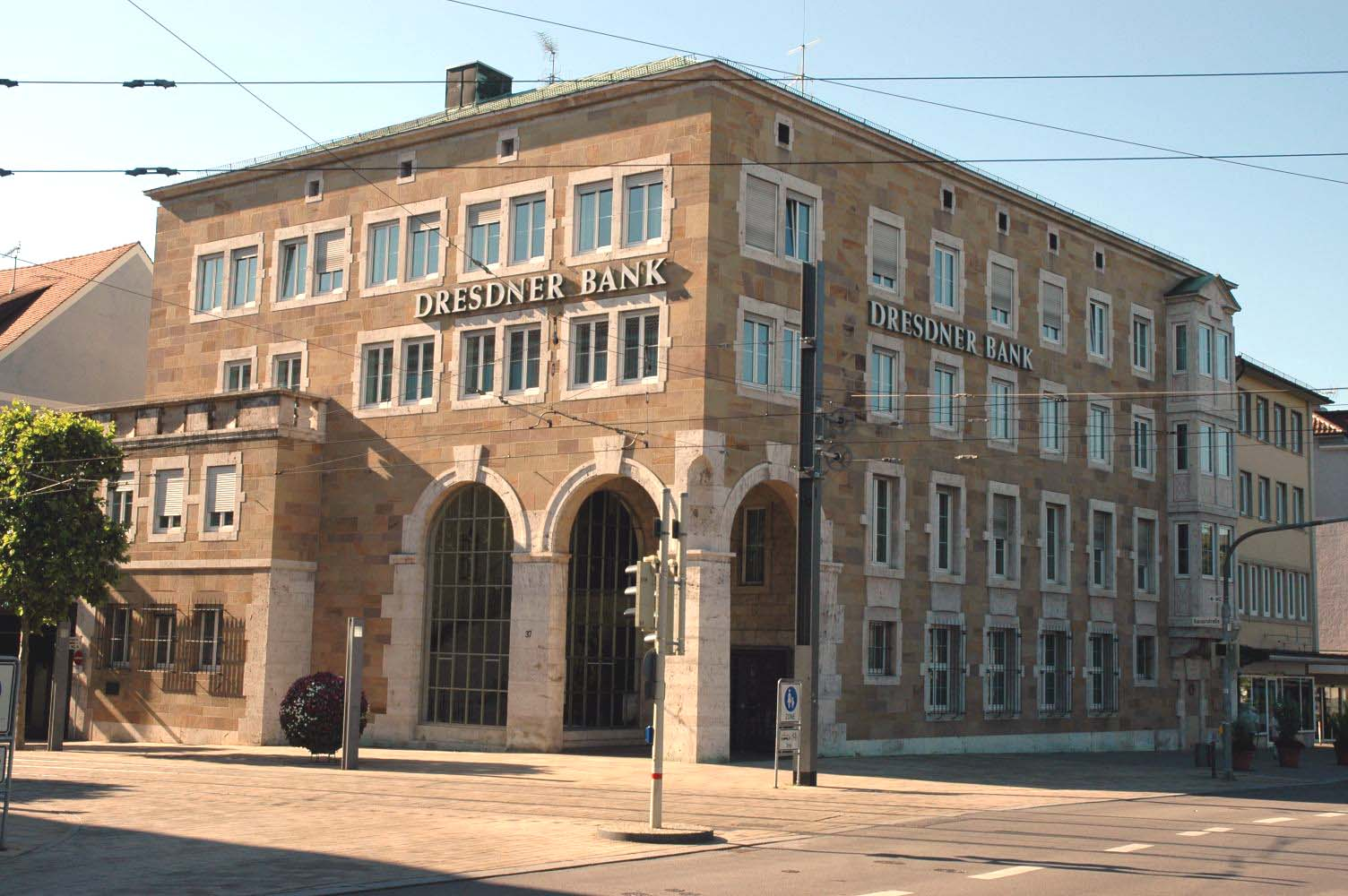
Wiederaufbau (1952): Die Dresdner Bank in Heilbronn
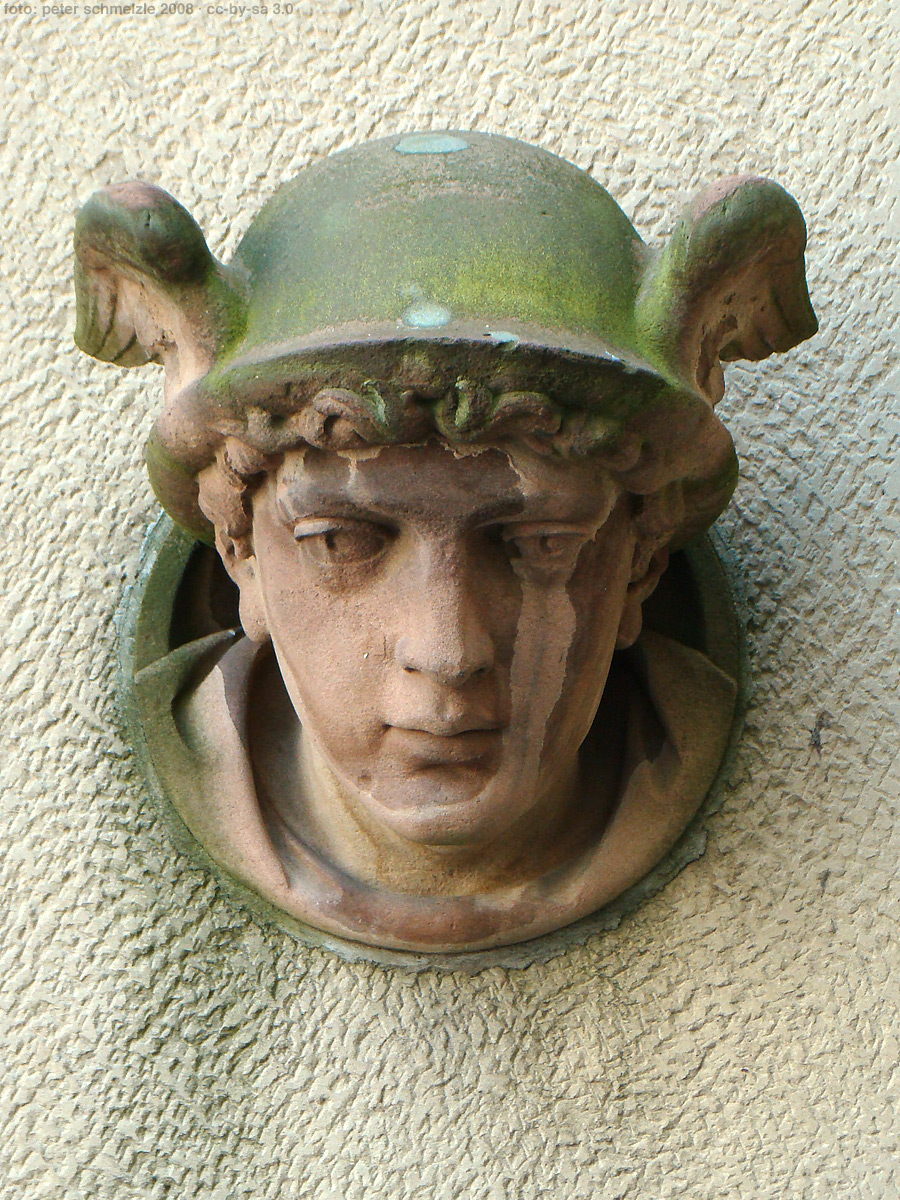
Wiederaufbau: Dresdner Bank, Merkur-Büste
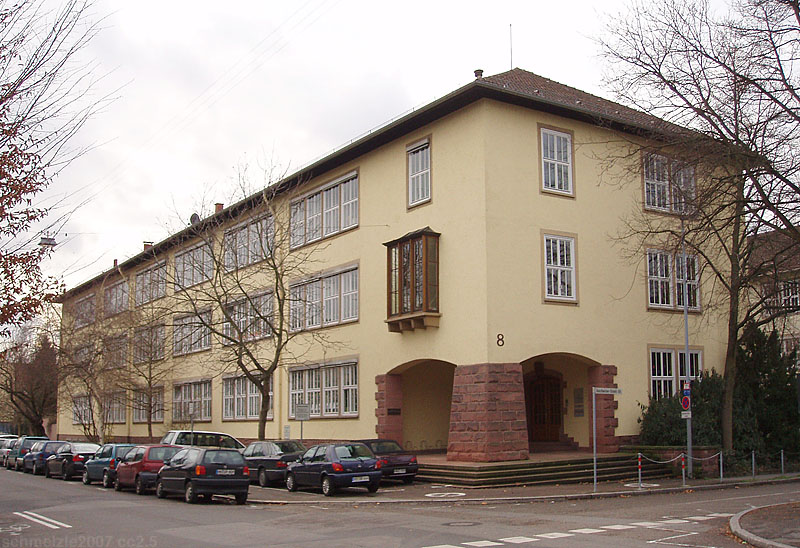
Wiederaufbau (30. Juni 1951): Die Pestalozzischule in Heilbronn
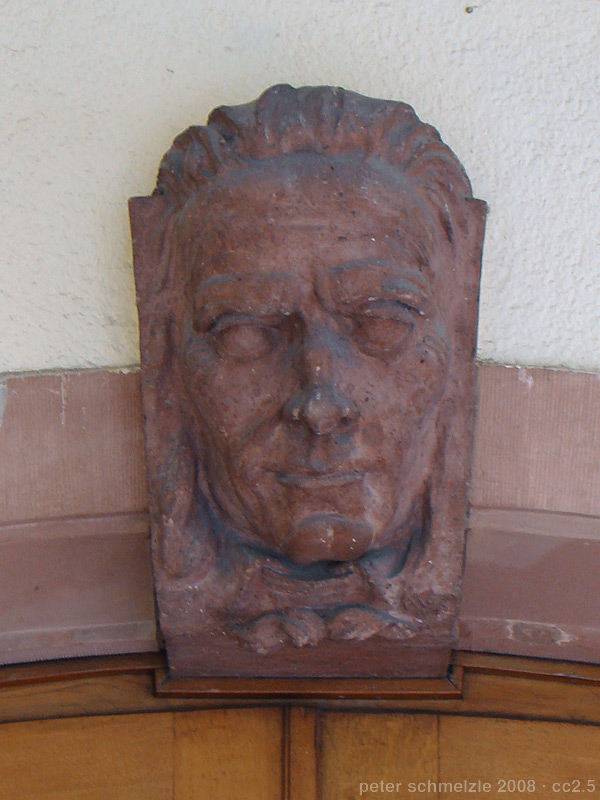
Wiederaufbau: Pestalozzischule, Pestalozzi-Büste
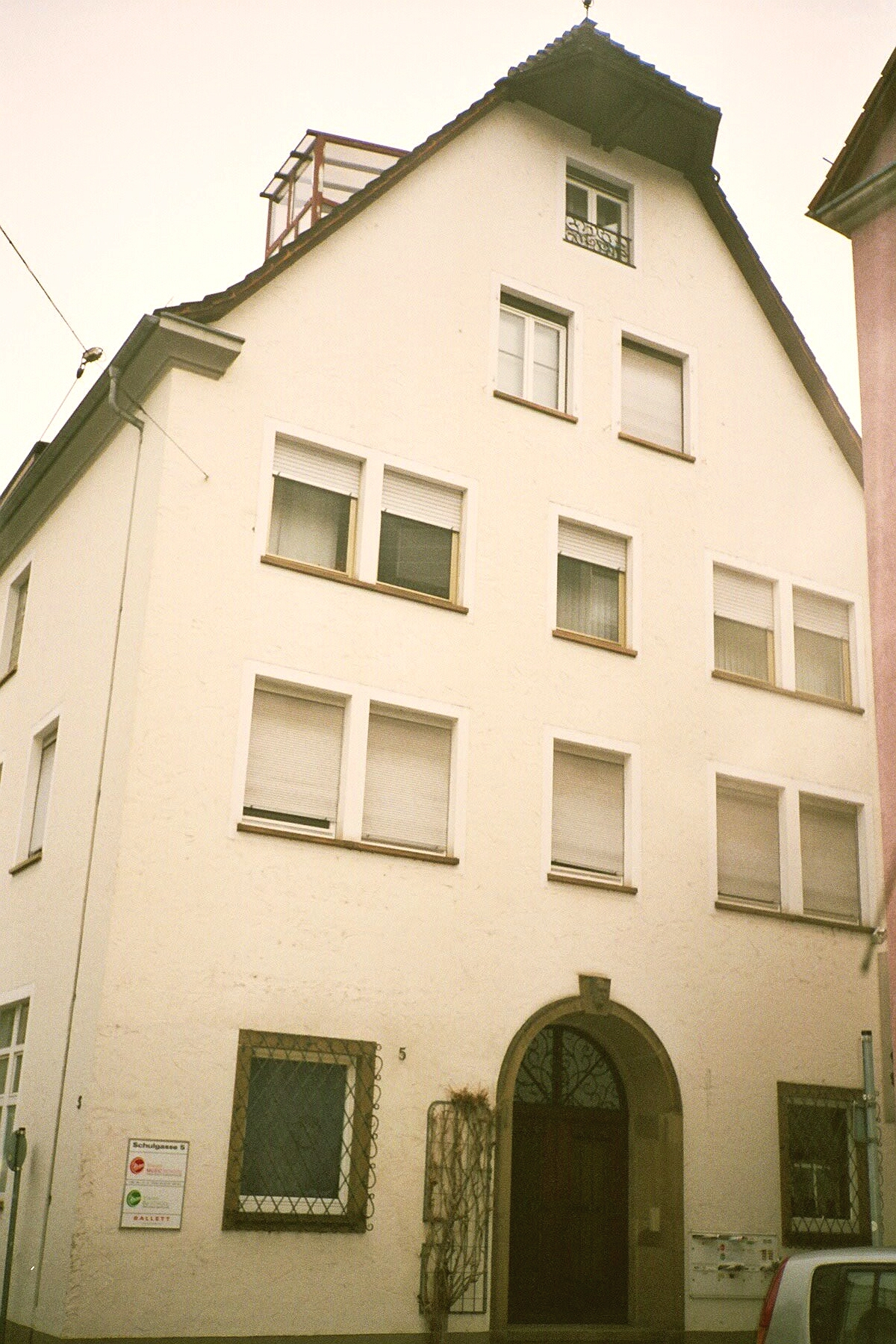
Wiederaufbau (1951/52): Die Schlosserei Lutz an der Schulgasse 5 in Heilbronn
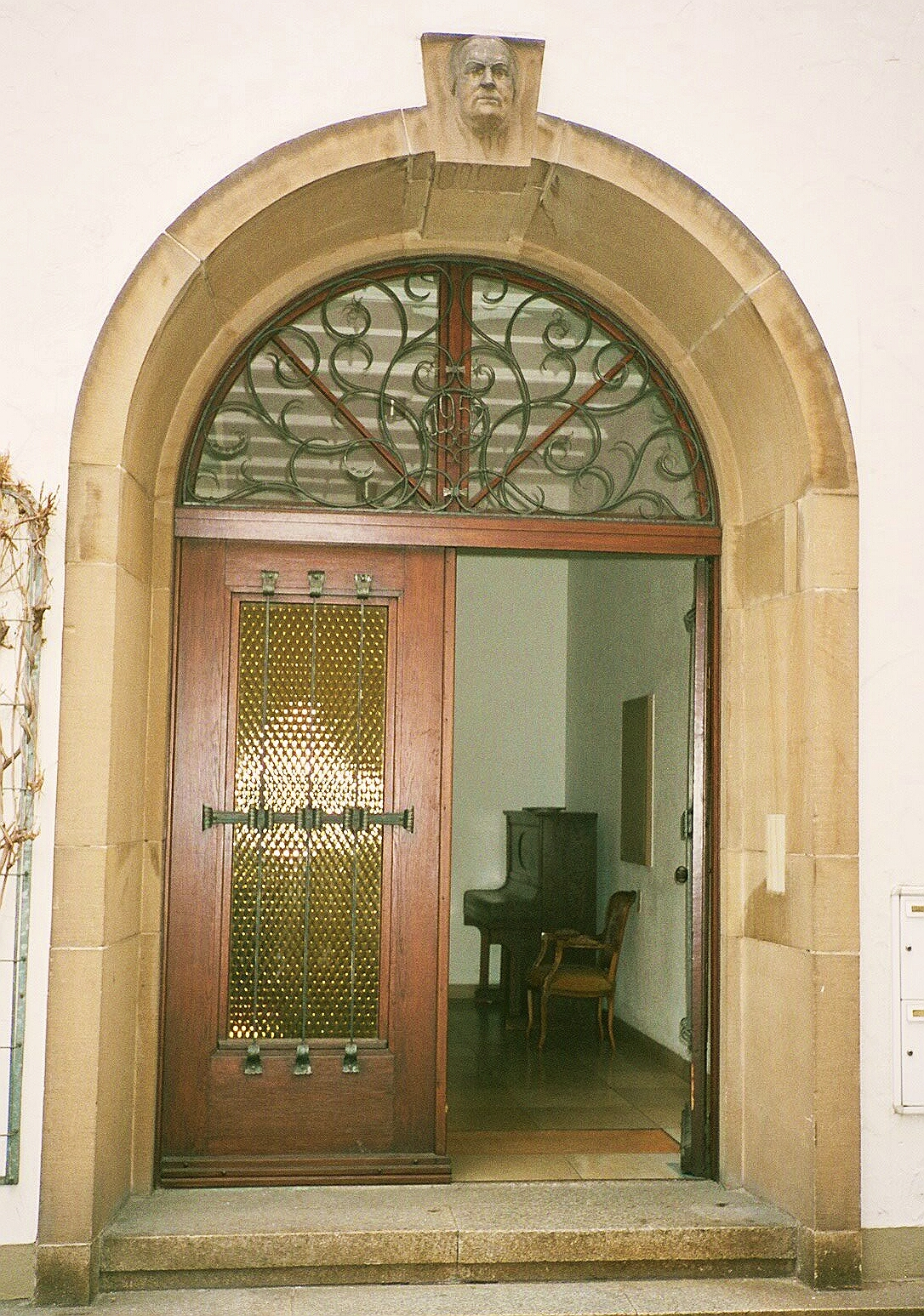
Wiederaufbau: Schlosserei Lutz, Portal
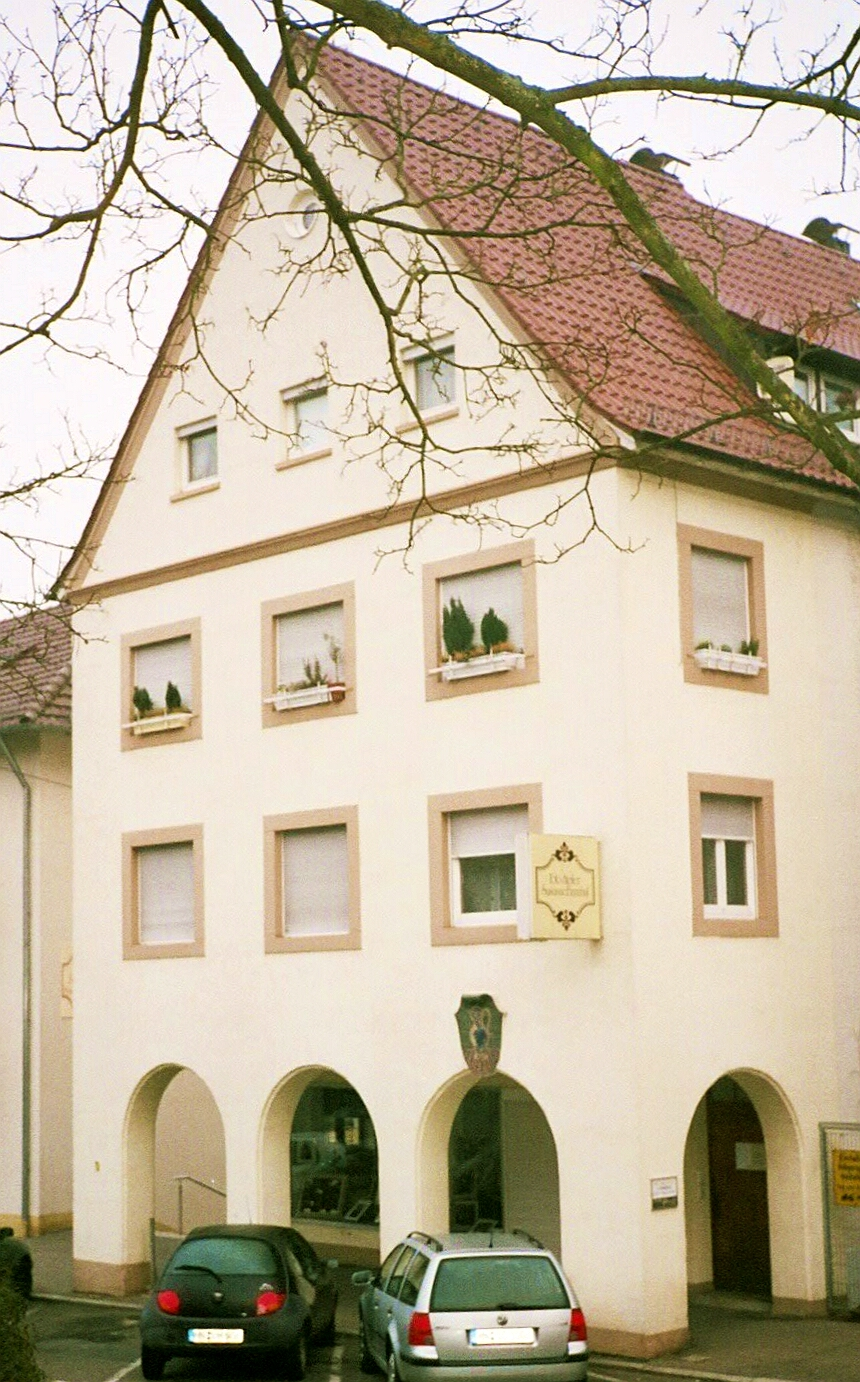
Wiederaufbau (1948): Die ehem. Weinstube Zapf an der Götzenturmstr. 31 in Heilbronn
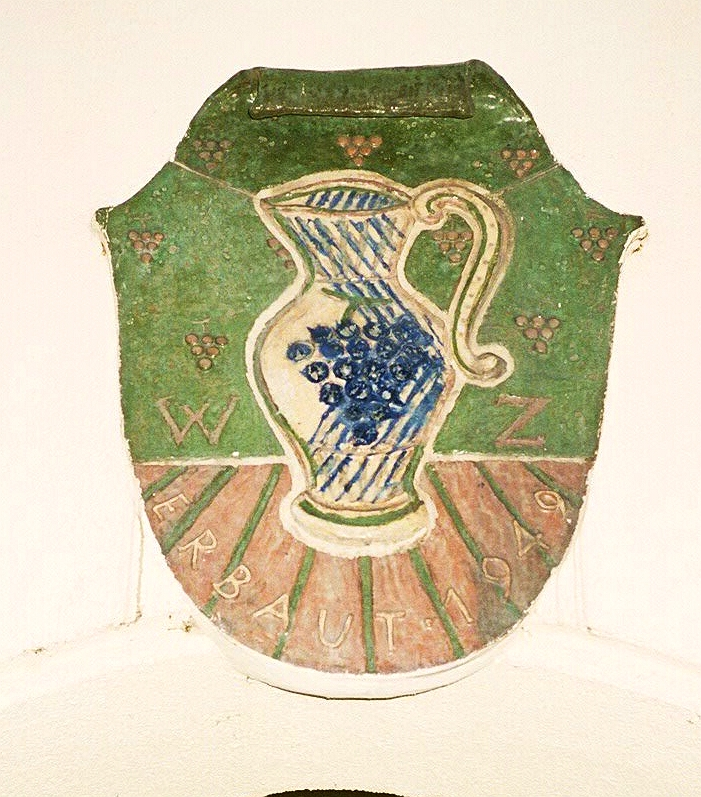
Wiederaufbau: Weinstube Zapf, Relief
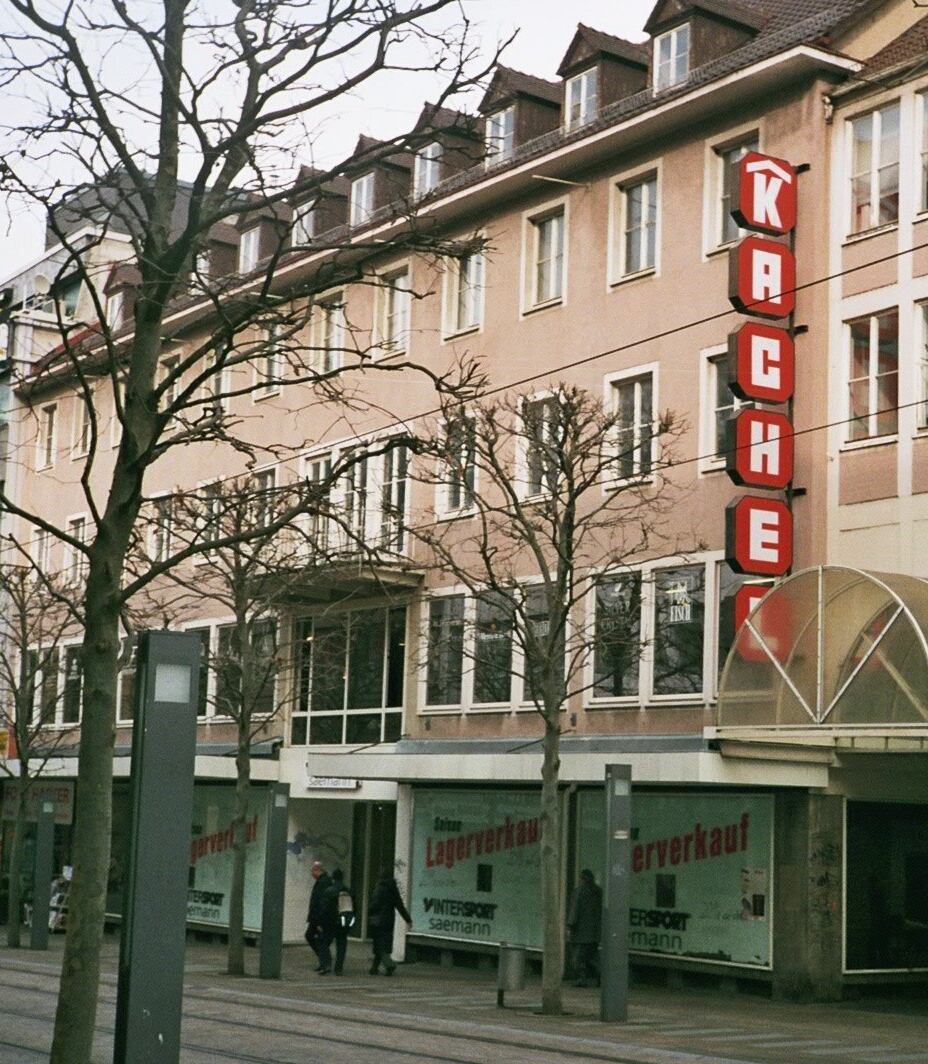
Eröffnung des Geschäftshauses Kachel am 2. September 1950

#### Der Rahmenplan

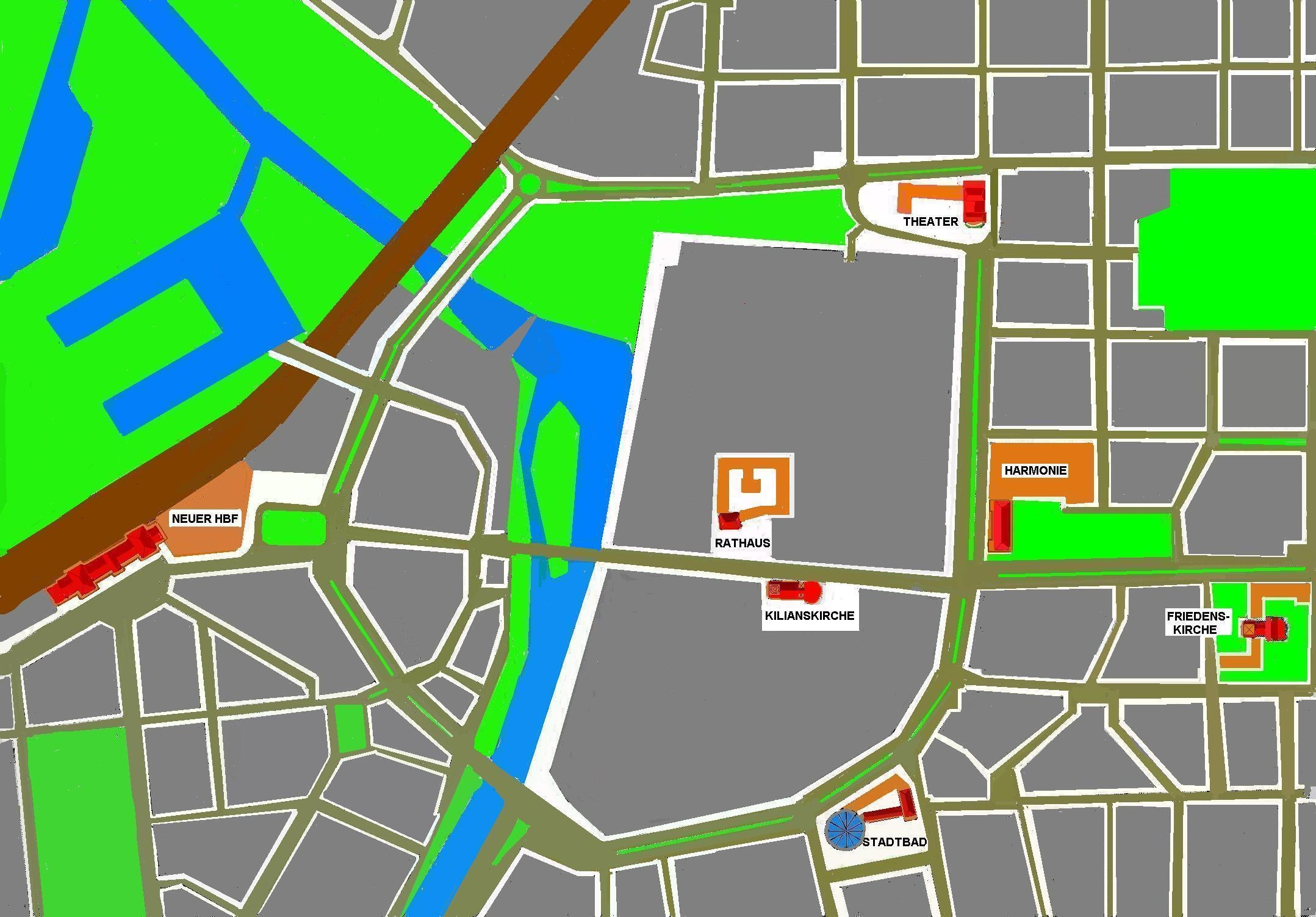
Heilbronn Altstadt Verkehrskonzept von Gonser mit „Gonser’sche Ring“ vom 2. Dezember 1947.

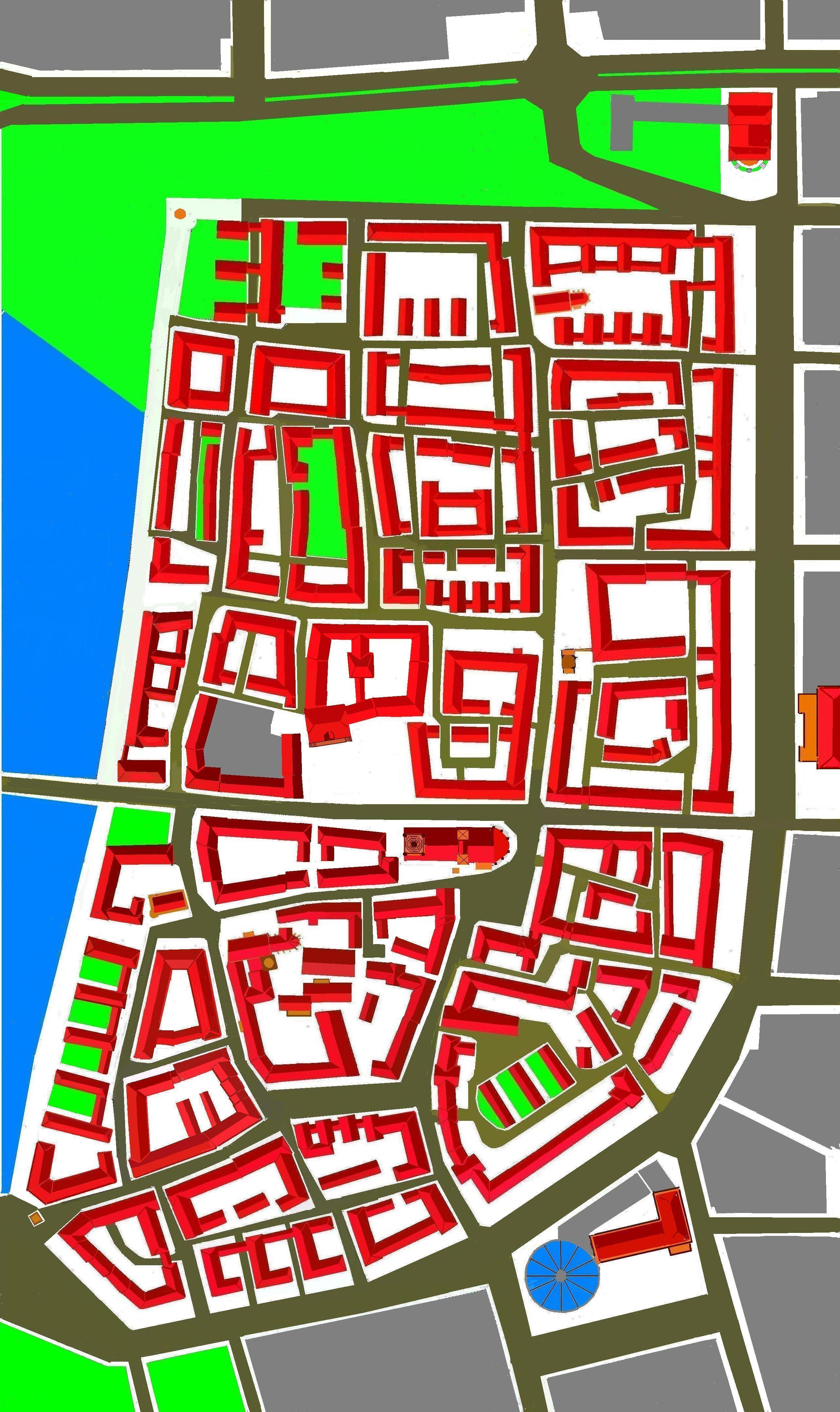
Aufbauplan der Altstadt 1948 Ergebnis der Planer Volkart und Gonser und des Wettbewerbs

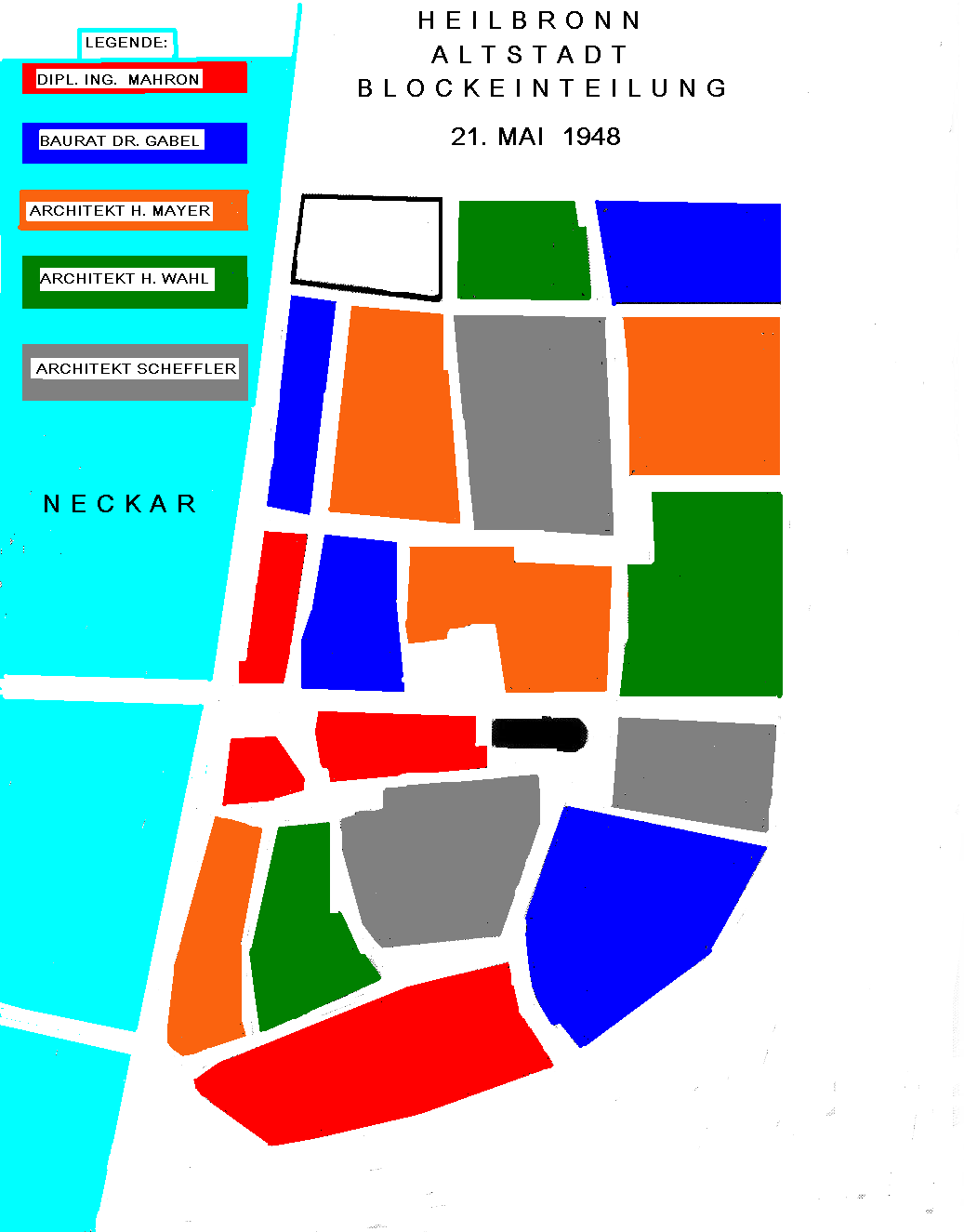
Heilbronn Einteilung der Altstadt in Blöcke für die Blockarchitekten Scheffler, Mahron, Mayer, Gabel und Wahl 1948.

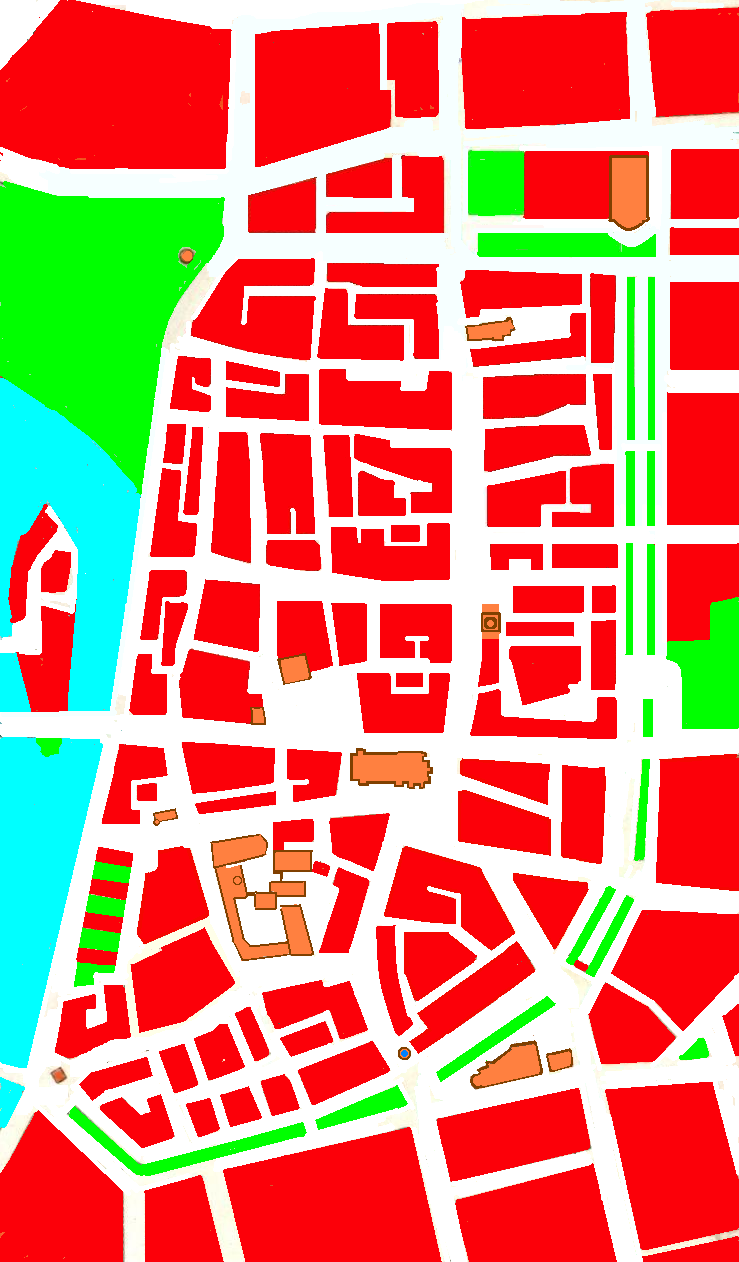
Heilbronn Stadtplan 1955.

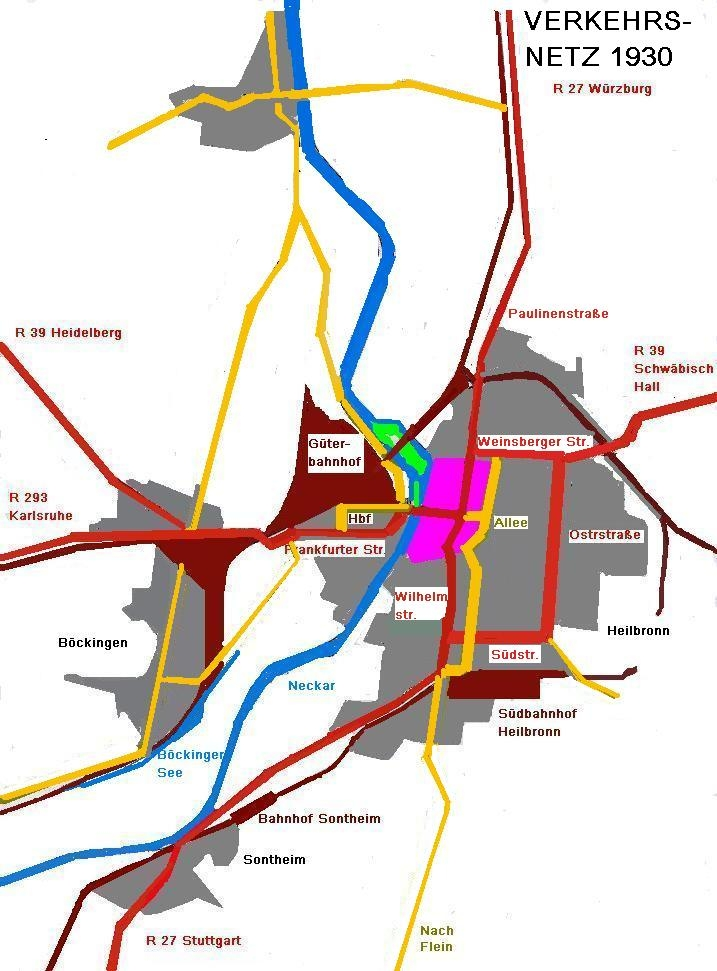
Heilbronn Verkehrsnetz 1930

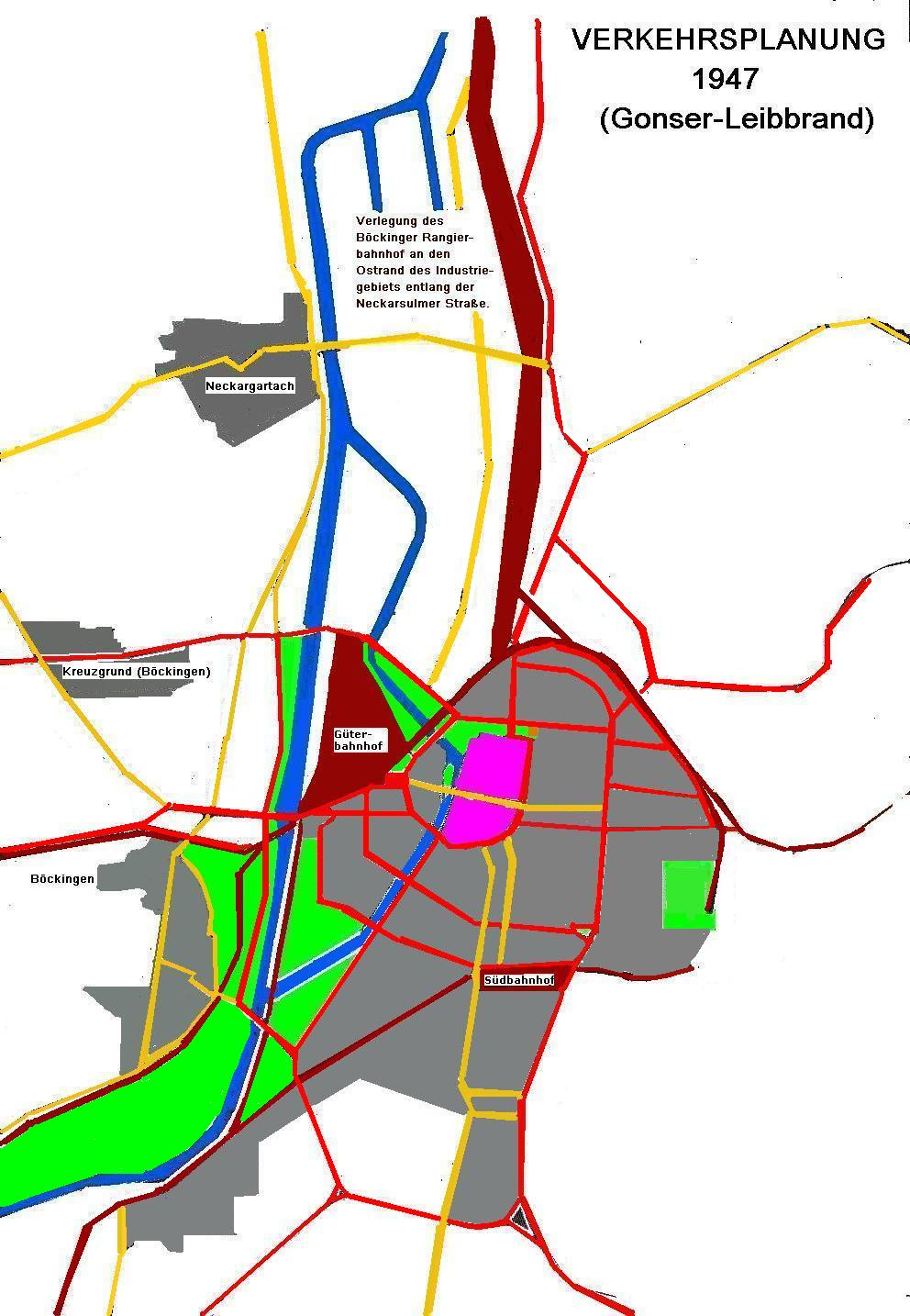
Verkehrsplanung mit Gonser’schen Ring und Verlegung des Rangierbahnhofs von Böckingen in das HNer Industriegebiet entlang der Neckarsulmer Straße

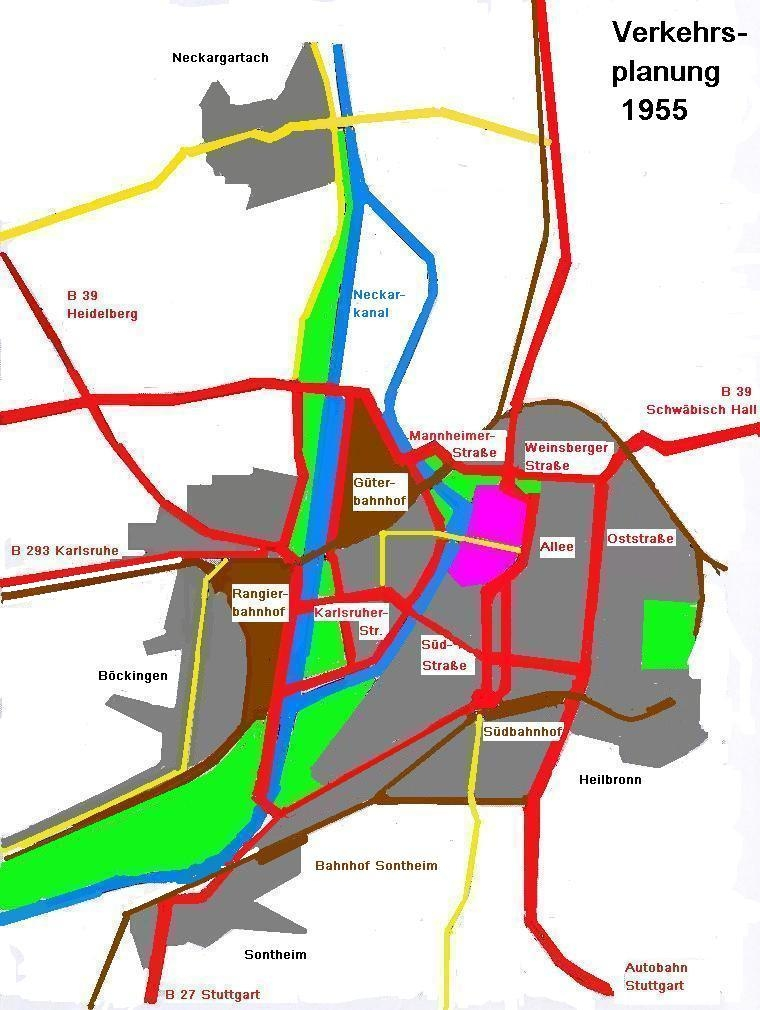
Verkehrsplanung mit einer rechteckigen Verkehrsführung mit je zwei Parallelstraßen in Nord-Süd- und Ost-West-Richtung

Ende 1947 war der Generalplan, ein Werk von Regierungsbaumeister Gonser und seinem Bahnexperten Leibbrand fertiggestellt. Das Ziel des Generalplanes war, die Verkehrsverhältnisse zu verbessern. Basierend auf der Gonser’schen Verkehrsplanung entstand eine überarbeitete Version der Altstadtplanung von Volkart. Die Bürger wurden in einer Ausstellung Heilbronn baut auf über die Aufbaupläne informiert. Die Presse schrieb, dass bei der Aufstellung der Pläne sehr sorgsam vorgegangen worden sei. Die Stadt könne für sich in Anspruch nehmen, dass sie eine der ersten zerstörten Städte sei, die einen fertigen Generalbebauungs- und Aufbauplan für den Wiederaufbau vorzuweisen hat. Das Innenministerium von Württemberg-Baden schrieb über die Pläne am 10. Mai 1948:

„Das Innenministerium hat die von ihnen vorgelegten Planungsunterlagen eingehend geprüft und spricht Ihnen die volle Anerkennung für das bisher Geleistete aus. Das Innenministerium ist damit einverstanden, dass die vorgelegten Pläne als Grundlage für die weitere Bearbeitung verwendet werden und gemäß Ihrem Vorschlag zur Auflegung kommen.“

Selbst das württembergische Landesamt für Denkmalschutz sagte: „bemerkenswert sei, dass die alte Struktur der Altstadt zwar den neuen Bedürfnissen angepasst werde, sie aber dennoch keine beliebige Allerweltstadt werden“ würde.
Das Stadtplanungsamt erhielt den Auftrag, auf Grundlage des von Volkart erstellten Altstadtplanes und des Resultats des Architektenwettbewerbs einen Rahmenplan für den Wiederaufbau der Altstadt zu erstellen. Die Federführung hatte Regierungsbaumeister Rudolf Hochstetter. Die Preisträger Kurt Marohn, Rudolf Gabel, Hannes Mayer und Hermann Wahl bildeten gemeinsam mit dem Preisrichter und Obmann des BDA, Richard Scheffler, einen Planungsbeirat, der dem Stadtplanungsamt und seinem Vorstand Hans Gerber bei der Ausarbeitung der Altstadtplanung „unter Auswertung der Wettbewerbsergebnisse“ helfen sollte. Die Altstadt wurde zur Erstellung rechtswirksamer Bebauungspläne in 25 (später 19) Blöcke unterteilt. Aus dem fünfköpfigen Planungsbeirat wurde jeweils ein Architekt einem Block zugeteilt, um die Stadtplaner zu unterstützen. Am 29. April 1948 wurde der Aufbau-Rahmenplan für den Neubau der Heilbronner Altstadt auf Basis des Altstadtplans von Volkart und der Wettbewerbsentwürfe des Heilbronner Gemeinderats unter Vorsitz von Oberbürgermeister Paul Metz beschlossen. In Württemberg-Baden war Heilbronn die erste größere Stadt, die einen derartigen Wiederaufbauplan aufweisen konnte. Deswegen hieß es im Beschluss: „Heilbronn wird wegen dieser Planung von anderen Städten beneidet“. Am 13. Juni 1948 wurde der Rahmenplan öffentlich ausgelegt. Von den 889 Grundstücksbesitzern kamen 560, um diesen zu begutachten, 120 erhoben Einspruch, 22 waren mit der neuen Baulinie an der Kaiserstraße nicht einverstanden.

#### Die Baulandumlegung
Zwar sollte der in Jahrhunderten gewachsene Grundriss der Altstadt bewahrt bleiben, zum anderen sollten aber breitere Straßen geschaffen werden. Aus dem vom 5. März 1948 beschlossenen Aufbauplan sollte ein Baulinienplan entwickelt werden, wofür das Stadtmessungsamt beauftragt wurde. Vermessungsrat Fritz Herre, dessen Tätigkeit von Rudolf Gabel als „Glücksfall für Heilbronn“ bezeichnet wurde, leitete ab dem 1. April 1948 die dafür neu geschaffene Abteilung.
Am 11. November 1948 (nach anderer Quelle am 9. November 1948) beschloss der Gemeinderat unter Berufung auf das Aufbaugesetz vom 18. August 1948 mit der Kann-Vorschrift § 13 IV., dass von jedem Grundstück in der Altstadt ein Anteil von 15 % enteignet werden sollte, 5 % sollten entschädigt werden, die restlichen 10 % unentgeltlich abgegeben werden. Ein Altstadtverein mit 300 Mitgliedern wehrte sich gegen die 10 % „Gratis-Abgabe“. Der Gemeinderat gab nach und beschloss am 5. Oktober 1950 für Einzelfälle eine Reduktion der Grundstücksabgabe: „In außerordentlichen Härtefällen kann der Gemeinderat für einzelne Grundstücke eine Ermäßigung des Flächenabzuges beschließen“. In Wirklichkeit „erfolgt der Flächenabzug dann nicht in Grundstücken, sondern in Geld“. Der frühere Schätzerobmann und Feuerwehrkommandant Gustav Binder hatte die Grundstücksschätzungen aus drei Jahrzehnten gesammelt; die Grundstücke konnten nun anhand dieser Unterlagen bewertet werden.
Die Genehmigung der Umlegungspläne für die einzelnen Blöcke dauerte Jahre. Der letzte Umlegungsplan wurde für den Block Kirchhöfle am 10. Februar 1955 genehmigt. Vor der Umlegung war die Altstadt in 1086 Flurstücke mit 20 Hektar und 70 Ar aufgeteilt, die 889 Beteiligten gehörten. Durch die Umlegung wurde die Verkehrsfläche um 3 Hektar und 47 Ar vergrößert; die verbliebenen 582 Flurstücke von 500 Beteiligten reduzierten sich auf 17 Hektar und 23 Ar.

#### Verkehrsplanungen
Ein Ziel der neuen Verkehrsplanung war, die Innenstadt vom Durchgangsverkehr zu befreien, der in der Vorkriegszeit noch durch Fleiner- und Sülmerstraße als Nord-Süd-Achse, bzw. durch die Kaiserstraße als West-Ost-Achse führte. Einen ersten Verkehrsplan erstellten Karl Gonser und Kurt Leibbrand, die eine die Kernstadt umschließende Ringstraße vorsahen. Die Gonser’sche Verkehrsplanung wollte die Allee als Ringstraße ausbilden und den Böckinger Rangierbahnhof an den Ostrand des Industriegebiets entlang der Neckarsulmer Straße verlegen. Für die Verlegung der Rangieranlagen und die Umgestaltung des Hauptbahnhofs standen jedoch keine Mittel zur Verfügung, so dass der „Gonser’sche Ring“ scheiterte. Später schlugen die Hochschullehrer Wilhelm Tiedje, Hannes Mayer und Carl Pirath eine „rechteckige mit je zwei Parallelstraßen in Nord-Süd- und Ost-West-Richtung“ verlaufende Verkehrsführung vor. Beutinger wollte verhindern, dass der Neckar für eine neue Nord-Süd-Verbindung zugeschüttet wurde, wobei „zu den kühnsten Ideen […] einmal eine Straße auf Stelzen über dem Fluss entlang seines Verlaufs gehört“ hatte. Zugeschüttet wurde nur der nördliche Seitenarm des Neckars, um darauf die Mannheimer Straße, eine der beiden vorgesehenen West-Ost-Verbindungen als Verlängerung der Weinsberger Straße nach Westen und über die Weipertstraße zur Bleichinselbrücke zu bauen. Die westliche Tangente, die die Ringstraße schließen sollte, wurde nie verwirklicht.
Realisiert wurde jedoch der Altstadtring, der Teil der Gonser’schen Verkehrsplanung, die die Gestaltung der Allee als Ringstraße vorgesehen hatte. Diese sollte die Turmstraße, die Allee, die Götzenturmstraße und die obere und untere Neckarstraße miteinander verbinden. Im Gegensatz zur mittelalterlichen Stadt, in der das Zentrum der Marktplatz war, sollte der Alleenring städtebaulich das „neue urbane Zentrum“ werden, mit Geschäften, Altem Theater, Kinos und der Post. Der Altstadtring wurde mit „neuen städtebaulichen Akzenten“ ausgestattet. Kristallisationspunkte an historischer Stelle waren der Berliner Platz und der Wollhausplatz.
Der Wollhausplatz aus den 1950er Jahren wurde „einst als stadtplanerischer Wurf gefeiert“.
So wurde am 21. Dezember 1950 am Wollhausplatz die Schwimmhalle des rekonstruierten alten Bades für den Badebetrieb freigegeben. Namhafte Heilbronner Künstler wie Wilhelm Klagholz (Wasserspeier) Maria Fitzen-Wohnsiedler und Hermann Brellochs (Brunnen) hatten am Wiederaufbau mitgewirkt. Der Rekonstruktion des alten Stadtbades war ein „Streit der Meinungen“ vorausgegangen, „ob das alte Bad wiederaufgebaut oder an anderer Stelle ein neues Bad erstellt“ werden sollte. Dabei entschied „sich der Gemeinderat in seiner Mehrheit für den Wiederaufbau des alten Bades“. So entstand nach den Plänen des Hochbauamtes […] „ein brauchbarer Zweckbau“. Am Wollhausplatz entstanden später „repräsentative Hochbauten“, wie das im Jahr 1957 eingeweihte Hochhaus der Heilbronner Stimme nach Plänen von Gustav Ernst Kistenmacher, das der Heilbronner Kreissparkasse aus dem Jahre 1958 nach Plänen von Kurt Häge, Herbert Alber, Gustav Ernst Kistenmacher und das Hans-Rießer-Haus, ein evangelisches Gemeindezentrum aus dem Jahre 1962 nach Plänen von Herbert Alber und Richard Scheffler.
Als weiterer Kristallisationspunkt an historischer Stelle wurde auch das Theatergebäude auf dem Berliner Platz wiederaufgebaut. Nachdem am 8. Juni 1950 „im Finanzausschuss des württemberg-badischen Landtags […] für das Heilbronner Stadttheater für das Rechnungsjahr 1950 35.000 DM bewilligt“ worden waren, erhielt am 29. Januar 1951 die „Stadttheaterruine“ bzw. das „Bühnenhaus des Stadttheatergebäudes“ eine Überdachung. Als Hochbau am Berliner Platz entstand 1960 ein „in Aufriss und Ansicht spannungsgeladenes Hochhaus“, das nach Plänen von Willi Ulmer errichtet wurde.
Der als Teil der Gonser’schen Verkehrsplanung in den 1950er Jahren realisierte Alleenring wurde unter dem Baubürgermeister Herbert Haldy und dem Leiter des Stadtplanungsamtes Rasso Mutzbauer in den 1970er Jahren erneut umgestaltet, wobei auch hier Kristallisationspunkte an historischer Stelle der Berliner Platz und der Wollhausplatz waren: „Nachdem Heilbronn seit dem 1. Januar 1970 Großstadt ist, soll auch die Innenstadt bis 1980 großstädtisches Aussehen bekommen. Als wichtigste Projekte sind zwei Einkaufszentren am Wollhausplatz […] und am Berliner Platz […] vorgesehen. Die Allee wird die wichtigste Verbindungslinie zwischen diesen beiden Zentren darstellen.“
Nach den in den späten 1950er und frühen 1960er Jahren errichteten Hochbauten entstanden weitere Hochbauten am Wollhausplatz. So wurde das nach Plänen des Architekten Rolf Winter errichtete alte Landratsamt („Langer Otto“) am 1. Oktober 1971 eingeweiht. Der Bau des „Langen Otto“ sollte nur der Vorreiter der baulichen Umstrukturierung des Platzes werden: „Mit dem Neubau des Landratsamtes, im Volksmund nach dem zur Bauzeit amtierenden Landrat Otto Widmaier, auch gerne „langer Otto“ genannt, hat das Heilbronner Stadtbild zweifellos eine markante städtebauliche Dominante erhalten, welche die bauliche Umstrukturierung des Wollhausplatzes eingeleitet hat.“ So wurde als erste Umstrukturierung des Wollhausplatzes das alte Bad zugunsten des Wollhauszentrums, eines Hochbaus und Einkaufszentrums, am 19. Februar 1972 gesprengt. Die Sprengung des alten Bades wurde mit einer neuen städtebaulichen dominanten Überbauung begründet, die Heilbronn als Einkaufsstadt und Oberzentrum Region Franken repräsentieren sollte:„Der Wollhausplatz soll nach dem Willen des Gemeinderates eine städtebaulich dominante Überbauung erfahren […] Zweifellos gewinnt damit nicht nur das Stadtbild, sondern ganz wesentlich auch die Attraktivität Heilbronns als Einkaufsstadt und Oberzentrum Region Franken.“ Als einziger stimmte im Heilbronner Gemeinderat Willy Schwarz dagegen, wobei er den „brutalen Eingriff ins Stadtbild“ kritisierte und glaubte, dass die Stadt „seine Tradition verlieren“ würde. Am 8. Oktober 1975 wird das Wollhauszentrum an der Stelle des 1972 gesprengten alten Stadtbades eröffnet. Zu dem Einkaufszentrum zählt der Kaufhof mit Supermarkt, ein Büroturm, eine Tiefgarage und ein Busbahnhof.
Am Berliner Platz wurde das alte Theater zugunsten eines neuen Einkaufszentrums und geplantem Neubaues am 18. Juli 1970 gesprengt. Die Sprengung wurde damals mit Freude empfunden: „Erfreulich ist vor allem, dass zwischenzeitlich das alte Theater einem geplanten Neubau Platz gemacht hat“. Parallel dazu wird die Allee-Unterführung gebaut und das 60 Meter hohe Shoppinghaus am 11. November 1971 eröffnet.

Hochbauten am Altstadtring (Allee)
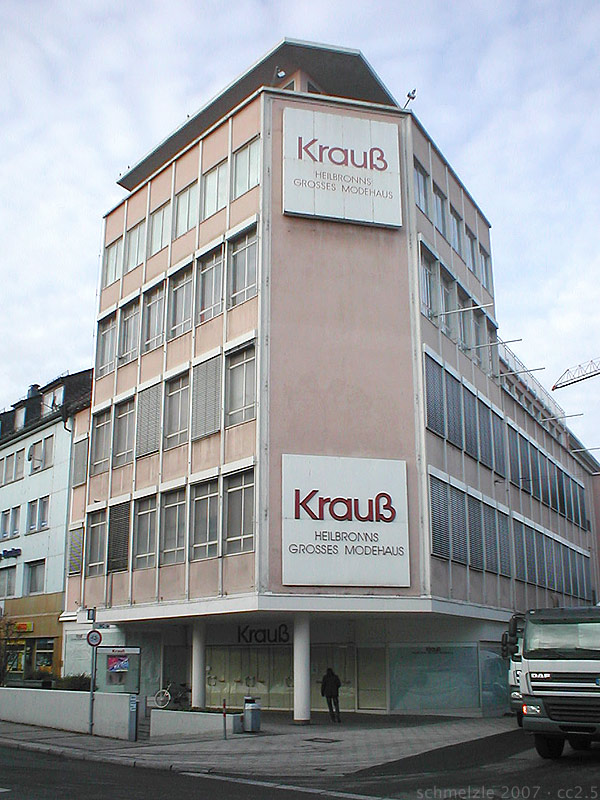
Kaufhaus Barthel von Willi Ulmer & Mühleisen (1953)
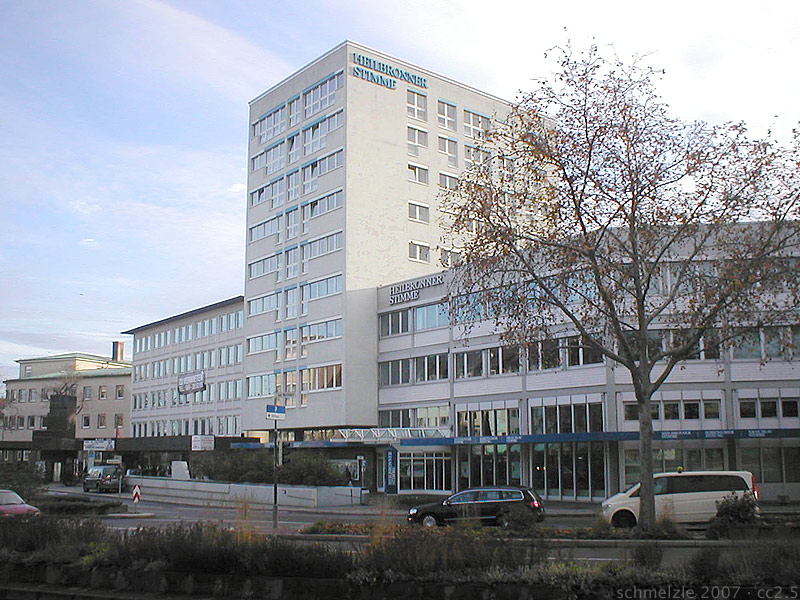
Heilbronner Stimme von Gustav Ernst Kistenmacher (1958)
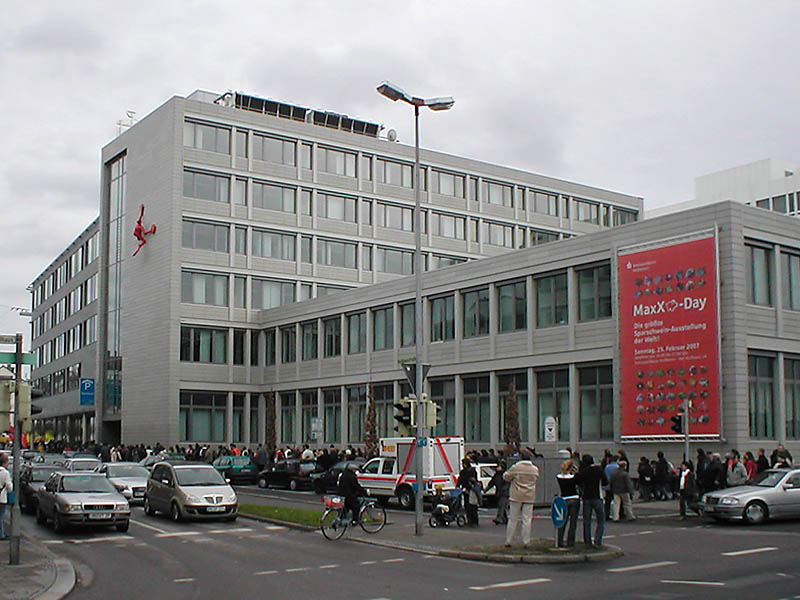
KSK Heilbronn von Kurt Häge, Herbert Alber u. Gustav Ernst Kistenmacher (1958)
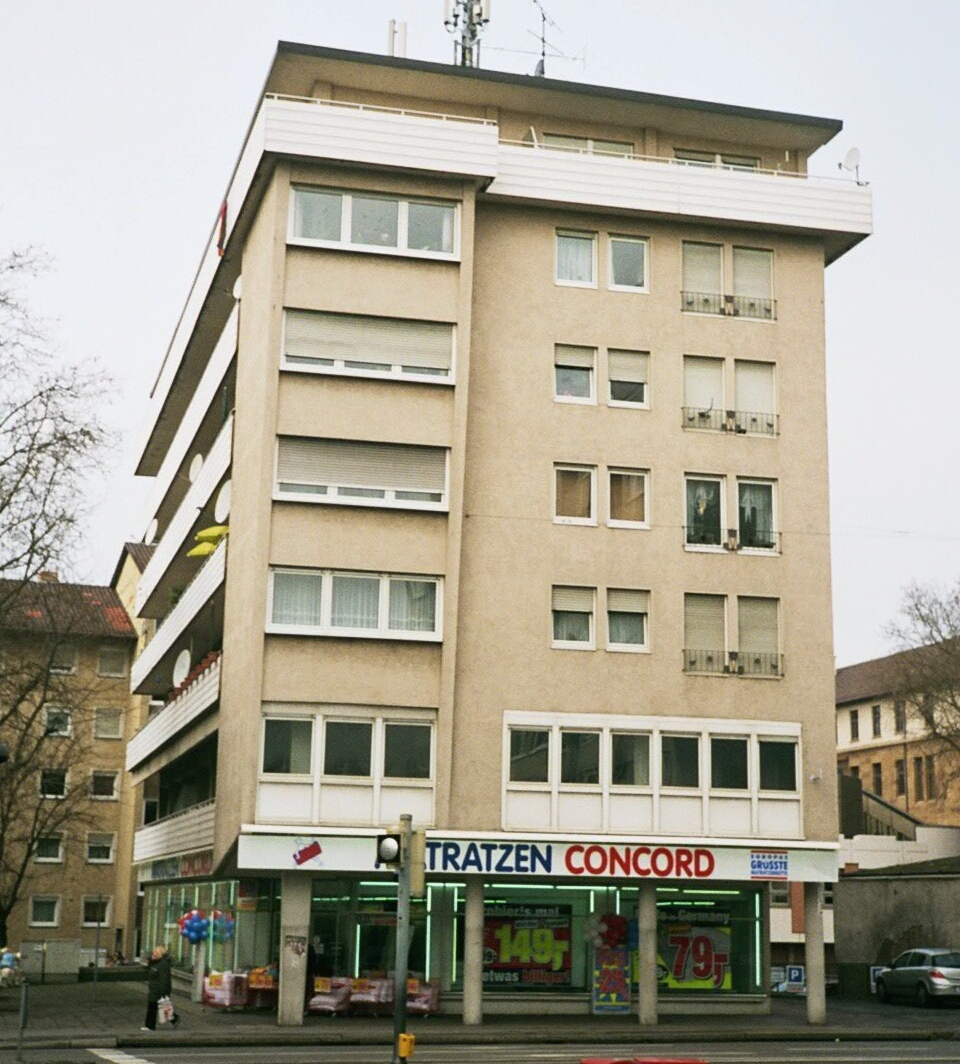
Berliner Platz, Hochhaus von Willi Ulmer (1960)
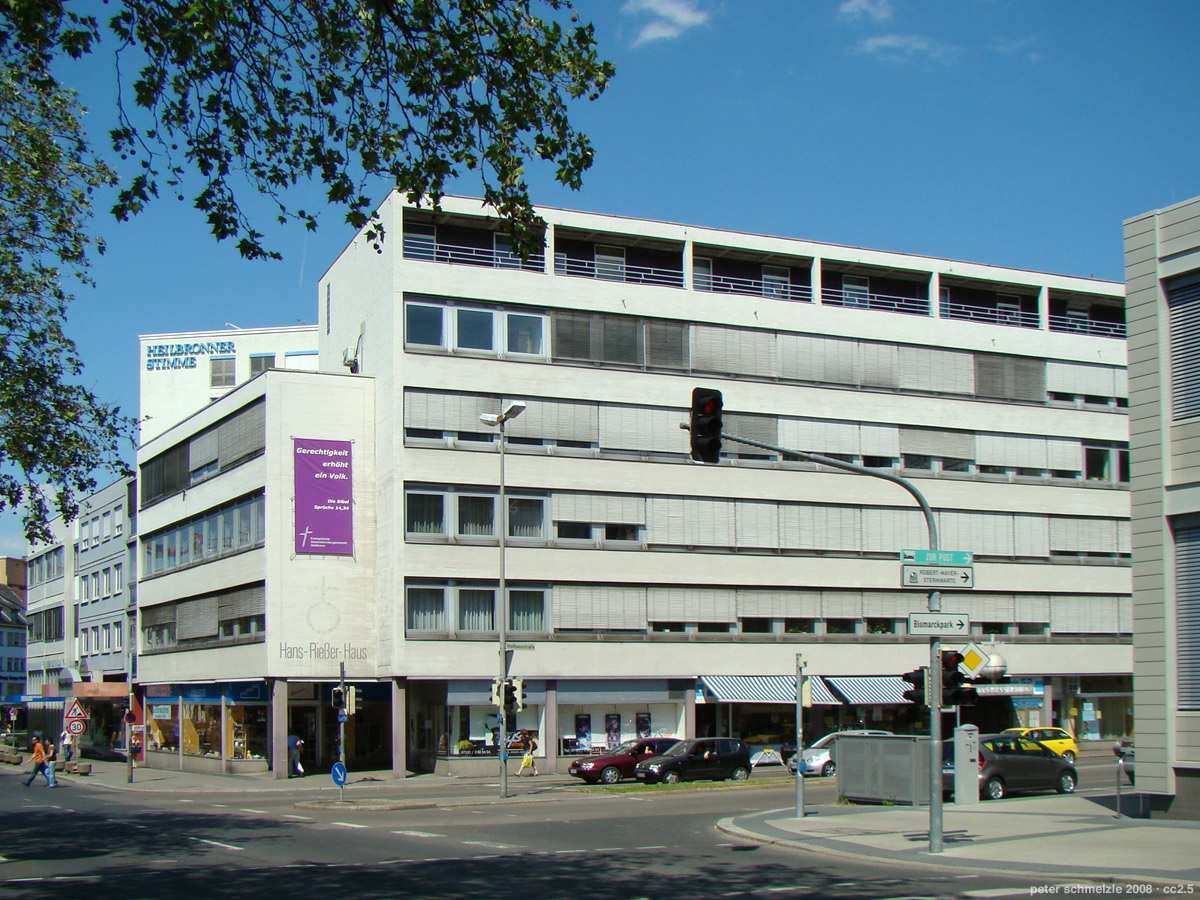
Hans-Rießer-Haus von Herbert Alber und Richard Scheffler (1962)
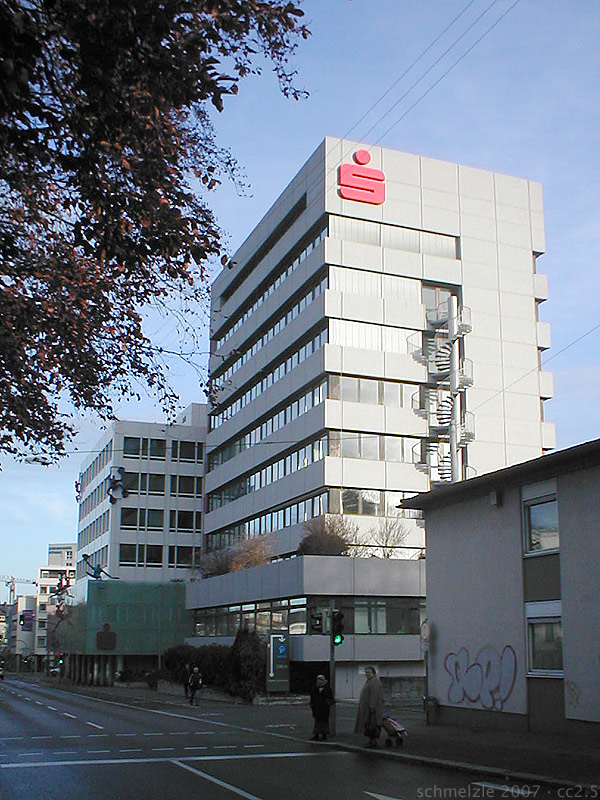
Das achtgeschossige, im Gebäudekomplex der KSK Heilbronn aufgegangene frühere Landratsamtsgebäude (Langer Otto) Rolf Winter (1971)
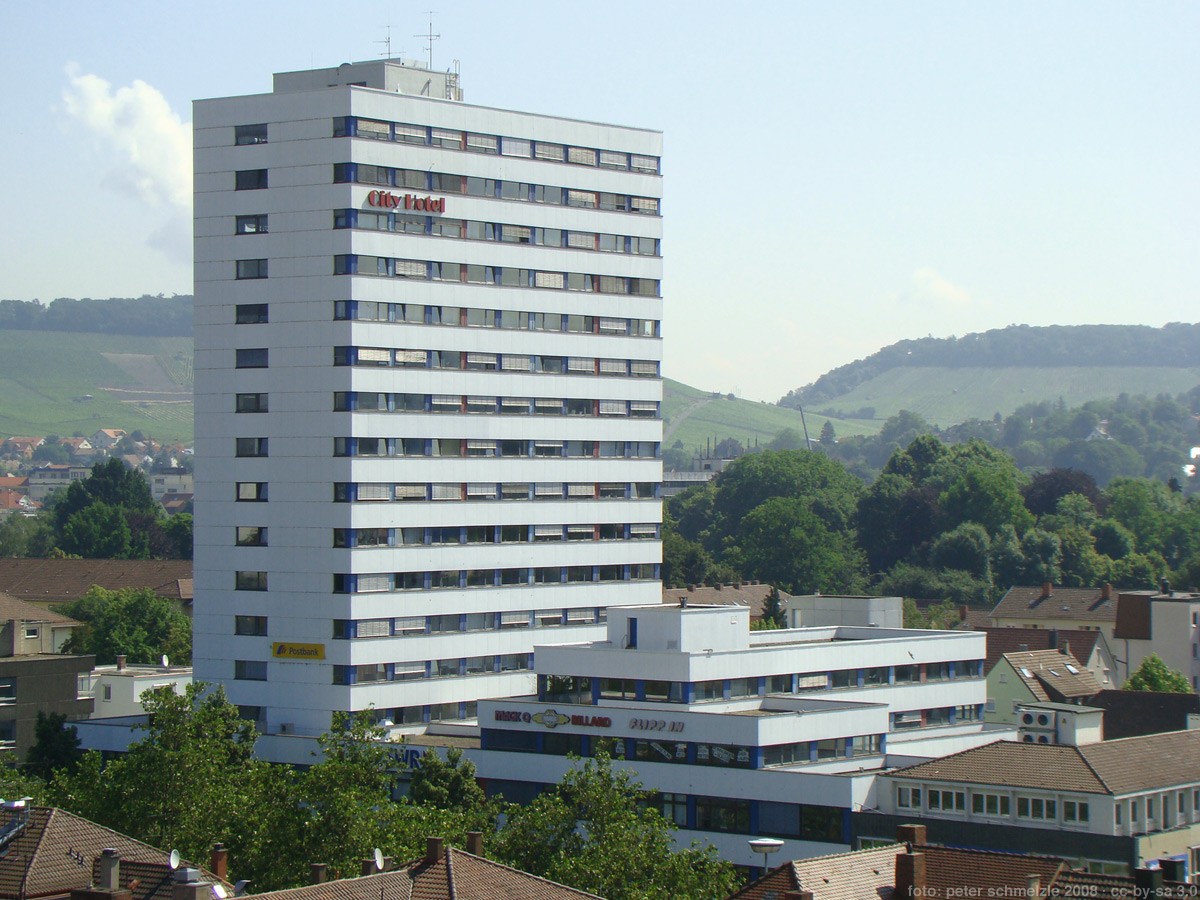
Das Shoppinghaus in Heilbronn Ernst Schaal (1971)
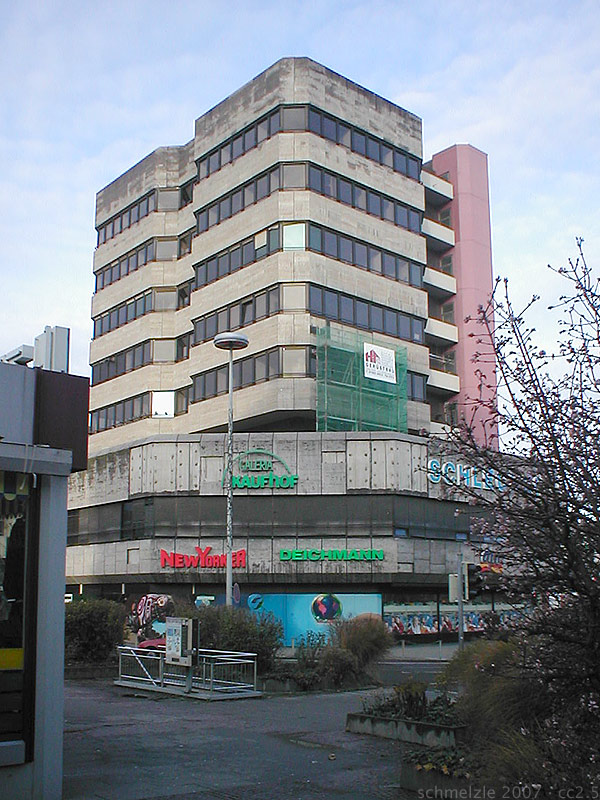
Wollhauszentrum (1975)

#### Stadtbildpflege

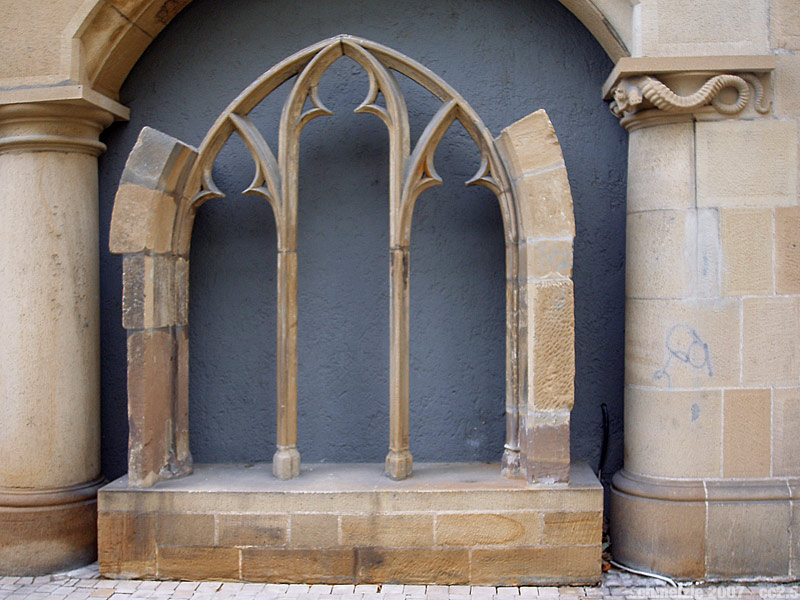
Heilbronn, Arkade aus dem Kreuzgang des zerstörten Hafenmarktgebäudes (Franziskanerkloster) am Fleischhaus

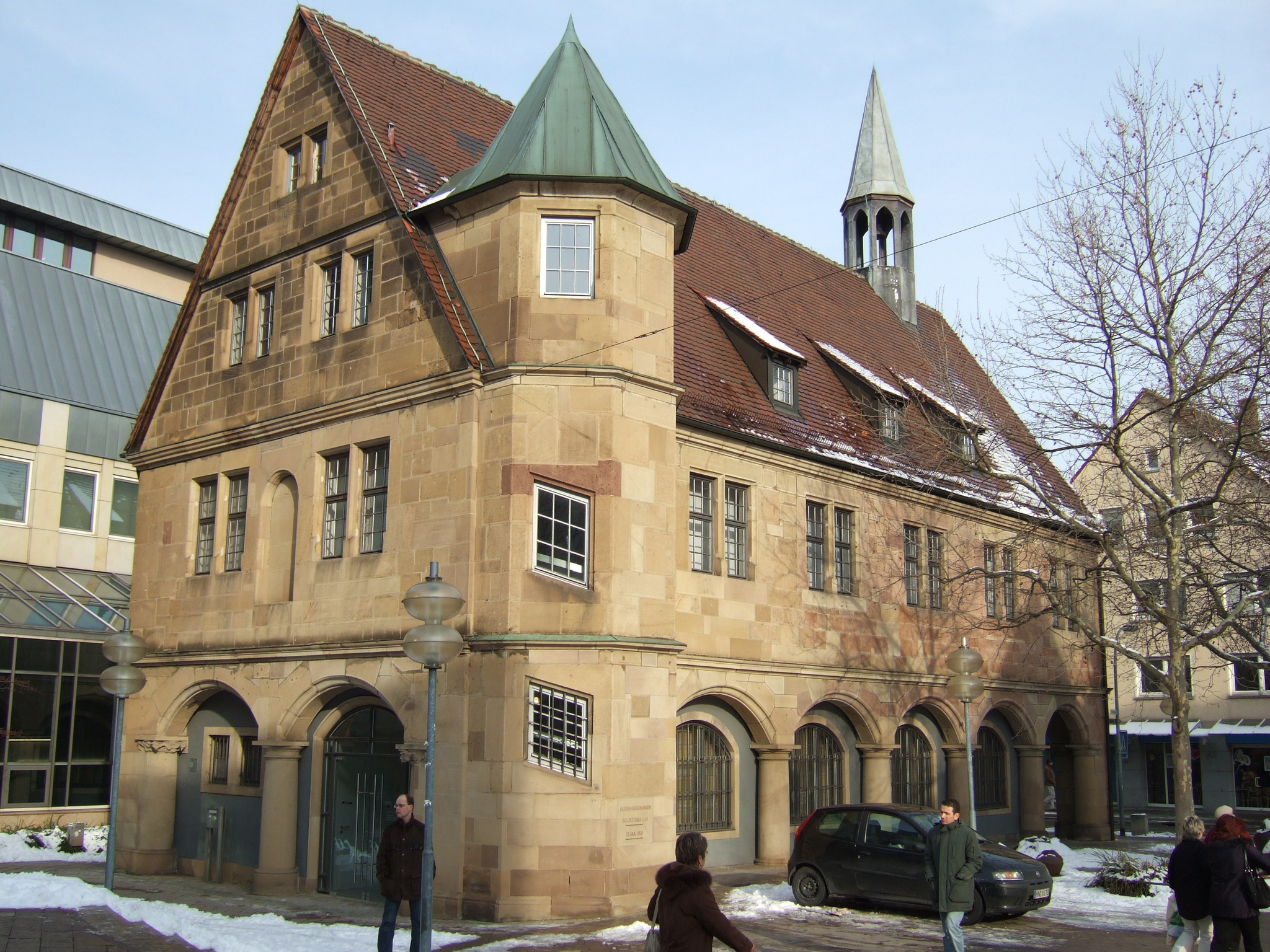
Heilbronn, Fleischhaus

Das oberste Ziel der Stadtbildpflege beim Wiederaufbau lautete, das historische Stadtbild wiederherzustellen, städtebildprägende historische Bauten zu rekonstruieren oder diese zumindest in ihrem historischen äußeren Erscheinungsbild weiter bestehen zu lassen. Zur „Erinnerung an eine einstige große Stadtgeschichte“ sollte nach Emil Beutinger der „Wiederaufbau historisch wichtiger und bedeutender Bauten im Stadtbild“ erfolgen. Dabei sollte versucht werden „die wenigstens als Ruinen übrig gebliebenen historischen Bauwerke zu Kristallisationspunkten des Neuen zu machen, damit Heilbronn Heilbronn bleibe“. Nach Beutinger zählten zu den wiederaufbauwürdigen Gebäuden:
- das Rathaus mit Archivbau und Marktplatz mit Turm der Kilianskirche. Nachdem im September des Jahres 1948 das Stadtplanungsamt einen Bebauungsplan Die Neuplanung auf der alten Grundlage herausgegeben hatte, der unter anderem auch die Rekonstruktion der Neuen Kanzlei, des Nordflügels des Alten Rathauses und des Archivs vorsah[75], wurde nach Plänen des Baurats Heinrich Röhm vom Städtischen Hochbauamt aus dem Jahre 1949 nur der Hauptbau des Alten Rathauses wiederaufgebaut.[72] Der Innenausbau erfolgte nach Plänen des Stuttgarter Architekten Peter Bonfert.[76]
- das Hafenmarktgebäude, ein ehemaliges Klostergebäude mit Hafenmarkt und Hafenmarktturm. Während vom Hafenmarktgebäude lediglich eine Arkade des Kreuzgangs übrigblieb und am Fleischhaus aufgestellt wurde, konnte der Hafenmarktturm 1952 nach Plänen des Baurats Heinrich Röhm vom Städtischen Hochbauamt 1952 wieder aufgebaut werden.[77]
- das damalige historische Museum (ehemaliges Fleisch- und Gerichtshaus) mit Deutschordensmünster und Deutschordenshof. Der Wiederaufbau des Münsters erfolgte 1951 bis 1954 unter der Leitung von Rudolf Gabel.[78] Die Renaissancebauten des Kleinen Deutschordenshofes wurden 1958 bis 1959 nach Plänen von Richard Scheffler rekonstruiert, wobei an der Innenausstattung bekannte Heilbronner Künstler wie Walter Maisak, Erich Geßmann und Maria Fitzen-Wohnsiedler mitwirkten.[79] Die Fassade der ehemaligen Ritterherberge aus dem Jahre 1556 musste jedoch abgebrochen und rekonstruiert werden. Vor Baubeginn mussten etwa 625 m³ Kalksteinmauerwerk aus den Fundamenten herausgemeißelt werden.[80]

Historisch wichtige und bedeutende Bauten im Stadtbild
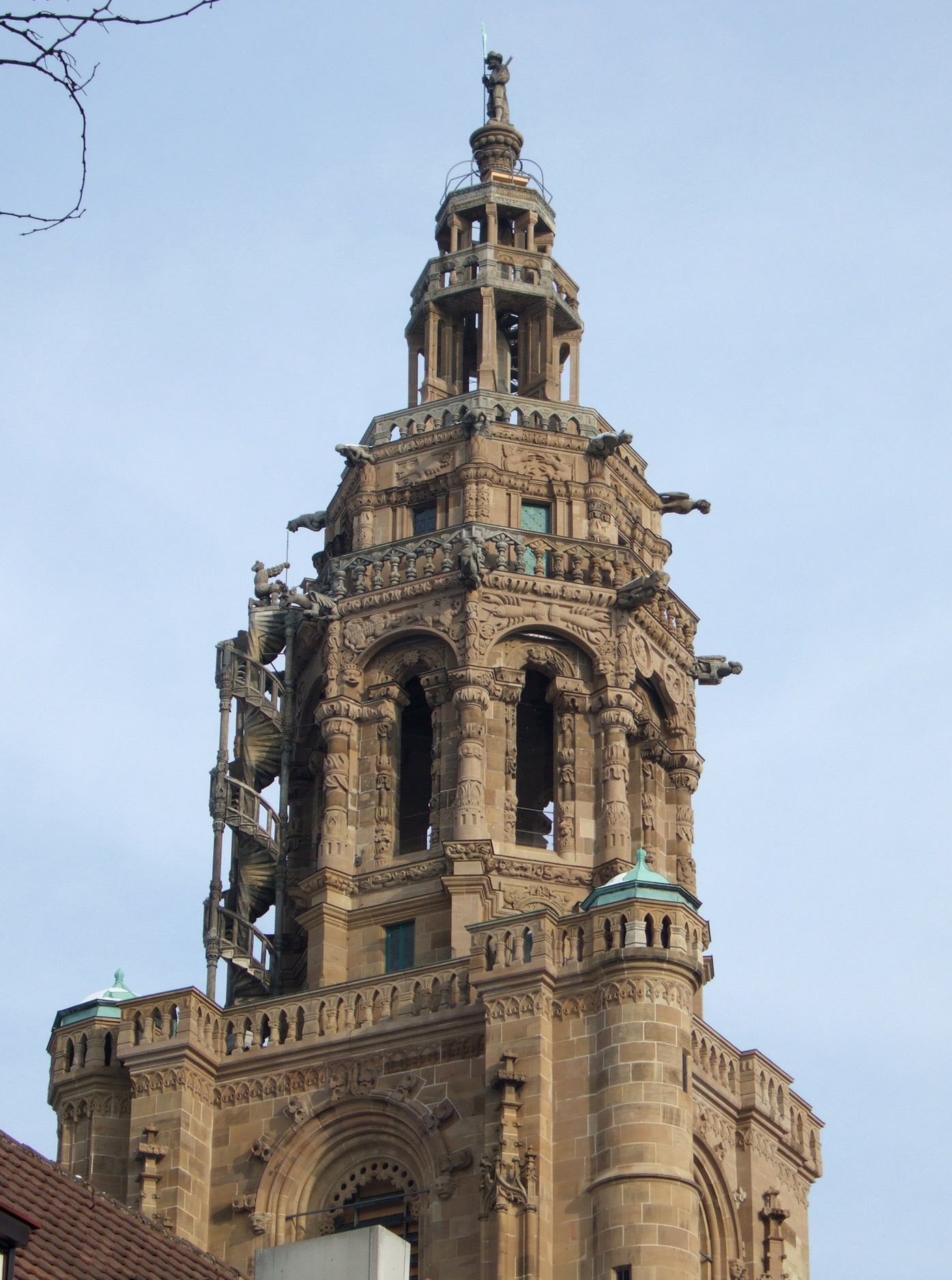
Der Turm der Kilianskirche
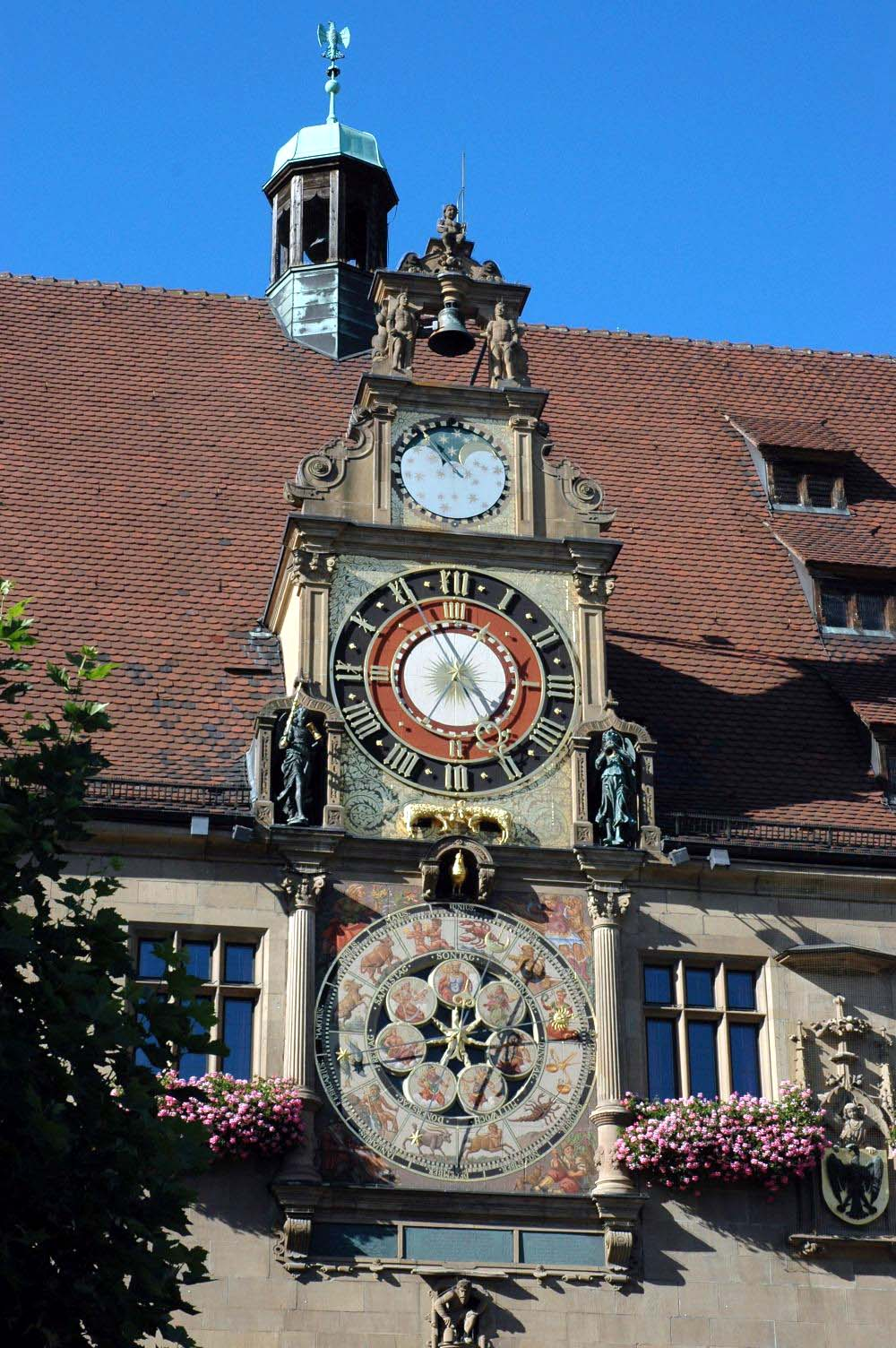
Die Kunstuhr des Rathauses
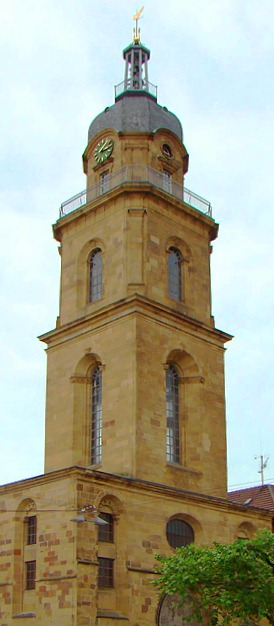
Der Hafenmarktturm
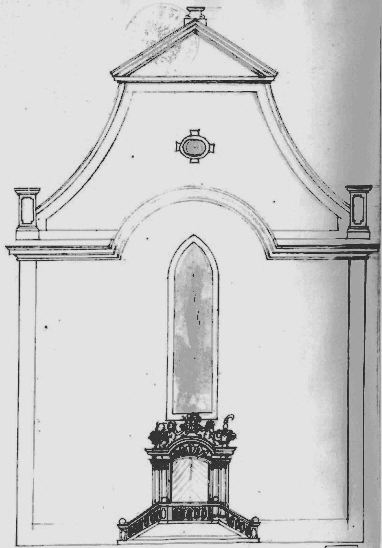
Fassade der barockisierten Kirche „St. Peter und Paul“ von 1800
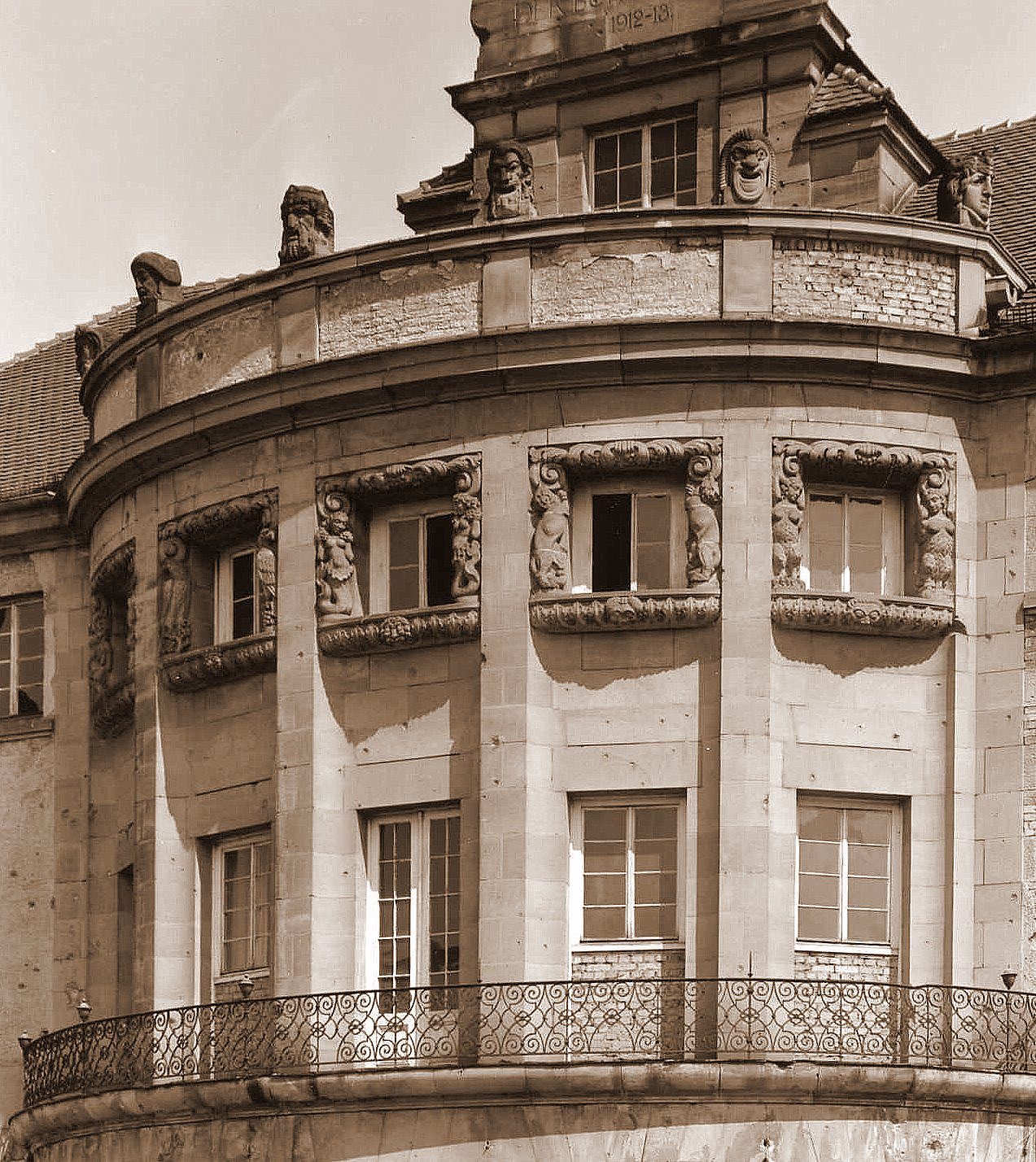
Altes Stadttheater
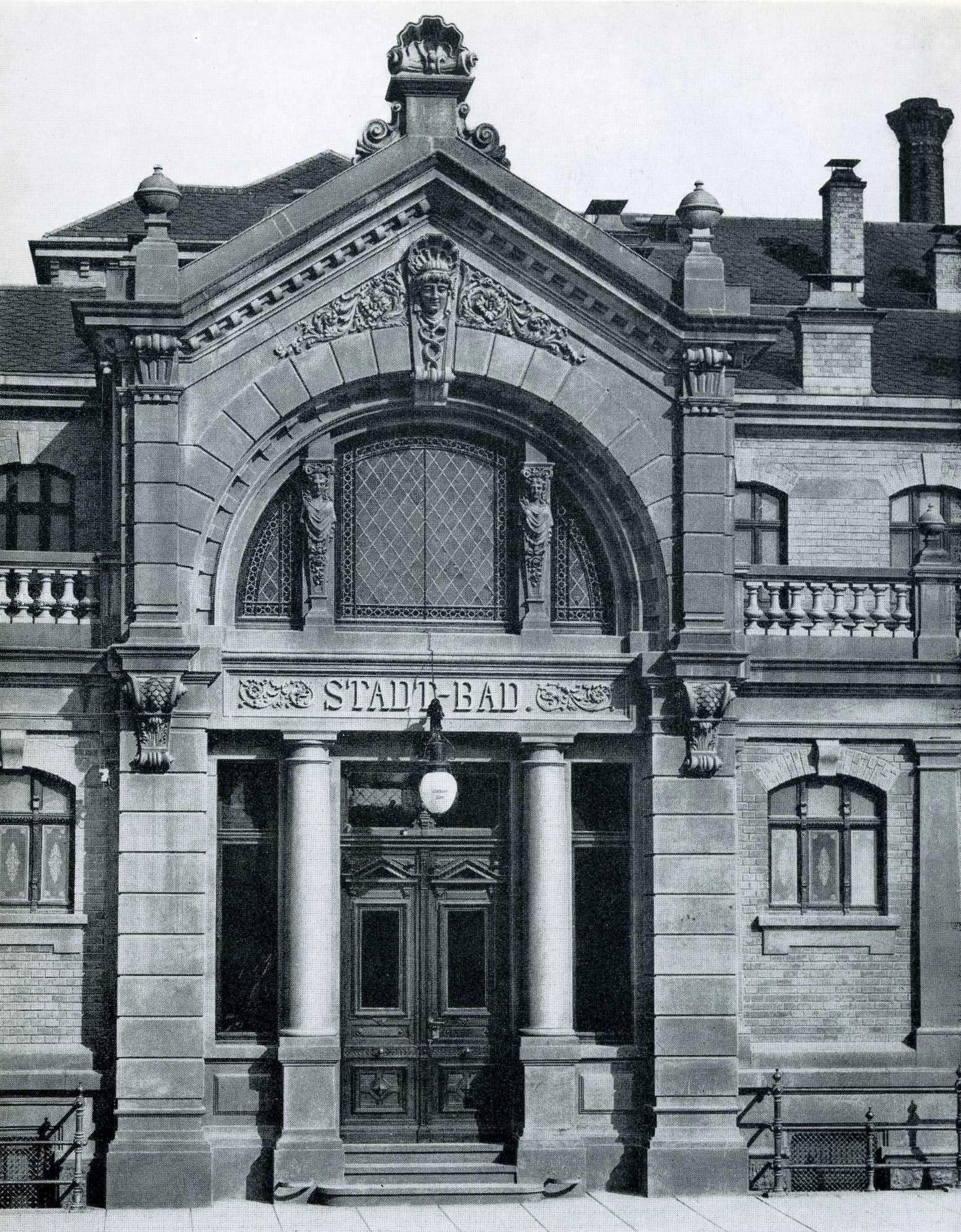
Altes Stadtbad
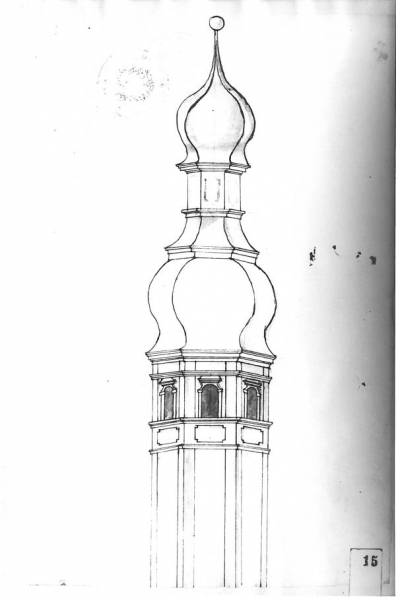
Turm der barockisierten Kirche „St. Peter und Paul“ von 1800
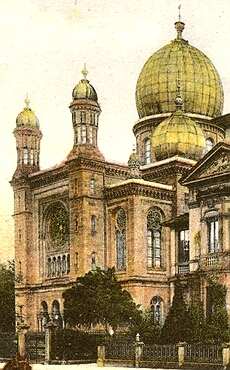
Alte Synagoge

## Großstadt (1970)
In den 1950er Jahren wuchs die Bevölkerung von Heilbronn stetig. So wohnten in der Stadt im Jahre 1955 etwa 80 000 Personen. Im Jahr 1960 gab es 88 000 Einwohner, wovon 58 000 in der Kernstadt lebten. 1960 umfassten die städtischen Planungen knapp vierzig Bebauungspläne. Bebaut wurde 1960 insbesondere das Areal zwischen Achtungsstraße und Rosenbergbrücke, der Äußere Lerchenberg, der Käferflug am Wartberg und das Gelände der ehemaligen Moltkekaserne. 1970 wurden elf Bebauungspläne für eine Gesamtfläche von 195 ha bearbeitet, die 7500 Wohnungen für 24000 Personen vorsahen. Die Bebauungspläne sollten bis 1980 komplett aufgestellt und rechtskräftig sein. Zusätzlich wurden sieben große Neubaugebiete mit 340 ha für 34000 Personen mit 10000 Wohnungen projektiert. Die Kommune war 1970 weiterhin als Bauherrin für zehn verschiedene städtische Hochbauprojekte tätig. Dazu zählten die Frauenklinik, das neue Hallenbad am Bollwerksturm, drei Schulen, Turnhallen, Umbauten in Schulen und Kindergartenerweiterung. Die Kosten beliefen sich dabei auf 58,5 Millionen DM.
Der Gemeinderat schuf durch entsprechende Veränderungen bei den Bebauungsplänen die Voraussetzungen zur „großstädtischen Bauweise“. Diese setzten neue Akzente in der Stadtarchitektur. Dazu zählte das Laspa-Haus (Alexander Kemper, 1972), Kilianspassage (Kurt Mahron), Model-Haus (Otmar Schär, 1969), Fernmeldeamt, Gebäude Paul-Göbel-Straße 1, Shoppinghaus (Schaal 1971), Landratsamt (Rolf Winter, 1971), Rosenberg-Hochhaus (Schaal, 1973).

Großstädtische Bauweise
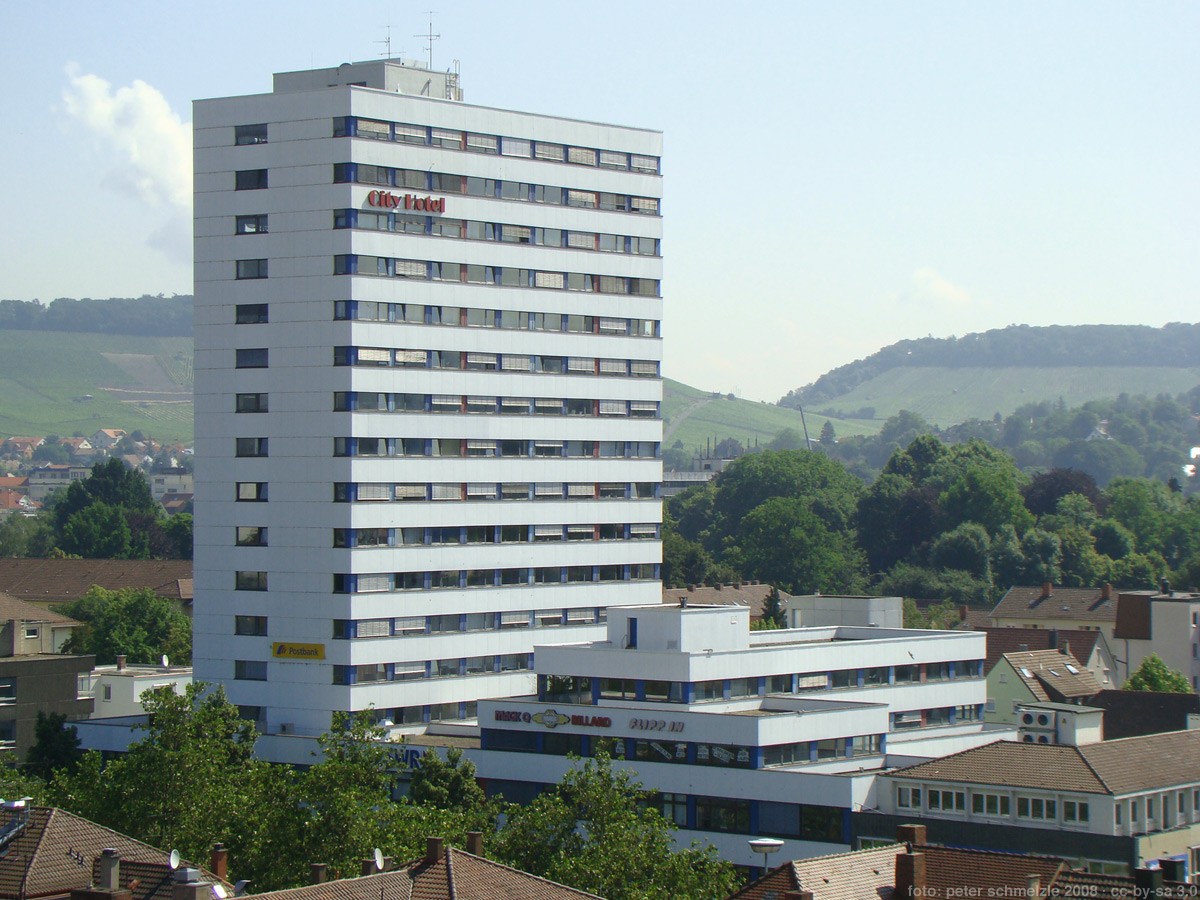
Das Shopping-Hochhaus
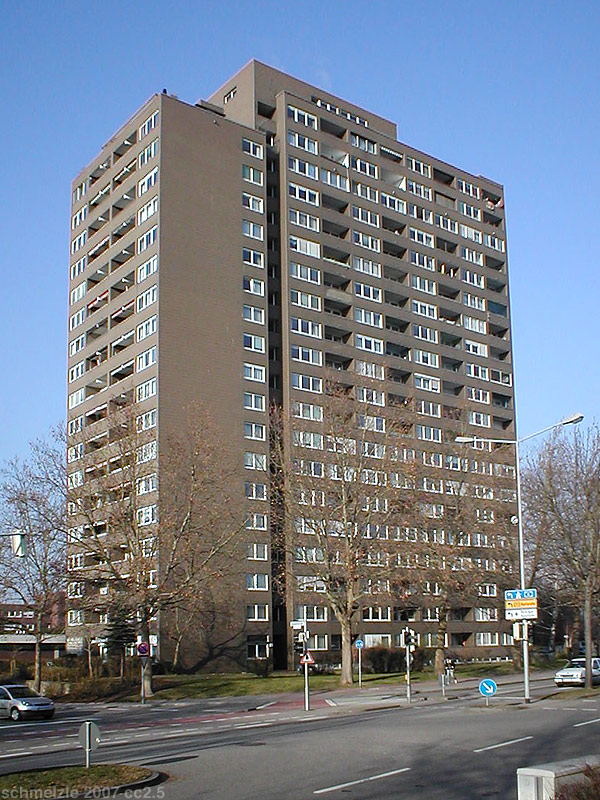
Das Rosenberg-Hochhaus
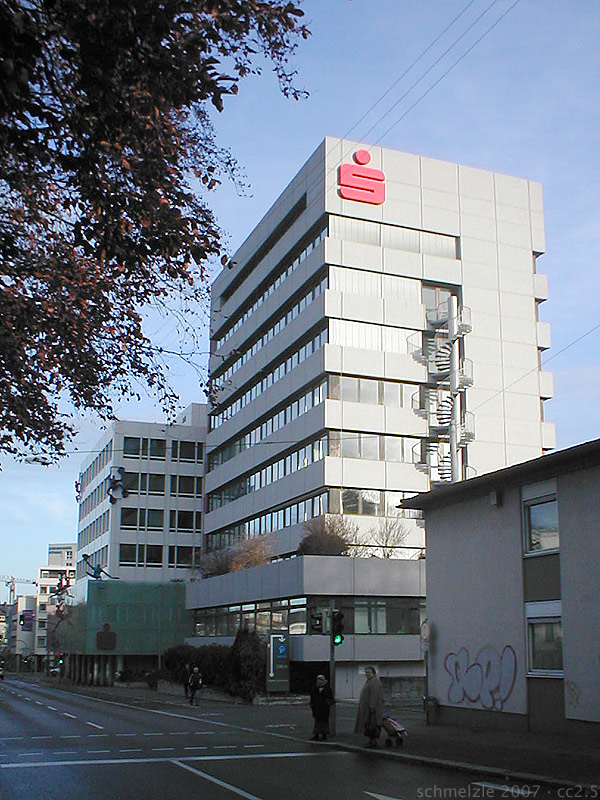
Das Ex-Landratsamt (Rolf Winter) wurde am 1. Oktober 1971 eingeweiht.
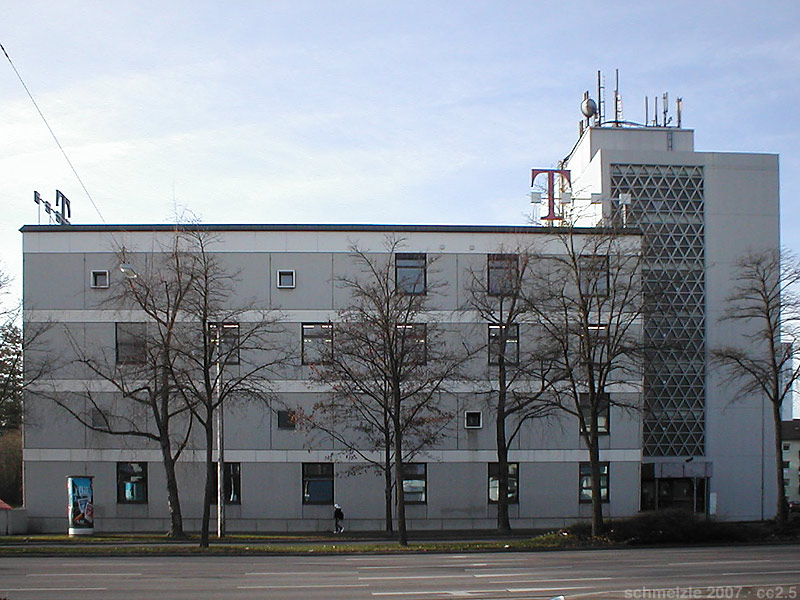
Der Hochbau für das Fernmeldeamt an der Ecke Ost-/Weinsberger Straße wurde am 7. August 1973 fertiggestellt.
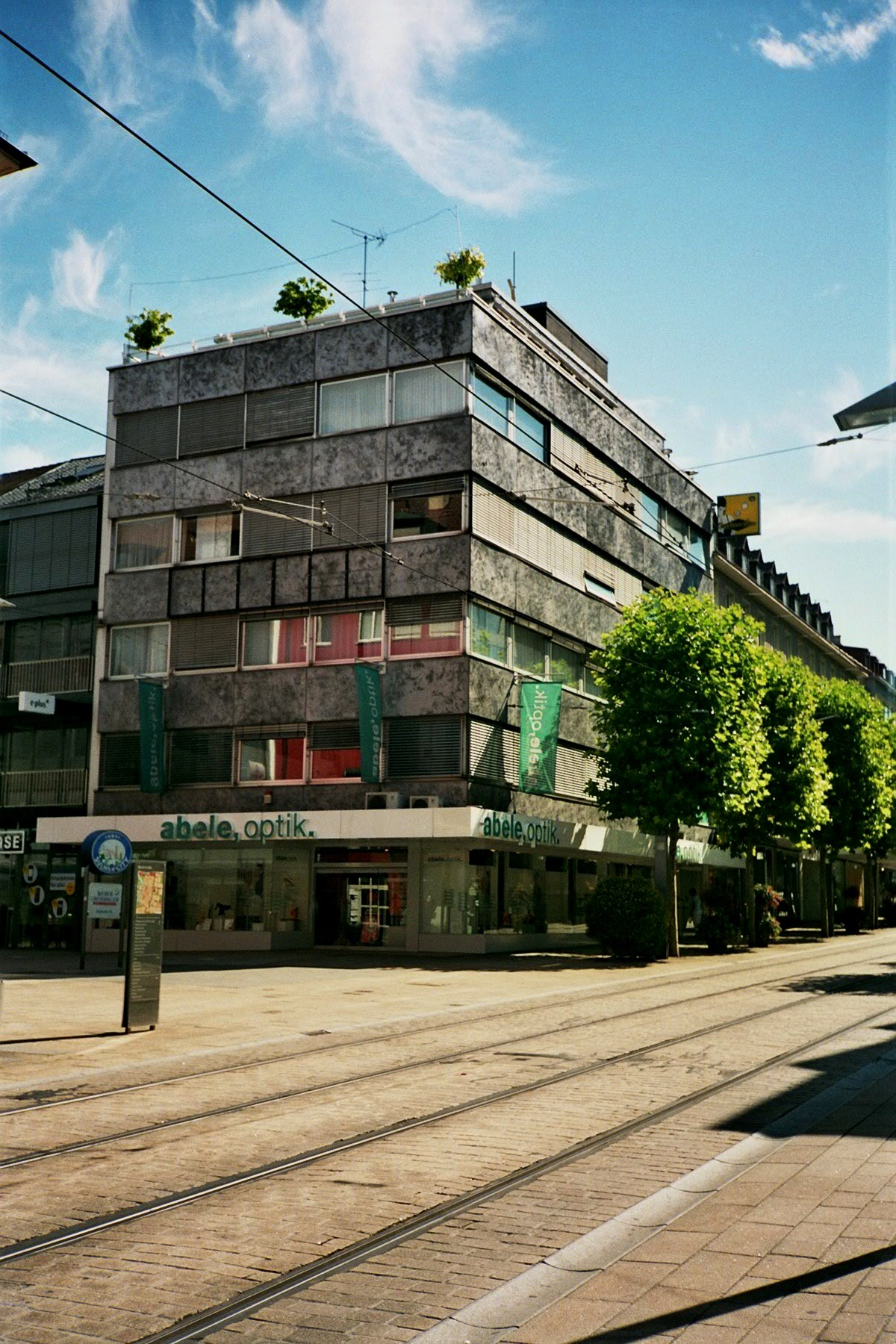
Das Model-Haus am „Barbarino-Eck“ (Ecke Sülmer-/Kaiserstraße) wurde 1969 nach Entwürfen von Otmar Schär fertiggestellt
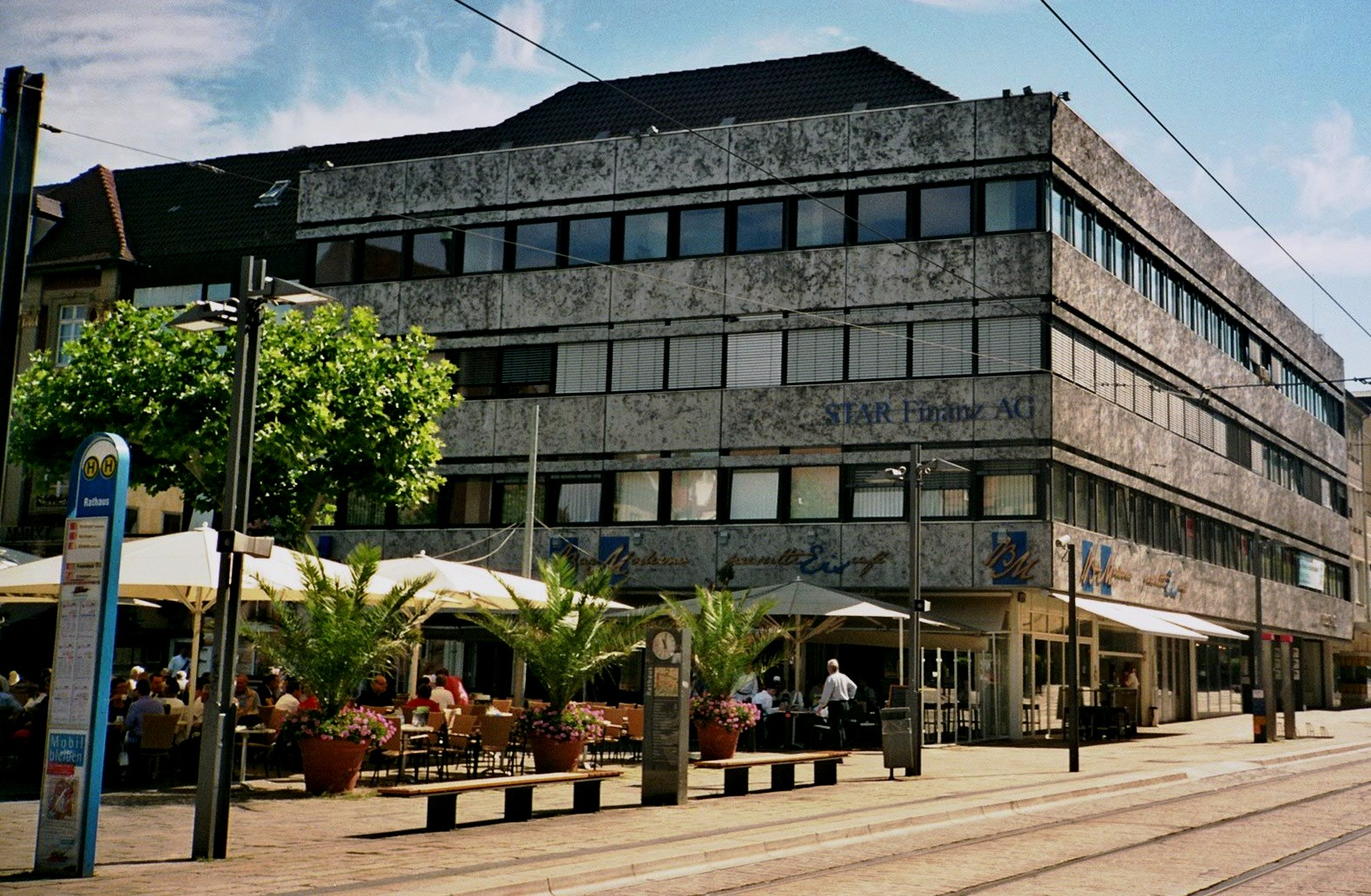
Das LASPA-Haus (Landessparkasse) am Marktplatz 13 an der Ecke Kaiserstraße wurde nach Entwürfen von Alexander Kemper fertiggestellt

### Neue Stadtteile

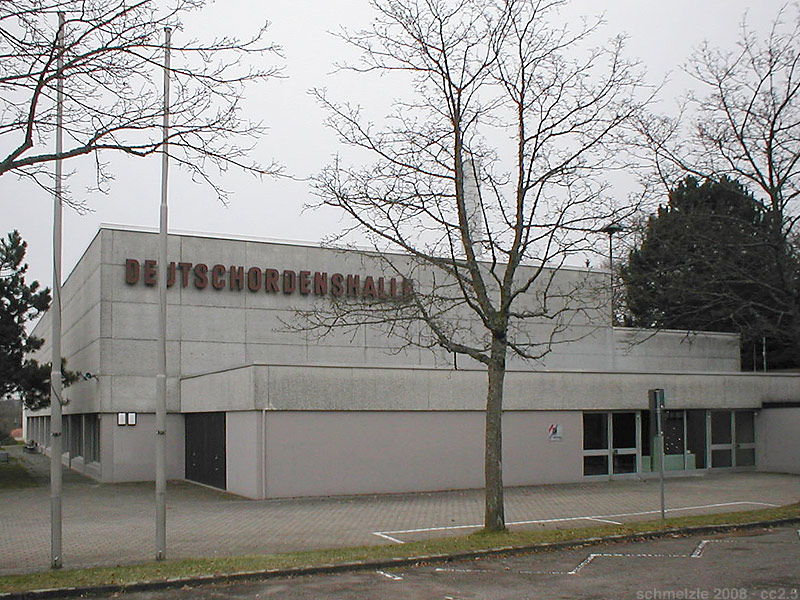
Kirchhausen, Deutschordenshalle von 1974

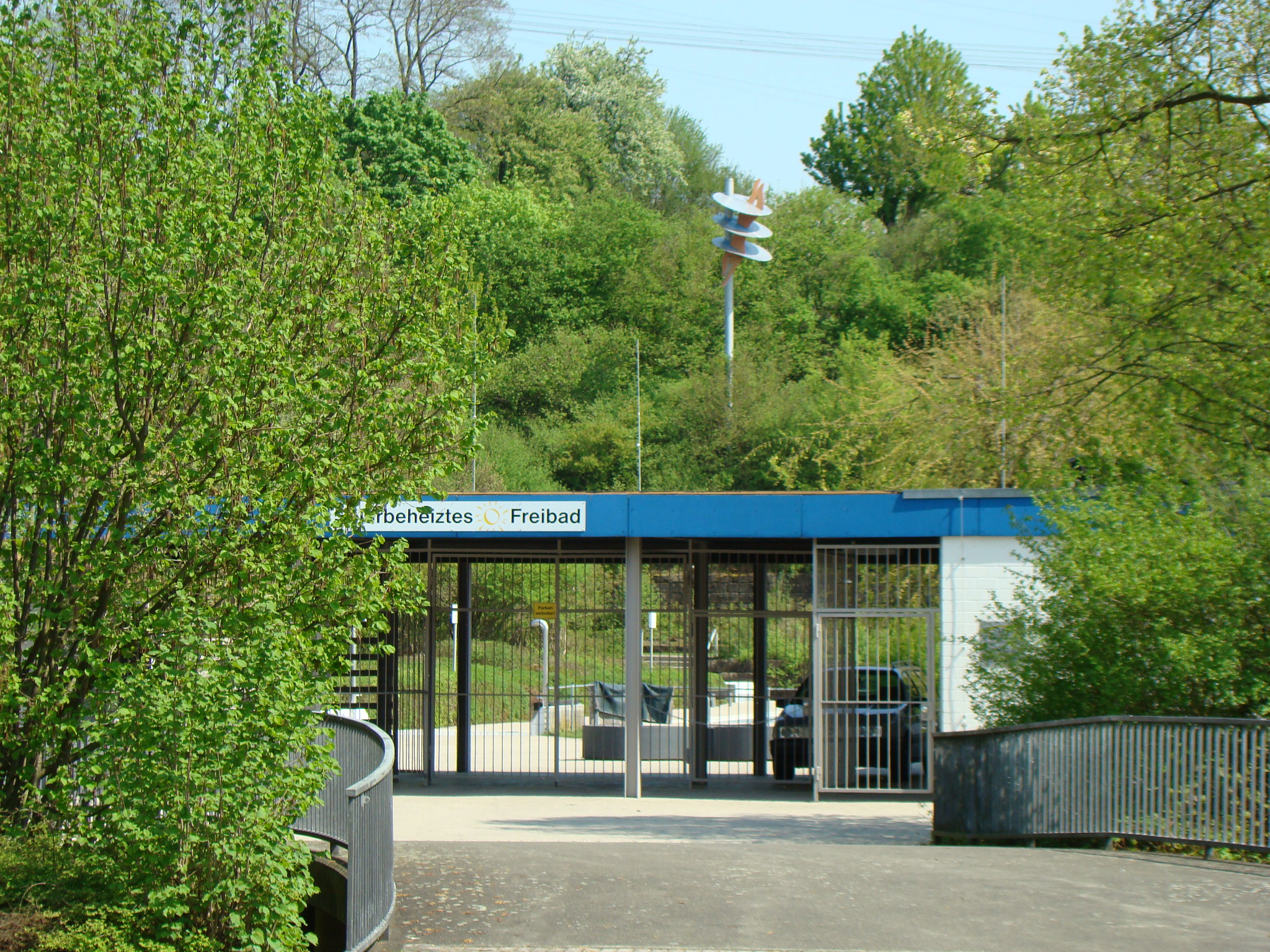
Kirchhausen, Freibad von 1979

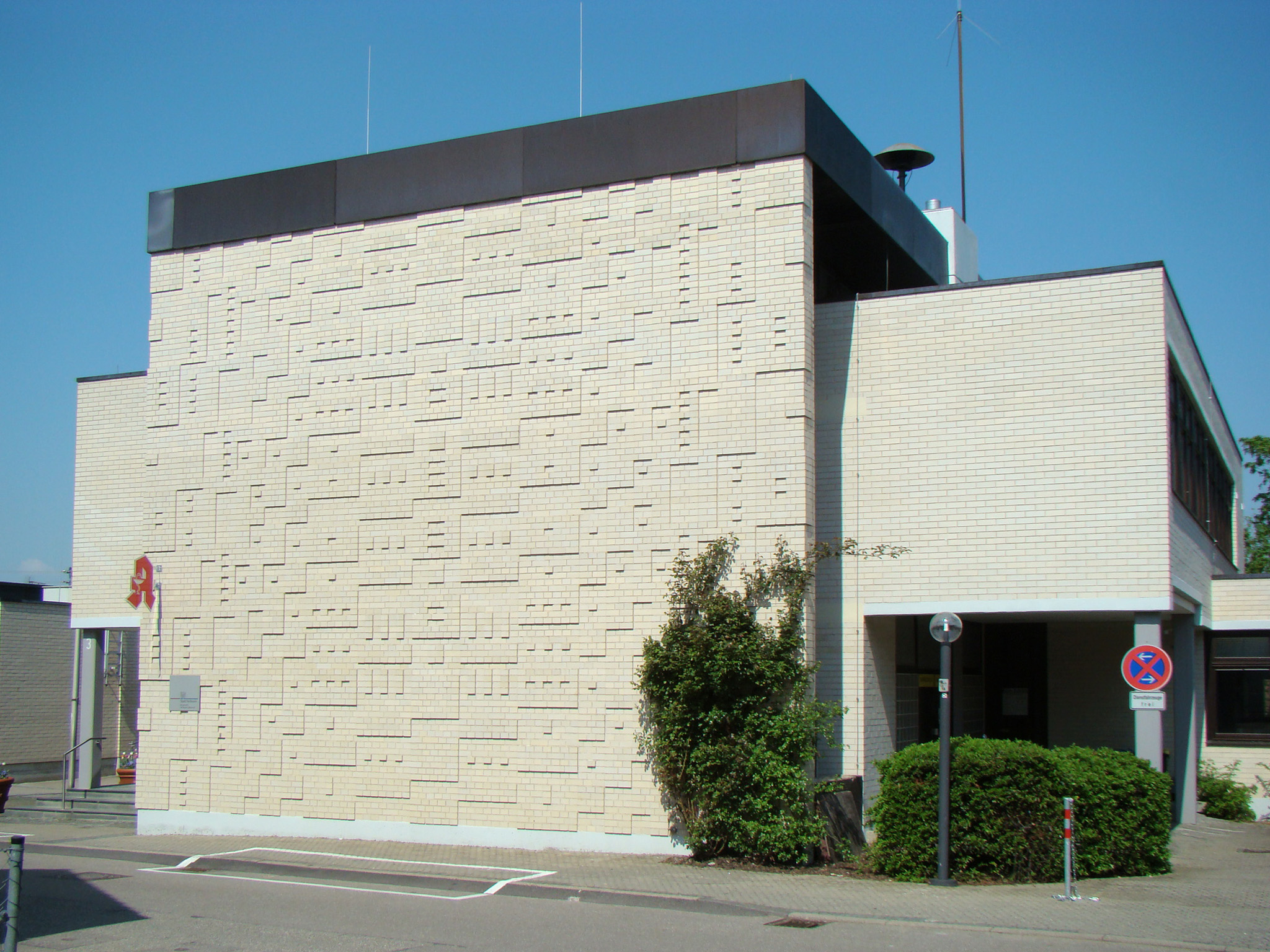
Biberach, Bürgerbüro von 1976.

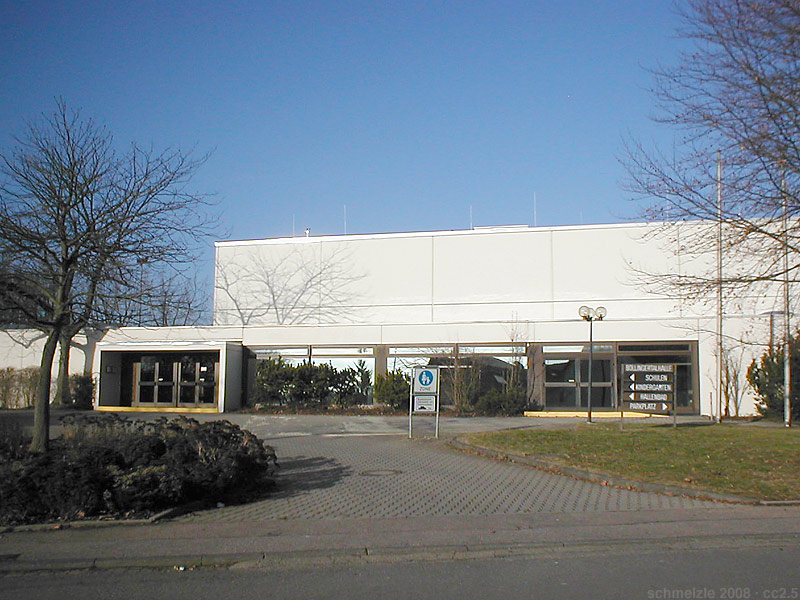
Biberach, Böllingertalhalle von 1973.

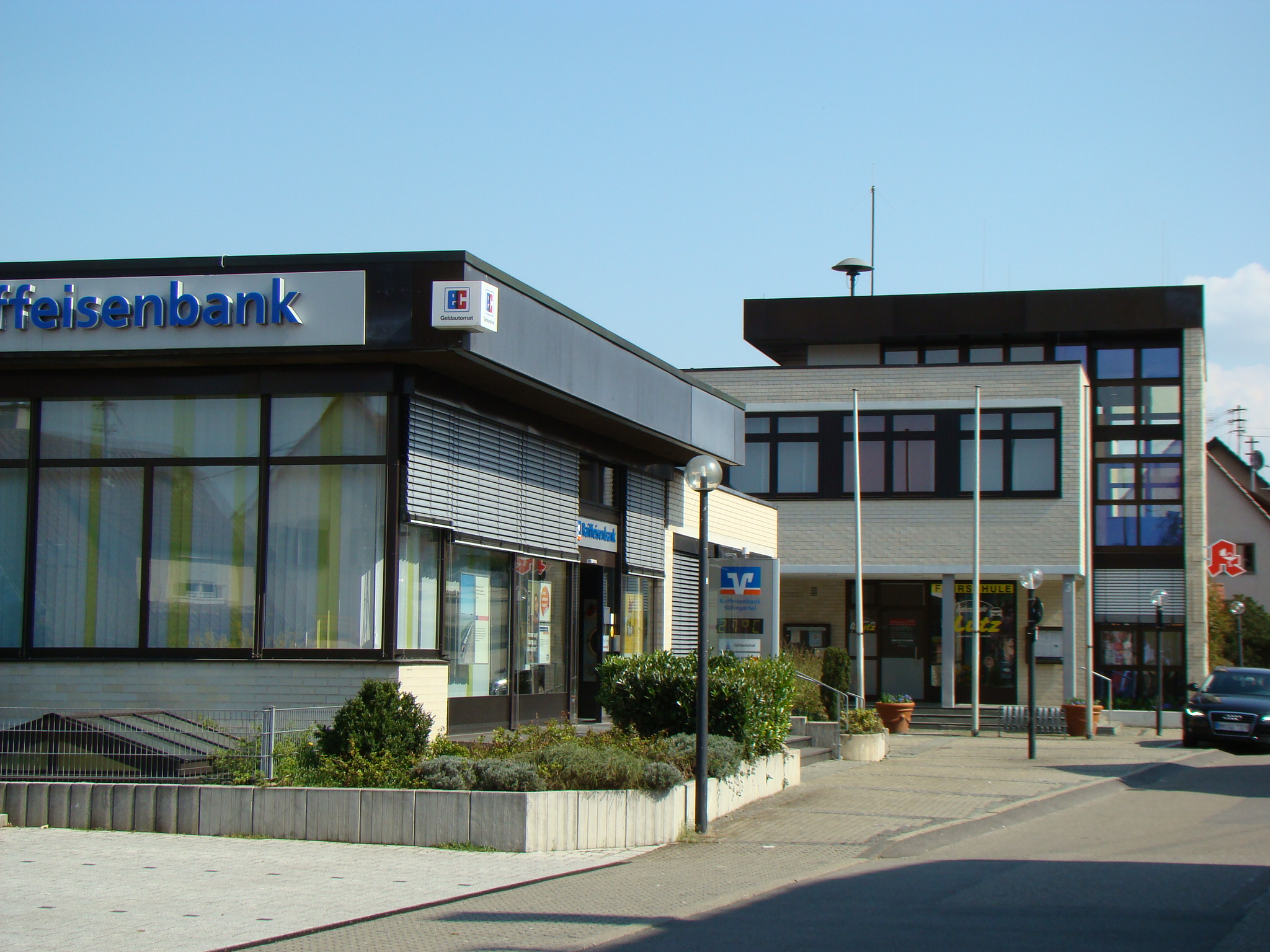
Biberach, Bürgerbüro von 1976.

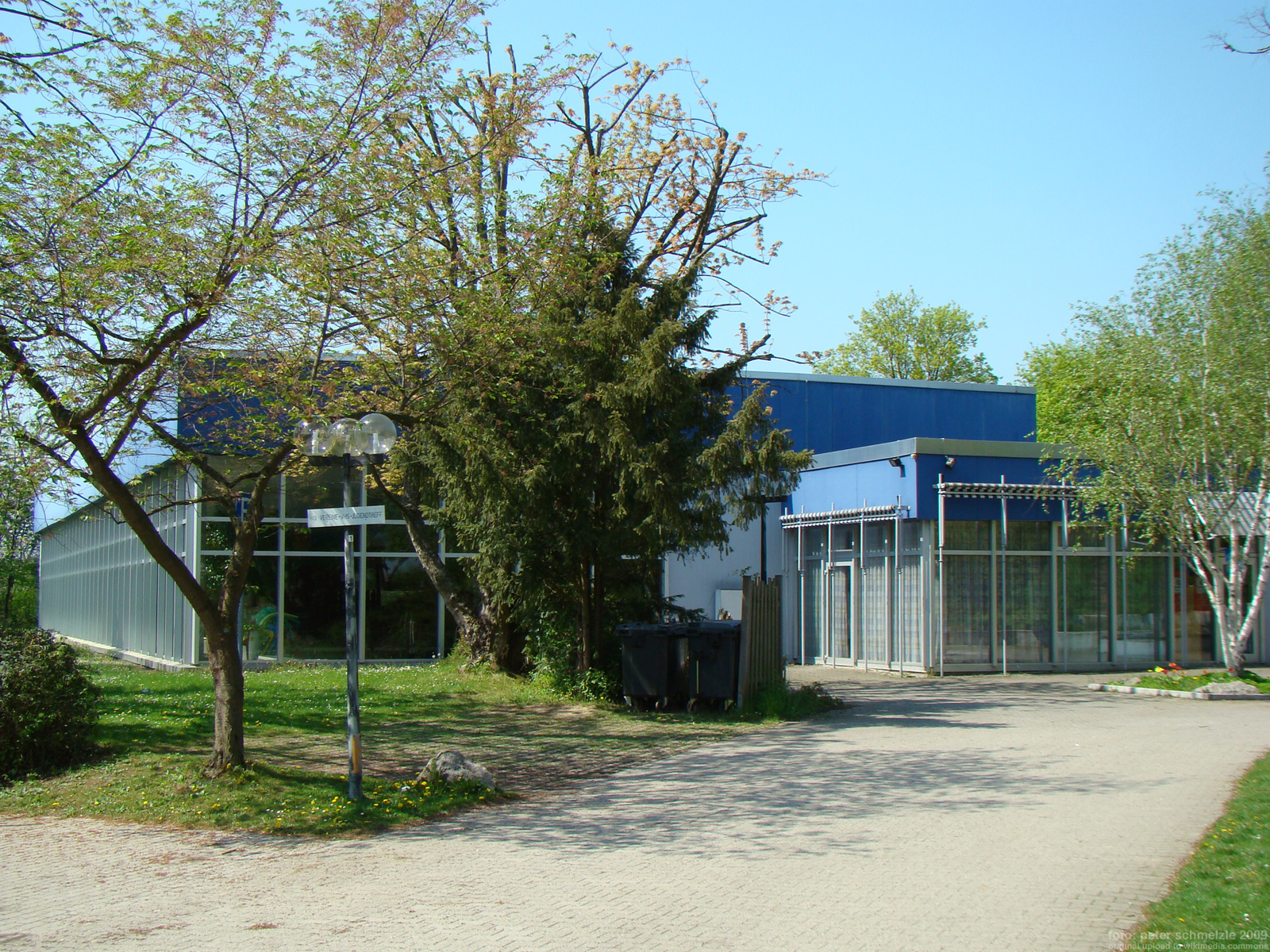
Biberach, Hallenbad von 1976.

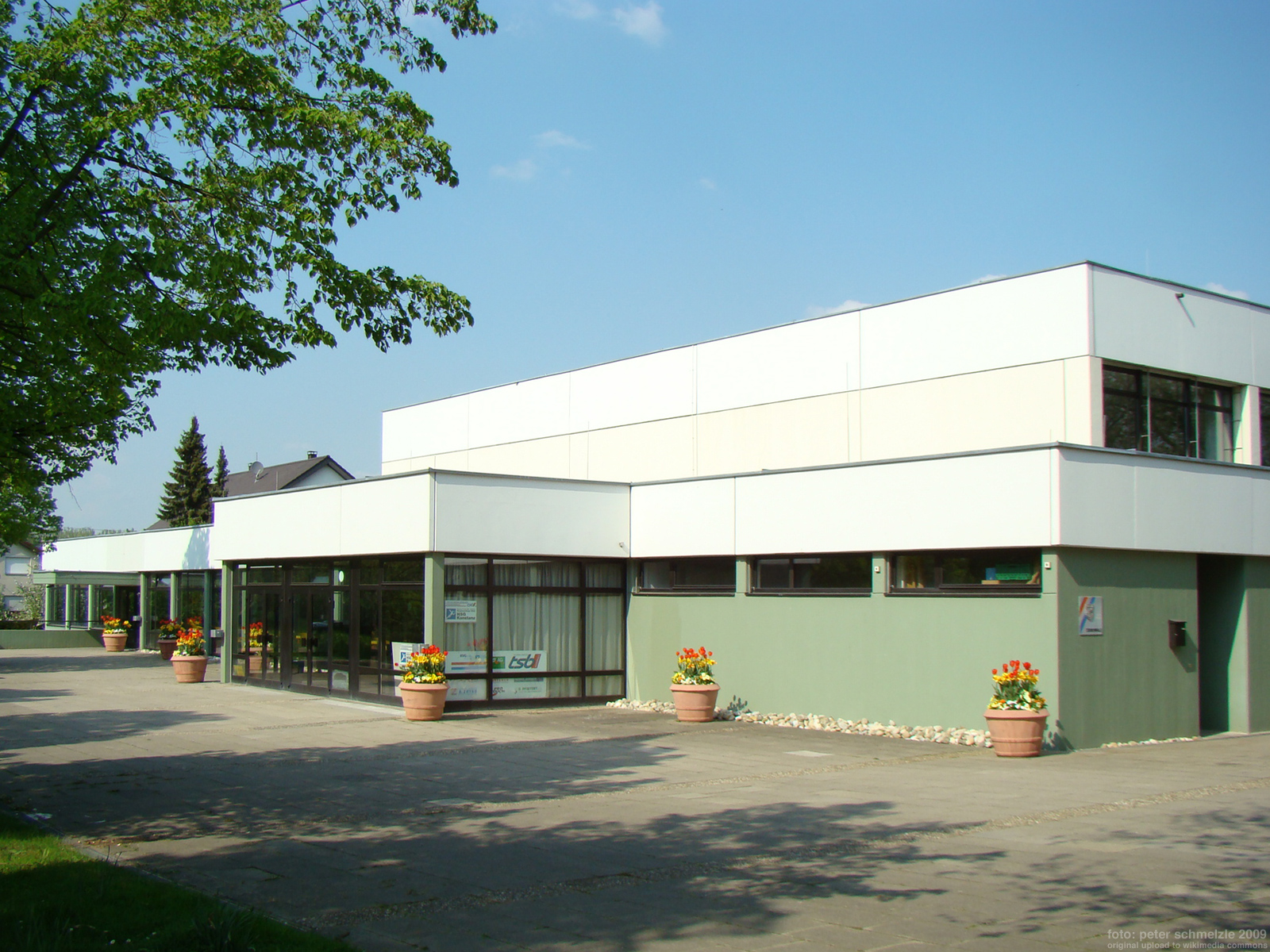
Horkheim, Stauwehrhalle von 1975.

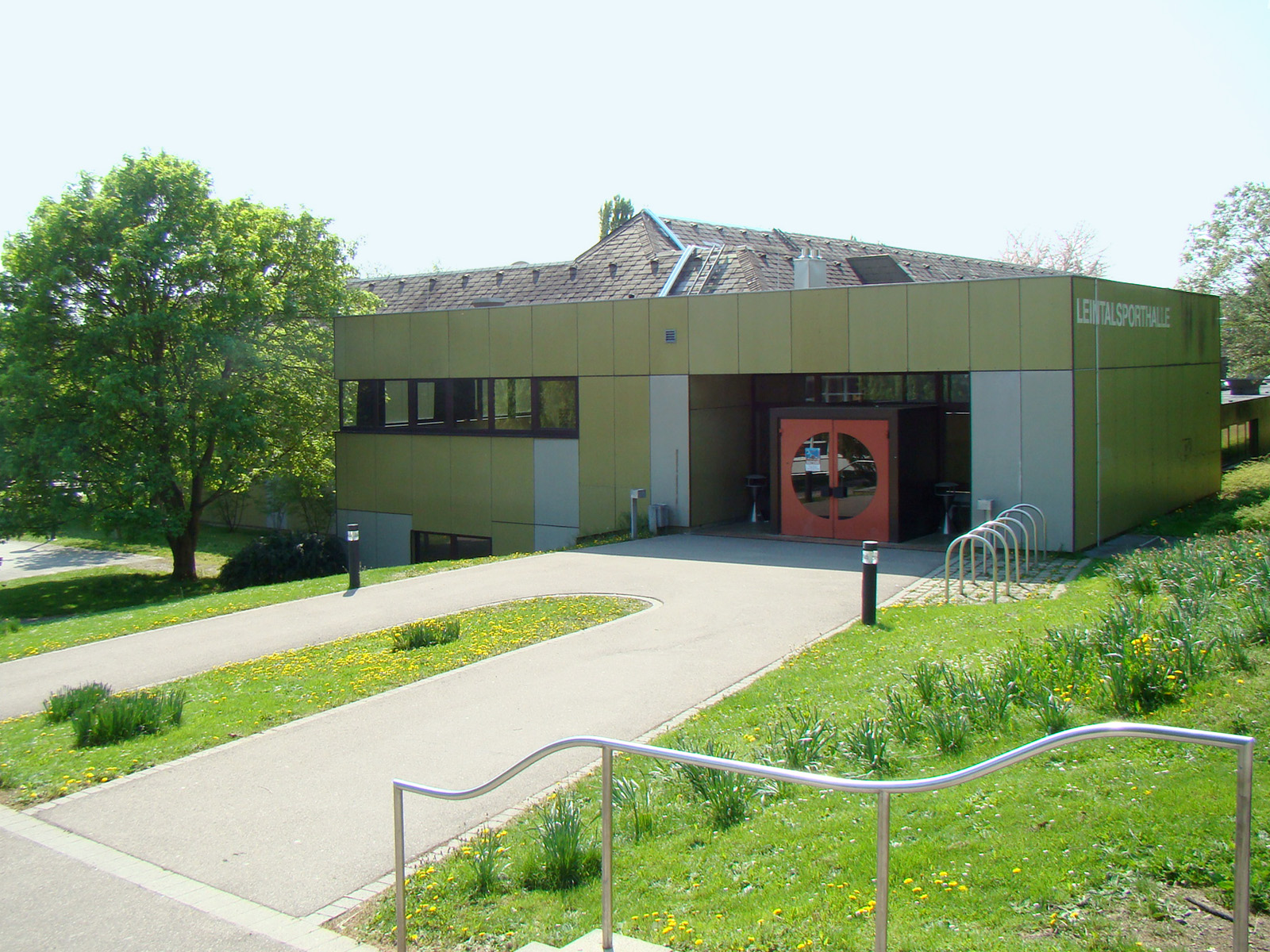
Frankenbach, Leintalsporthalle von 1978.

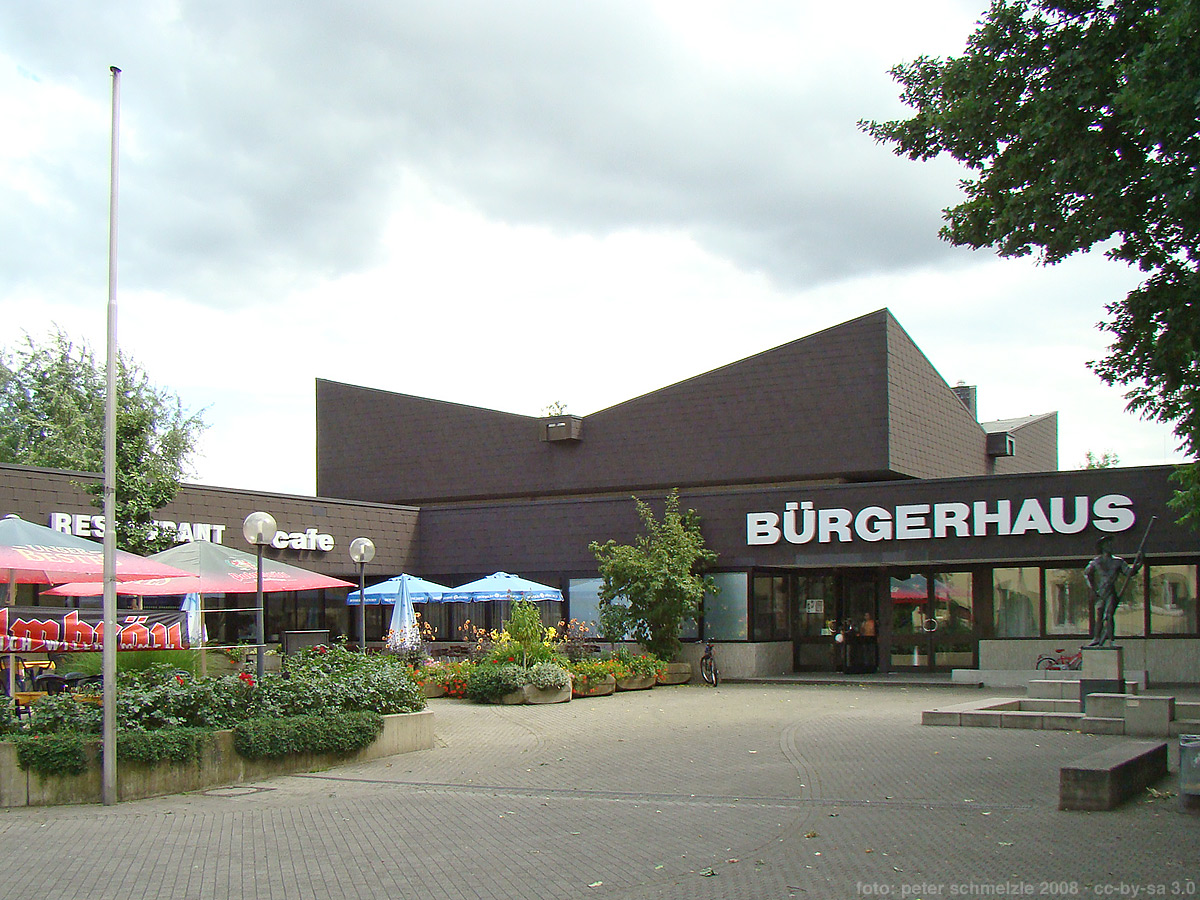
Böckingen, Bürgerhaus von 1975

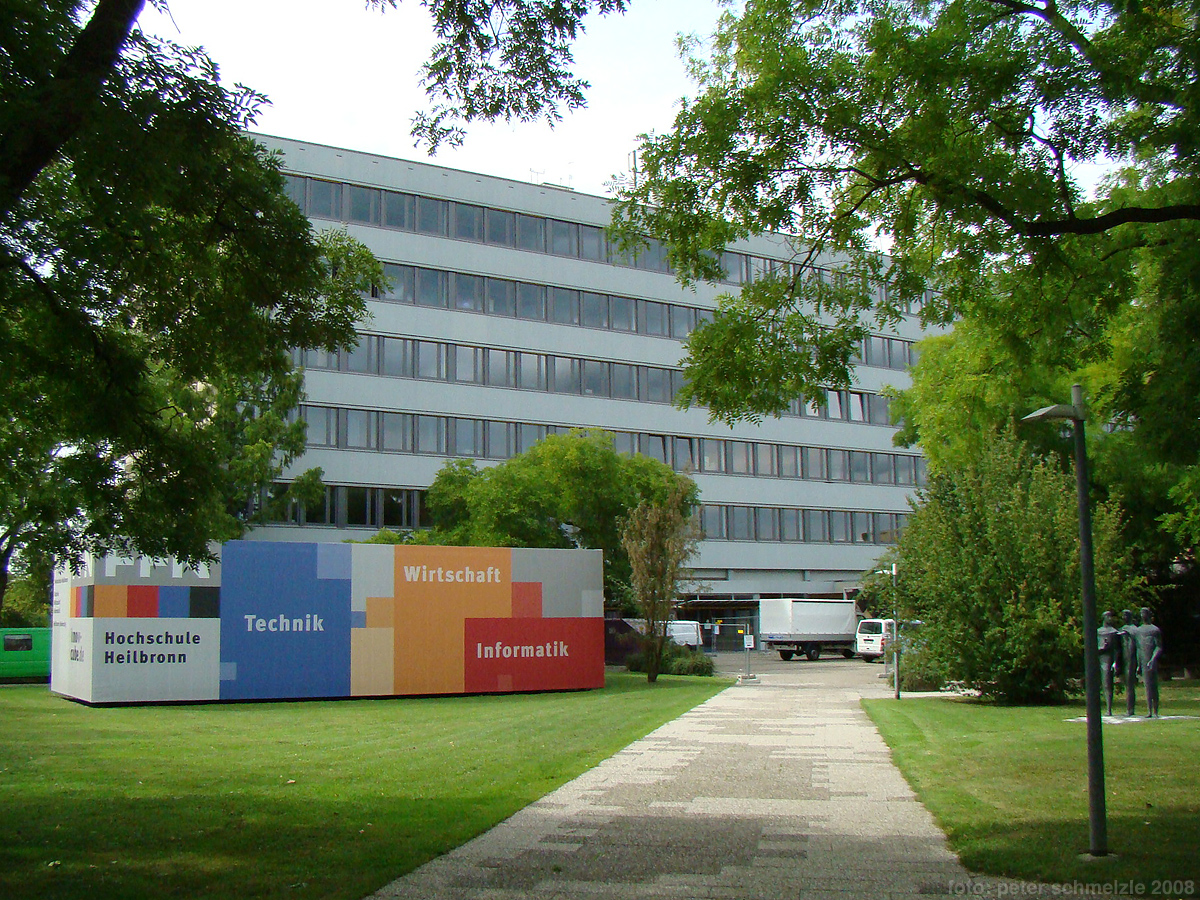
Sontheim, Hochschule

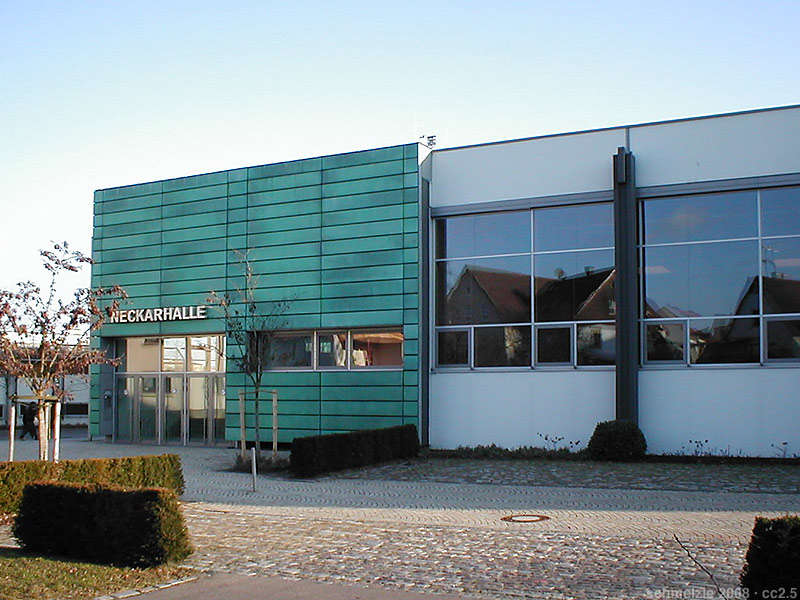
Neckargartach, Neckarhalle (1969).

Im Rahmen der Gemeindereform in Baden-Württemberg sollten innerhalb von vier Jahren die Gemeinden Flein, Horkheim, Frankenbach, Biberach, Kirchhausen, Nordheim, Nordhausen, Untergruppenbach, Talheim, Leingarten und Unterrheinriet im Rahmen der Zielplanung des Innenministeriums nach Heilbronn zwangseingemeindet werden. Die Gemeinden könnten sich aber auch freiwillig in die Stadt eingliedern. Am 1. Juli 1973 gab die Landesregierung die endgültige Zielplanung für die Gemeindereform bekannt und zum 1. Januar 1975 endete die Gemeindereform. Historisch besaß Heilbronn bezüglich der umliegenden Gemeinden eine zentrale Funktion. Böckingen, Flein, Frankenbach und Neckargartach waren bis 1802 reichsstädtische Dörfer Böckingen, Sontheim und Neckargartach waren in den 1930er Jahren zwangseingemeindet worden. In den 1970er Jahren ließen sich Klingenberg, Kirchhausen, Biberach, Frankenbach und Horkheim freiwillig nach Heilbronn eingemeinden. Durch die Eingemeindungen in den Jahren 1970 bis 1974 vergrößerte sich die Heilbronner Gemarkung von 6134 auf 9985 Hektar. Klingenberg hatte 272, Kirchhausen 1147, Biberach 1058, Frankenbach 889 und Horkheim 485 Hektar. Damit stieg die Gemarkungsfläche um 63 %. Die Bevölkerung wuchs um 17,4 % von 99.700 auf 117 049 Einwohner. Der Stadtkreis hatte nun 115 924 Einwohner, während der Landkreis 232.151 Einwohner in 46 Gemeinden besaß. Bis 1978 waren für die neu eingegliederten Gemeinden fast fünfzig Millionen Mark ausgegeben worden. Die vom Innenministerium vorgesehenen Orte Flein, Nordheim, Nordhausen, Untergruppenbach, Talheim, Leingarten und Unterrheinriet wurden nicht in die Stadt Heilbronn eingemeindet.

#### Eingliederung von Klingenberg
Klingenberg hatte sich im 20. Jahrhundert zu einer Arbeiterwohngemeinde entwickelt. Es mangelte an Industrie- und Gewerbebetrieben und entsprechender Finanzkraft. Weil der Ort die entstandenen Kosten nicht mehr alleine aufbringen konnte, pflegte er schon Ende der 1960er Jahre eine enge Zusammenarbeit mit Heilbronn. Das Neubaugebiet Wolfsglocke mit 271 Einwohnern, die Nachbarschaftshauptschule mit Böckingen, die Anbindungen an die Kläranlage zu Heilbronn und an die Gasversorgung waren 1967 Beispiele einer gelungenen Zusammenarbeit. Zur Sicherung der Wasserversorgung suchte der Ort den Anschluss an Heilbronn. Die Bedienung durch die städtischen Verkehrsbetriebe war in den 1960er Jahren wegen Einsprüchen seitens der Konzessionsinhaber – Bundespost und Deutscher Bundesbahn – gescheitert. Am 21. Juni 1968 waren OB Hoffmann und Teile der Stadtverwaltung bei einer Gemeinderatssitzung in Klingenberg anwesend. Im Protokoll hieß es: „In guter freundschaftlicher Atmosphäre wurden gemeinsam interessierende Fragen der Entwicklung der Flächennutzungspläne, der Wasser- und Gasversorgung, der Verkehrsbeziehung und der Feldwegeunterhaltung besprochen.“ Themen der Eingemeindung waren nicht erörtert worden, aber beide Seiten waren sich darin einig, dass die gemeinsame Zusammenarbeit in einer Eingemeindung resultieren würde. Im Januar 1969 bildeten 9 Einwohner der Klingenberger Neubaugebiets Wolfsglocke eine Bürgerinitiative. Demzufolge sollte der Klingenberger Gemeinderat eine Eingemeindung nach Heilbronn beschließen. Auch die alteingesessenen Einwohner des Ortes stimmten der Initiative nach anfänglichem Zögern zu. Der Klingenberger Bürgermeister Rolf Hagner erklärte dazu am 13. Januar 1969, dass Klingenberg mit dem Landrat Otto Widmaier und der Stadt diesbezüglich Gespräche führen werde. Es wurde eigens dafür Kommissionen eingerichtet die eine Eingliederungsvereinbarung ausarbeiten sollten. Dieser stimmten Anfang Juni 1969 sowohl der Klingenberger als auch der Heilbronner Gemeinderat zu. Als Vorleistung auf die Eingliederung erfolgte am 15. Juli 1969 der Anschluss Klingenbergs an die Wasserversorgung zu Heilbronn, die der Stadt 130000 DM kostete. Am 14. September 1969 fand die Bürgeranhörung in Klingenberg statt, wobei von 984 Stimmberechtigten 737 ihr Votum abgaben. 688 (93,3 % der Einwohnerschaft) stimmten für eine Eingemeindung. Am 26. September 1969 leitete der Gemeinderat des Ortes die notwendigen Schritte ein und am 18. Dezember 1969 unterzeichneten beide Seiten den Eingliederungsvertrag. Der baden-württembergische Landtag verabschiedete im selben Monat ein entsprechendes Gesetz, wonach Klingendenberg zum 1. Januar 1970 eingemeindet werden konnte. Am 1. Januar 1970 zog eine Delegation aus Heilbronn bestehend aus OB Hoffmann mit Gefolge in Klingenberg ein und trug ein Schriftzug: „Die jüngste Großstadt grüßt ihre Geburtshelfer!“ Hoffmann übergab an Exbürgermeister Hagner 1684 Gorschen und sang beim Frühschoppen im Anker die Heilbronner Stadthymne: „Wir sind Heilbroner Bürgersöhn und lassen uns net lumpe. Mir len koi sau'res Mädle steh'n und au koin voll Humpe“. Klingenberg erhielt durch die Eingliederung eine gesicherte Wasserversorgung, Anschluss an den Stadtbusbetrieb, einen Ausbau der Ortsdurchfahrt und des Feldwegenetzes und eine Sanierung des alten Dorfkerns. Heilbronn wurde statistisch zur Großstadt. Durch die 1684 Klingenberger wuchs die Einwohnerzahl Heilbronns von 99300 auf 101383 an. Damit stand Heilbronn in der BRD vor Rheydt und hinter Kaiserslautern an 60. Stelle.

#### Eingliederung von Kirchhausen
Im November 1971 gab der Kirchhausener Bürgermeister Hubert Straub bekannt, dass vertrauliche Gespräche mit der Stadt Heilbronn bezüglich einer Eingemeindung geführt worden seien. Alternativ schlug Straub eine Verwaltungsgemeinschaft oder Fusion mit Leingarten vor. Am 19. Februar 1972 erging eine Bürgerversammlung und am 27. Februar 1972 eine Bürgeranhörung. Dabei gaben 1235 von 1746 Stimmberechtigten ihr Votum ab. Dabei stimmten 706 (57 % der Einwohnerschaft) für eine freiwillige Eingliederung in die Stadt Heilbronn. In der Eingliederungsvereinbarung hieß es: „Mit dieser Eingliederung soll erreicht werden, dass im Stadtteil Heilbronn-Kirchhausen durch Anpassung an städtische Verhältnisse, wozu insbesondere ein vielfältiges Angebot an Dienstleistungen und die Bereitstellung der erforderlichen Einrichtungen gehörten, gute Voraussetzung für die persönliche Entfalung der Einwohner geschaffen werden.“ Der Kirchhausener Gemeinderat stimmten diesem Vertrag in ihrer Sitzung am 7. April 1972 mit 9:2 Stimmen zu. Es folgte die Zustimmung des Heilbronner Gemeinderats am 20. April 1972. OB Hoffmann und Bürgermeister Hubert Straub unterzeichneten am 21. April 1972 den Eingliederungsvertrag. Das Heilbronner Landratsamt und der Kreistag wollten jedoch keine Eingliederung Kirchhausens nach Heilbronn. So hatte der Ort keine gemeinsame Grenze zu Heilbronn und es gab die Befürchtung, dass andere von Heilbronn entfernt liegende Orte die Eingliederung wollten. Die dazwischen liegenden Orte müssten dann im Rahmen der Landesplanung zwangsweise in den Heilbronner Stadtkreis einbezogen werden. Schließlich widersprach der Kreistag bei einer Enthaltung im Juni der Eingliederung Kirchhausens nach Heilbronn. Die zwischen beiden Gemeinden erlassenen Eingliederungsvereinbarungen, die den Bau einer Mehrzweckhalle mit Kleinschwimmbad in Kirchhausen vorsahen, wurden von dem Regierungspräsidium Nordwürttemberg mit Erlass vom 28. Juni 1972 genehmigt. Am 1. Juli 1972 wurde Kirchhausen zu Heilbronn eingemeindet. Die Stadt Heilbronn löste ihre Investitionszusagen, die in den Eingliederungsvereinbarungen vertraglich geregelt wurden ein. So wurde am 13. September 1974 in Kirchhausen die „Deutschordenshalle“ und am 16. Mai 1979 entsprechend der Eingliederungsvereinbarung ein beheiztes Freibad fertiggestellt. Kirchhausen erhielt auch eine Fusionsprämie von 3,5 Millionen DM und eine neue Ortschaftsverfassung, wonach dem neuen Stadtteil bis 1989 unmittelbare Mitwirkungsmöglichkeiten über Ortsvorsteher und Ortschaftsrat zustanden. In der Zeit der Eingemeindung nach Heilbronn entstanden zwei Industriegebiete, wie das Gewerbegebiet „Mühlberg“ im Nordosten und „Härkersäcker“ im Nordwesten Kirchhausens. Wohngebiete, die mit der Eingemeindung entstanden, sind die „Steigsiedlung“ und der „Breitenäcker“.

#### Eingliederung von Biberach
Am 13. November 1971 wurde öffentlich bekannt gemacht, dass zwischen Biberach und Heilbronn erstmals vertrauliche Verhandlungen auf Verwaltungsebene stattgefunden hatten. Im Zuge der Landkreisreform war der Ort von der Zielplanung dem Stadtkreis Heilbronn zugeordnet worden. Im Frühjahr 1971 beschloss der Biberacher Gemeinderat die Möglichkeiten der Gemeindereform auszukundschaften. So erklärte der Biberacher Bürgermeister Wolfgang Fenzel, dass der Ort zusammen mit Kirchhausen mit Heilbronn über die Bedingungen einer Eingliederung gesprochen habe. Eine Horkheimer Schrift, die im Februar 1972 herauskam, stellte die Ergebnisse aller Verhandlungen vor. Im Januar 1972 wurde ein Heilbronner Entwurf einer Eingliederung von Kirchhausen und Biberach vom Gemeinderat Heilbronns genehmigt. Eine Bürgeranhörung in Biberach am 27. Februar 1972 jedoch ergab, dass die Biberacher mehrheitlich gegen die Eingemeindung waren. So hatten von 1741 Stimmberechtigten 1426 ihre Stimme abgegeben, dabei stimmten 1140 mit Nein. Der Biberacher Bürgermeister Wolfgang Fenzl konnte offiziell keine Empfehlung zu einer Eingliederung nach Heilbronn geben. So erklärte er, „man sollte die Selbständigkeit einer Gemeinde nicht ohne Grund aufgeben.“ In den Jahren 1972 bis 1973 wurde die Böllingertal-Halle in Biberach gebaut. Nachdem die Bürgeranhörung erfolgt war, stimmte der Biberacher Gemeinderat am 6. Juni 1973 mit 7:4 Stimmen für eine freiwillige Eingemeindung in den Stadtkreis Heilbronn. Daraufhin unterzeichneten OB Hoffmann und der Biberacher Bürgermeister Wolfgang Fenzel eine Eingliederungsvereinbarung, die zum 1. Januar 1974 rechtswirksam wurde. Der Eingemeindungsvertrag sah die Errichtung einer Sport- und Festhalle und den Bau einer Kleinschwimmhalle vor. Teil des Vertrag war auch die Zusage, dass Biberach als Heilbronner Stadtteil eine eigene Ortschaftsverfassung und eine bürgernahe Verwaltung erhalten sollte. Das Land Baden-Württemberg gewährte Biberach die Summe von 3,7 Millionen DM als Fusionsprämie, weil der Ort mit der Bürgeranhörung die formalen Voraussetzung einer Eingliederung erfüllt hatte. So erhielt am 11. Mai 1974 der Heilbronner Stadtteil Biberach eine Stadtbücherei-Zweigstelle im alten Biberacher Schulhaus. Im Jahre 1976 bekam Biberach entsprechend der Eingliederungsvereinbarung ein Kleinhallenbad und 1976 das Rathaus. Wohngebiete, die mit der Eingemeindung entstanden, sind die „Steinäcker“ und das „Maustal“. Am 12. April 1981 erfolgte eine erste Leistungsschau in der Böllingertal-Halle, einer weiteren Sport- und Veranstaltungsstätte.

#### Eingliederung von Horkheim
Horkheim arbeitete bereits bei der Abwasserfrage, beim Anschluss an die Heilbronner Gasversorgung und beim Stadtbusbetrieb mit Heilbronn zusammen. Die Mehrheit der Einwohner meinte jedoch, dass ein schnelles Handeln bezüglich der weiteren Entwicklung der Gemeinde nicht nötig sei und man befasste sich nur zögernd mit den durch die Gemeindereform auf die Ortschaft zukommenden Veränderungen. Trotzdem brachte das Gemeinderatsmitglied Theodor Köhn (SPD) einen Antrag bezüglich einer Eingliederung nach Heilbronn ein. Der Horkheimer Gemeinderat lehnte jedoch im Februar 1972 den Antrag mit 10:1 Stimmen ab und weigerte sich mit Heilbronn einen Eingliederungsvertrag auszuarbeiten. In der Zielplanung der Landesregierung stand Juli 1973 fest, dass Horkheim und Frankenbach nach Heilbronn eingegliedert werden sollten. Daraufhin bot OB Hoffmann Horkheim schriftlich an, über eine freiwillige Eingemeindung zu verhandeln. An einer Bürgeranhörung in Horkheim am 20. Januar 1974 nahmen von 1730 Stimmberechtigten lediglich 460 teil. Davon waren 277 für eine Eingliederung. Am 21. Januar 1973 beschloss der Horkheimer Gemeinderat mit 9:2 Stimmen, ab dem 1. April 1974 die Eingliederung zu vereinbaren. Heilbronn versprach dabei, für Horkheim Bauland zu erschließen, den Ortskern zu sanieren, ein Sportzentrum zu erbauen und für Sontheim und Horkheim ein gemeinsames Hallenbad zu errichten. Die Vereinbarung wurde von OB Hoffmann und Bürgermeister Kurt Wellar am 25. Januar 1974 unterzeichnet. Nach der Eingemeindung wurde die von der Stadt Heilbronn im Eingemeindungsvertrag zugesagte Investitionszusagen eingehalten und Horkheim erhielt am 12. Dezember 1975 die Stauwehrhalle.

#### Eingliederung von Frankenbach
1972 hatte die Gemeinde Frankenbach knapp 5000 Einwohner. Bereits 1968 hatte der Frankenbacher Bürgermeister und Gemeinderat mit Heilbronn über Wohnungsbau, Gewerbeansiedlung, Flächennutzungsplan und die Verflechtung beider Kommunen gesprochen. Der Frankenbacher Bürgermeister Kurt Britisch sprach sich noch im Mai 1968 in Bad Moll für eine Selbständigkeit Frankenbachs aus. Im Oktober 1973 beschloss jedoch der Talheimer Gemeinderat über die Frage der Eingliederung nach Heilbronn zu verhandeln. In nichtöffentlicher Sitzung stimmte der Gemeinderat den inzwischen getroffenen Vereinbarungen mit Heilbronn zu. Am 20. Januar 1974 erfolgte eine Bürgeranhörung. Lediglich 1324 von 3370 Stimmberechtigten gaben ihr Votum ab. Dabei stimmten 929 mit Nein bezüglich der Eingliederung. Trotzdem beschloss der Frankenbacher Gemeinderat am 25. Januar 1974 mit 10:2 Stimmen „aus Vernunftsgründen“ die Eingliederung nach Heilbronn. Am 28. Januar 1974 wurde die Eingliederungsvereinbarung von den Bürgermeistern Kurt Britisch und Hans Hoffmann unterschrieben. Die Vereinbarung sah vor, die Frankenbacher Sportanlagen um fünf Tennisplätze und einen Bolzplatz zu erweitern und eine Sporthalle sowie eine Hallenbad zu errichten. So wurde am 18. August 1978 in Frankenbach die Leintalsporthalle eingeweiht. Entsprechend der Eingliederungsvereinbarung erhielt Frankenbach auch ein Hallenbad mit kleinem Becken im Freien.

#### Heilbronner Bemühen um Talheim/Flein
1973 hatte Flein 5080 und Talheim 3300 Einwohner und für Heilbronn schien eine Eingemeindung der beiden Orte zweckmäßig. Sie grenzten an die Gemarkung von Heilbronn und mehr als die Hälfte ihrer Erwerbstätigen arbeiteten in Heilbronn, kauften dort ein und schickten ihre Kinder auf die dortigen weiterführenden Schulen. Flein war an die Kläranlage in Heilbronn angeschlossen und hatte in Sontheim-Ost eine Nachbarschaftsschule mit Heilbronn. Flein war über die städtische Verkehrsbetriebe gut zu erreichen und konnte seinen Müll auf die Deponie in Heilbronn bringen. Fleins Bürgermeister Ernst Clement sprach sich im März 1971 auf einer Bürgerversammlung dafür aus, mit einer Eingemeindung nach Heilbronn abzuwarten. Die versammelten Bürger forderten Gemeinderat und Bürgermeister jedoch dazu auf, die Selbständigkeit Fleins zu bewahren. 1975 beschloss der Gemeinderat mit 13:0 Stimmen eine Eingemeindung nach Heilbronn abzulehnen. Nicht akzeptiert wurde auch die in der Zielplanung der Landesregierung vorgesehene Bildung einer Einheitsgemeinde mit Talheim.
Am 13. Mai 1971 stimmte der Heilbronner Gemeinderat dem Entwurf einer Eingliederungsvereinbarung zu, den er mit dem Talheimer Bürgermeister Robert Ehrenfried entwickelt hatte. Mit der Eingliederung Talheims nach Heilbronn wäre Flein im Rahmen der Zielplanung der Landesregierung automatisch Heilbronn zugeordnet worden. Eine Bürgeranhörung in Talheim im Juni 1971 ergab, dass die Mehrheit der Bürger eine Eingliederung ablehnte. 1825 von 2090 Wahlberechtigten hatten ihre Stimme abgegeben und 1136 mit Nein gestimmt. Schließlich lehnte auch der Gemeinderat in Talheim am 5. Juli 1971 eine Eingemeindung in Heilbronn ab. Im November 1972 beschloss der Talheimer Gemeinderat mit 8:3 Stimmen bezüglich der Eingliederung nochmals unverbindliche Kontakte zu Heilbronn aufzunehmen. Bei einer Bürgeranhörung am 24. Juni 1973 wünschten nun 52,1 % die Eingliederung. 47,9 % lehnten sie ab. Trotzdem lehnte am selben Abend der Talheimer Gemeinderat in einer nichtöffentlichen Sitzung wiederum mit 9:4 Stimmen die Eingliederung ab. Werner Föll begründete dies folgendermaßen:

„Für die Gegner der Zusammenschlüsse war es einfach, Stimmung zu machen. Selbst wenn in der Wählerschaft ein Umschwung im Meinungbild stattfand,hieß dies noch lange nicht, dass der Gemeinderat mitzog. In einer Gemeinde wie Talheim kam auf weniger als 300 Einwohner ein Vertreter im Gemeinderat … So ist die Furcht um den Verlust des eigenen politischen Einflusses nachvollziehbar und verständlich“

Landesregierung und Landtag gestanden beiden Orten die kommunale Selbständigkeit zu.

### Altstadtteile
Die Erweiterung des Heilbronner Stadtkreises mit den Eingemeindungen neuer Stadtteile belastete das Verhältnis zu den Altstadtteilen Böckingen, Sontheim und Neckargartach. Sie waren 1933 bzw. 1938 nach Heilbronn eingemeindet worden. Ihnen gegenüber hatte Heilbronn noch offene Verpflichtungen, die durch den Krieg und die nachfolgenden Lasten des Wiederaufbaus entstanden waren: „Erstaunt beobachtete man damals in den alten Stadtteilen Böckingen, Neckargartach und Sontheim das städtische Engagement bei den neuen. Doch auch dort wurden nun markante Zeichen für einen Aufbruch gesetzt. In Alt-Böckingen war es das 1975 fertiggestellte Bürgerhaus und in Sontheim und Neckargartach hieß das Zauberwort Stadtsanierung. “

#### Böckingen
1960 umfassten die städtischen Bebauungspläne bereits die Vorarbeiten für die Wohngebiete Schanz, Schollenhalde und Trappenhöhe in Böckingen. Beispielhaft für die Baupolitik, Großsiedlungen am Rande des Stadtgebiets zu setzen, ist der Bau des Wohngebiets auf der Schanz: „Der Zeitpunkt, an dem Heilbronn Großstadt wird, ist heute schon abzusehen … Es ist der Tag, an dem die in Heilbronn-Böckingen geplanten Wohnungen etwa zur Hälfte bezogen sind. Tagsüber ist Heilbronn praktisch schon eine Großstadt, denn Tag für Tag kommen 22 500 Pendler nach Heilbronn […]. Mit der industriellen Entwicklung muss auch der Wohnungsbau Schritt halten. Die Stadt kann sich jedoch nicht nach Osten und Norden ausdehnen, da die Weinberge dort unter Landschaftsschutz stehen. Eine Erweiterung des Stadtgebietes soll darum auf den Höhen westlich des Neckars erfolgen.“ Im Jahre 1960 lebten in Böckingen bereits 17 000 Personen, während in der Heilbronner Kernstadt 58 000 Menschen wohnten. 1966 beschloss der Heilbronner Gemeinderat ein 50 ha großes Wohngebiet für 6 000 Bewohner auf der Schanz in Böckingen, das „aufgrund seiner Dimensionen […] zum damaligen Zeitpunkt durchaus umstritten“ war. So entstanden von 1965 bis 1975 die neuen Wohngebiete Schanz-Nord und Schanz-Süd. Auf der Schanz entstanden auch die Elly-Heuss-Knapp-Grundschule (1971), der evangelische Kindergarten Schanz-Süd (1972), das sechzehnstöckige Wohnhaus an der Güglinger Straße (1972), das Altenheim der Richard-Drautz-Stiftung (1973), das Elly-Heuss-Knapp-Gymnasium Heilbronn (1973), die Schanz-Sporthalle (1974) und die Elly-Heuss-Knapp-Hauptschule (1975). Im Böckinger Kreuzgrund entstand die Heinrich-v.Kleist-Realschule (1971). Im Haselter in Böckingen entstand das am 19. August 1975 eingeweihte Kreisberufsschulzentrum mit der kaufmännischen und der haus- und landwirtschaftlichen Kreisberufsschule. 1975 wurde in Böckingen das Bürgerhaus Böckingen nach Entwürfen der Architektengemeinschaft Braun-Keppler-Stieglitz mit Saal, Gaststätte, Tagungsräumen und Stadtbüchereifiliale eröffnet.

#### Neckargartach
Bereits im Jahre 1960 lebten in Neckargartach 7 000 Personen, wobei in der Heilbronner Kernstadt 58 000 Menschen lebten. Daher entstanden in den 1960er Jahren westlich des alten Ortskerns Neubaugebiete, während im Süden die Neubaugebiete Sachsenäcker und Im Fleischbeil erschlossen wurden. 1960 umfassten die städtischen Planungen der Stadt Heilbronn auch das Krankenhausgelände in Neckargartach. In der Zeit der Gebietsreform wurde Neckargartach im Jahre 1976 saniert, ist aber durch den Verlust historischer Bausubstanz geprägt.

#### Sontheim
Bereits in der Nachkriegszeit war ein Gewerbegebiet ausgewiesen worden 1960 umfasste die städtischen Planungen auch die künftige Staatliche Ingenieurschule Heilbronn. Zwischen 1970 und 1974 entstand das Wohngebiet in Sontheim-Ost im Osten und Nordosten Sontheims. Dadurch ist Sontheim mit Heilbronn zusammengewachsen. Weiter entstanden in Sontheim-Ost das Alten- und Pflegeheim der Evangelischen Heimstiftung an der Max-von-Laue-Straße (1972), Ab 1976 wurde der Sontheimer Bahnhof nicht mehr von der Bottwartalbahn angefahren. Es folgten Studentenwohnheime (1978) und ein neues Schulzentrum mit Sporthalle. In den 1970er und 1980er Jahren erfolgte eine Stadtteilsanierung.

### Nahbereichsgemeinden

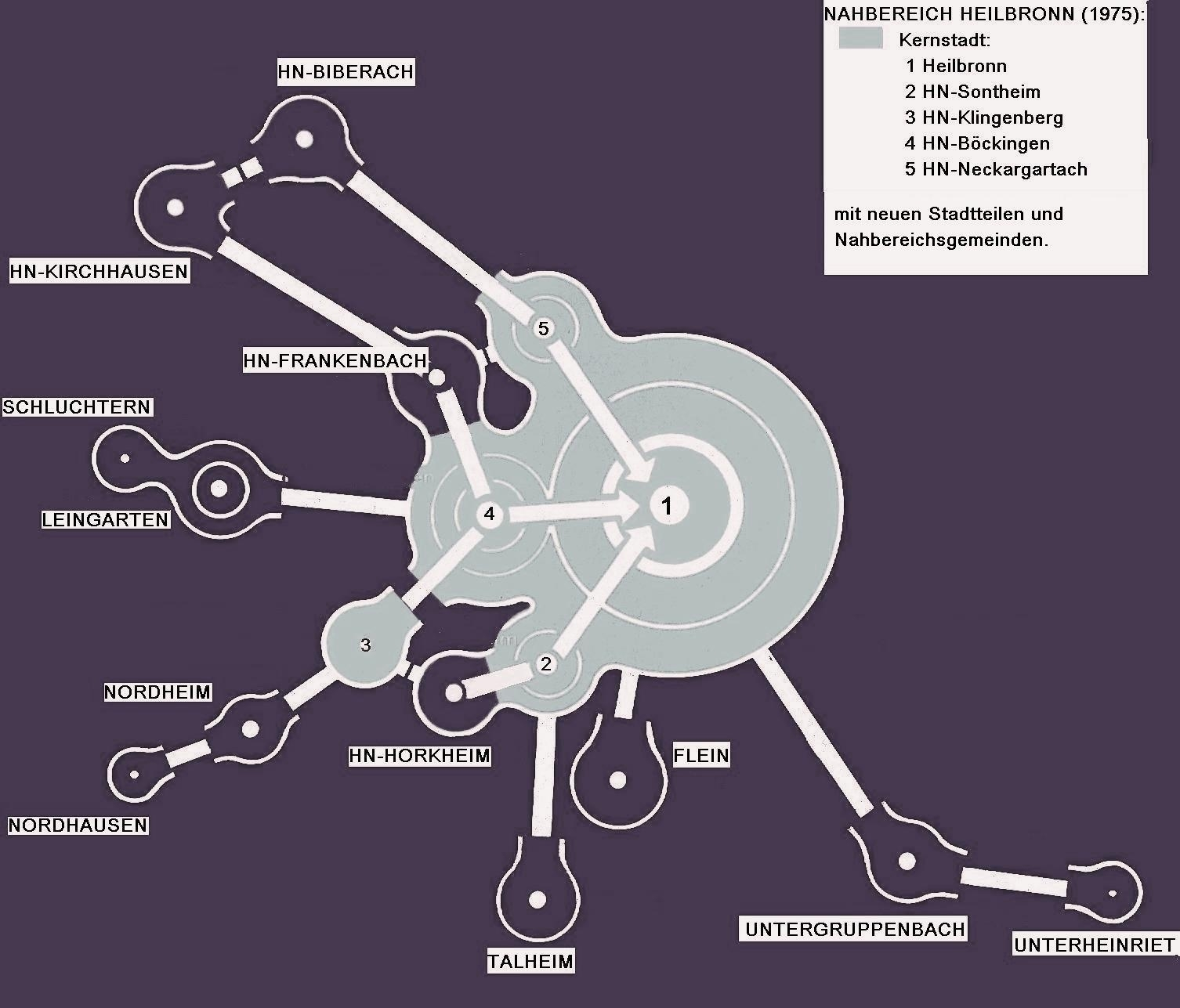
Heilbronn, Nahbereich 1975

Die Entwicklung Heilbronns zur Großstadt wurde im Heilbronner Landratsamt und in den Kommunen des Landkreises mit Sorge betrachtet „wie Heilbronn seinen Einfluß vergrößern wollte“. Deswegen legte die Landesregierung ein Konzept vor, die Stadt Heilbronn in den Landkreis einzugliedern. Der Heilbronner Gemeinderat gab daraufhin am 25. Juni 1970 eine Stellungnahme zu der im Denkmodell der Landesregierung formulierten Kreisreform ab. Im Dezember 1970 stimmte Heilbronn dem Entwurf des Kreisreformgesetzes (Gesetz zur Verwaltungsreform) zu. So sollten Flein, Horkheim, Frankenbach, Biberach, Nordheim, Nordhausen, Leingarten, Kirchhausen, Unterrheinriet, Untergruppenbach und auch Talheim in den Verwaltungsraum der Stadt Heilbronn integriert werden. In dem vom Innenministerium genehmigten „Regionalplan 72“ zählten Flein, Leingarten, Nordheim mit Nordhausen, Talheim und Untergruppenbach mit Unterheinriet zu den Nahbereichsgemeinde. Durch den Regionalplan ’72 war der Nahbereich Heilbronn neu definiert worden, wobei „die Grenze des Nahbereichs Heilbronn sich nicht mit der durch die Gebietsreform geschaffenen neuen Stadtkreisgrenze decken, sondern darüber hinausreichen [würde].“ Wichtig war dabei die Ausübung der unterzentralen Funktionen der Stadt Heilbronn für die Gemeinden des Nahbereichs. Von 1961 bis 1970 war der Anteil der Berufspendler nach Heilbronn bei den Nahbereichsgemeinden Flein, Leingarten, Nordheim, Talheim und Untergruppenbach von 42 % auf 48 % gestiegen. Die schulischen Verflechtungen zwischen den Nahbereichsgemeinden mit Heilbronn waren 1970 stärker als mit den neuen Stadtteilen. So erstreckte sich in den 1973 das Öffentliche Nahverkehrsnetz auch auf die Nahbereichsgemeinden: Flein wurde 1973 mit dem Stadtbusnetz mit dichter Busfolge bedient. Nach Leingarten fuhr ein Bahnbus. Nordheim wurde sowohl mit einem Bahn- als auch mit einem Postbus bedient. Nach Talheim fuhr ein Privatbus, der bis nach Neckarwestheim fuhr. Nach Untergruppenbach fuhr ein Postbus, der bis nach Löwenstein fuhr.

### Verkehrsplanung

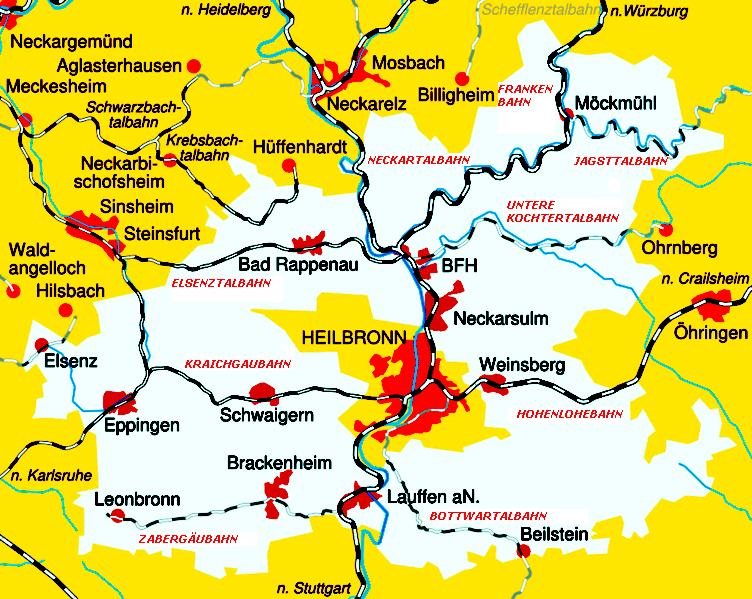
Bahnstreckennetz

1969 wurde die Elektrifizierung der Bahnstrecke Heilbronn-Jagstfeld-Heidelberg begonnen. 1970 wurde für den Winterfahrplan 1971/72 der Anschluss der Stadt an das Intercity-Netz über Heidelberg anvisiert, aber niemals umgesetzt. Februar 1971 setzte sich Heilbronn durch eine Initiative für eine Beschleunigung der Autobahnverbindung Heilbronn–Nürnberg, Heilbronn–Würzburg ein. Ebenso engagierte sich die Stadt für eine Verbesserung der Bahnverbindung. Die elektrifizierte Bahnstrecke Heilbronn-Jagstfeld-Heidelberg wurde am 21. September 1972 eingeweiht. Seit dem 28. Mai 1973 war Osterburken mit E-Loks von Heilbronn aus erreichbar. 1974 sollte der Bau der Bahnstrecke nach Crailsheim begonnen werden. 1974 wurde die Strecke Heilbronn-Würzburg der Bundesautobahn eröffnet. Ab 1. Juni 1975 wurde ebenso die Bahnstrecke nach Würzburg elektrifiziert, und damit das Jagsttal per Bahn und Autobahn erreichbar. OB Hoffmann versuchte vergeblich die S-Bahn Stuttgart-Bietigheim nach Heilbronn zu verlängern. Es gab auch größere Straßenbaumaßnahmen in Heilbronn. Dazu zählte das langfristig angelegte Projekt der Neckartalstraße am linken Neckarkanalufer. Sie wurde in Abschnitten erbaut und endete seit Dezember 1970 an der Saarlandstraße. Im Planungsstadium war noch das zwischen Horkheim und Neckargartach befindliche Teilstück der Neckartalstraße. 1974 konnte das andere Teilstück von der Saarlandstraße bis Böckingen umgesetzt werden. Gebaut wurde auch die Ortsdurchfahrt von Klingenberg und der Karlsruher Straße, die Industriebrücke als Verbindung zum Industriegebiet, das Teilstück der Wilhelm-Leuschner-Straße als Teil der Sonnenbrunnenlösung, die Alleeunterführungen und die Fertigstellung der Römerstraße. Zusätzlich erfolgten noch Erschließungsmaßnahmen, wie das Gewerbegebiet Neckarau, Großgartacher Straße und Mühlberg, die Neubaugebiete Rampacher Tal Schanz-Süd, Sontheim-Ost, Breitenäcker, Länderlesstraße und Rosenberg. Auch in der Innenstadt erfolgten größere Veränderung im Verkehr. Im November 1971 wurde der Abschnitt der Fleiner Straße zwischen Kiliansstraße und Große Bahngasse zur ersten Fußgängerzone. Dezember 1971 wurde die Fußgängerzone auf die obere Sülmerstraße verlängert. 1974 erfolgte deren Verlängerung in der Sülmerstrße bis zur Nikolaikirche.
Die „bauliche Schwerpunktbildung“ und der öffentlich betriebene Nahverkehr sollten entsprechend dem Regionalplan ’72 entlang der Entwicklungs- und regionalen Aufbauachsen stattfinden: Entwicklungsachsen bestanden an der Nord-Süd-Achse entlang des Neckartals und der West-Ost-Achse vom Kraichgau nach Hohenlohe. Daneben bestanden drei „Regionale Aufbauachsen“: „Es handelt sich dabei um eine Achse durch das Zabergäu, eine weitere von Heilbronn über Ilsfeld, Auenstein und Beilstein (Schozach-Bottwar-Tal) und um die Aufbauachse durch das Jagsttal, abzweigend bei Bad Friedrichshall von der Neckartalachse.“
So erstreckte sich in den 1973 das Öffentliche Nahverkehrsnetz auf diese Achsen: In das Schozach-Bottwartal, wie nach Ilsfeld und Beilstein fuhr ein Bahnbus. In das Zabergäu, wie nach Brackenheim ein Post- und Bahnbus. In das Kraichgau, wie nach Leingarten und Eppingen ein Bahnbus und nach Hohenlohe wie nach Weinsberg und Öhringen ebenfalls ein Bahnbus.

## Oberzentrum der Region Franken – „Regionshauptstadt“ (1973)

### Auf dem Weg zum Regionalverband Franken

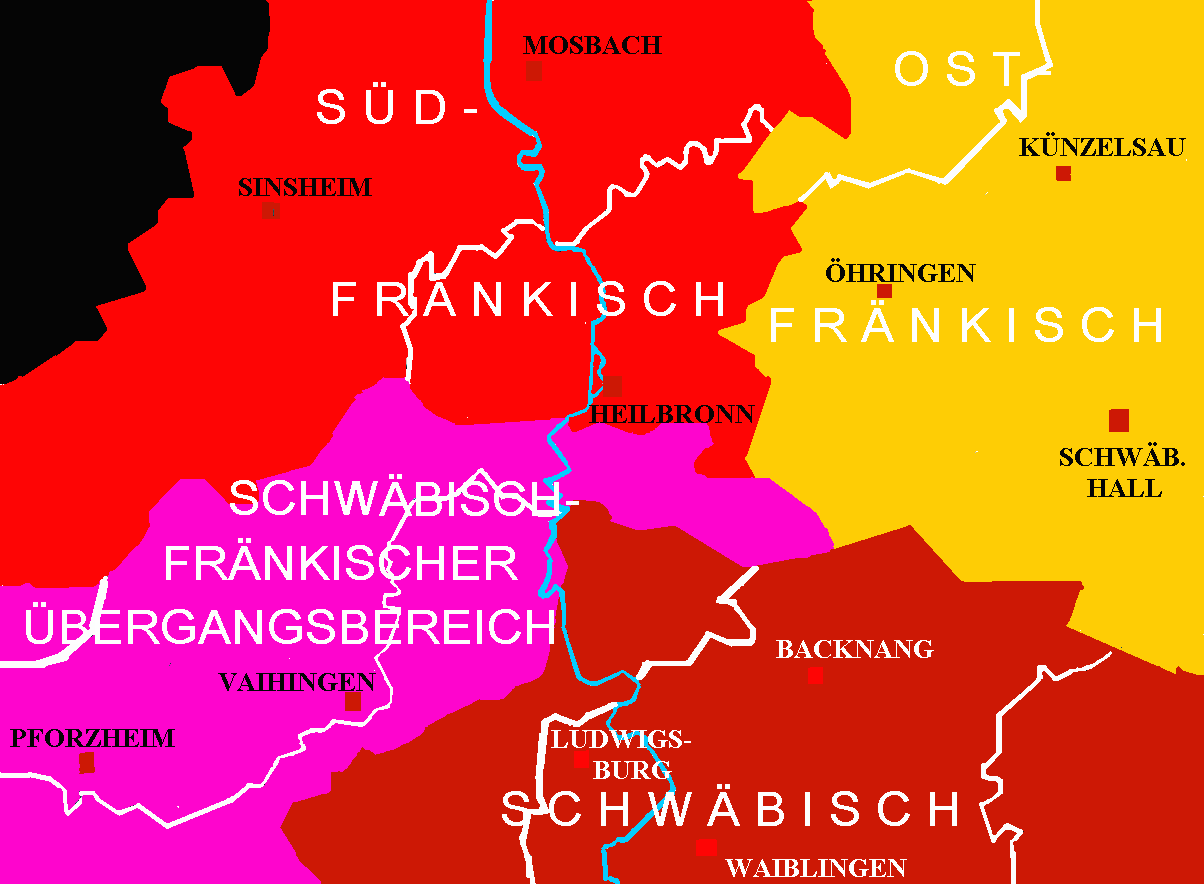
Südfränkische Mundart; Fränkisch-Schwäbischer Übergangsbereich, Ostfränkische Mundart.

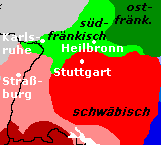
Südfränkische Mundart im Raum Heilbronn, Ostfränkische Mundart im Raum Hohenlohe

Region Franken um den Raum Heilbronn und dem Raum Hohenlohe (ohne den Raum Odenwald).

Von 1963 bis November 1973 bestand als Vorgänger des Regionalverbands Franken, die Planungsgemeinschaft Württembergisches Unterland, gemäß dem Landesplanungsgesetz von 1962. Mitglieder der Planungsgemeinschaft war nur den Stadt- und Landkreis Heilbronn. Die Landkreise des Odenwaldes und Hohenlohes wollten damals noch nicht in eine Planungseinheit mit Heilbronn aufgenommen werden. Petersen betont die Bedeutung Heilbronns als „Zentralstadt“, wobei er eine Vergrößerung des Planungsgebietes mit Heilbronn als Oberzentrum unterstützt.:

„Bei einer Gliederung des gesamten Landes in Regionen ist es vorteilhaft eine Abgrenzung derart vorzunehmen, dass innerhalb der Region ein Ausgleich der Interessenlagen zwischen leistungsstarken und leistungsschwachen Gebieten möglich wird. Die Ordnungsprobleme der Verdichtungsgebiete und die Entwicklungsprobleme ländlicher und strukturschwacher Gebiete sind sicherlich im Verbund leichter zu lösen, da mit einem leistungsstarken zentralen Ort als Zentrum der Region. Es ist wenig sinnvoll, wenn das bisherige allgemeine Stadt-Land-Gefälle durch ein solches von reinen Verdichtungsregionen zu reinen Agrarregionen ersetzt und möglicherweise potenziert werden sollte. Dieses Prinzip wird insbesondere von der Planungsgemeinschaft Württembergisches Unterland nicht erfüllt, die nur den strukturstarken Stadt- und Landkreis Heilbronn umfasst. Bestrebungen auch strukturschwache Gebiete des Odenwaldes und Hohenlohes in die Planungsgemeinschaft Württembergisches Unterland aufzunehmen, scheiterten daran, dass die infragekommenden Kreise sich nicht von der Zentralstadt (Oberzentrum) Heilbronn beherrschen lassen wollten“

Die Regionale Planungsgemeinschaft legte 1967 eine Untersuchung durch Hermann Haas, dem Leiter des Instituts für Südwestdeutsche Wirtschaftsforschung, „Auf dem Wege zur fränkischen Region“ vor. Haas äußerte sich dabei über den Begriff und die räumliche Ausdehnung der „Fränkischen Region“ und nannte sie auch „Region baden-württembergisches Frankenland.“ Haas zählte dazu den Raum Odenwald (mit den Kreisen Sinsheim, Mosbach und Buchen), den Raum Tauberbischofsheim/Hohenlohe (mit den Kreisen Öhringen, Künzelsau, Mergentheim, Crailsheim und Schwäbisch Hall) und den Raum Heilbronn (mit dem Stadt- und Landkreis Heilbronn).
Mit dem Zweiten Gesetz zur Verwaltungsreform (Regionalverbandsgesetz) vom 26. Juni 1971 wurde die Regionalplanung zum 1. Januar 1973 dem Regionalverband Franken zugewiesen. mit dem Oberzentrum Heilbronn als Regionssitz. Mit der am 1. Januar 1973 erhaltenen Funktionszuweisung Oberzentrum wurde Heilbronn nicht nur Sitz des Regionalverbandes Franken, sondern auch der Industrie- und Handelskammer und der Handwerkskammer. Beide Kammern passten nun ihren Einzugsbereich den neu entstandenen Regionsgrenzen an: „Die Zentralen beider Wirtschaftskammern blieben in der neuen Regionshauptstadt [Heilbronn] So ging Heilbronn aus den bewegten Reformjahren wesentlich gestärkt hervor.“ Der Regionalverband Franken erhielt ein kleineres Gebiet ohne Odenwald. Der Raum Odenwald war der „Region Unterer Neckar“ zugeordnet worden. Die Planungsregion Franken bestand nun lediglich aus den Landkreisen Heilbronn, Hohenlohe, Schwäbisch Hall dem Main-Tauber-Kreis und dem Stadtkreis Heilbronn. Sie wies 750 000 Einwohner (1973) auf und war mit 4875 km² die größte Region der neun Regionalverbände Baden-Württembergs. Knapp 40 % der Beschäftigten der Stadt Heilbronn, kamen dabei aus der Region Franken. Sie existierte bis 2003. Bei der Novellierung des Landesplanungsgesetzes zum 20. Mai 2003 entstand der Regionalverband Heilbronn-Franken mit Sitz in Heilbronn für das Gebiet des Stadtkreises Heilbronn sowie der Landkreise Heilbronn, Hohenlohekreis, Main-Tauber-Kreis und Schwäbisch Hall.
Die Region Heilbronn-Franken ist innerhalb der oberdeutschen Mundarten ostfränkisch und südfränkisch. Ostfränkisch spricht man in der Region Heilbronn-Franken im Wesentlichen im Hohenloher Land um Crailsheim und Künzelsau sowie im Taubergrund um Tauberbischofsheim und Wertheim. Südfränkisch wird in der Region Heilbronn-Franken um das Zentrum Heilbronn gesprochen.
Herbert Hellwig betont Heilbronn als Mittelpunkt einer Planungsregion in Oberzentrum Heilbronn. Die zentralörtliche Bedeutung der Stadt im Wandel der letzten 200 Jahre.:

„… die Stadt Heilbronn [ist] Verwaltungsmittelpunkt und beherrschendes Zentrum … Die daraus resultierende Vereinigung mehrerer Großkreise zu einer Planungsregion erscheint … als eine glückliche Lösung, werden doch in der künftigen Region Franken mit dem Mittelpunkt Heilbronn wesentliche Bestandteile des Einzugsbereichs der Stadt als Oberzentrum zu einer Verwaltungs- und Planungseinheit zusammengefasst … In dieser Hinsicht wird Heilbronn also künftig eine Schlüsselstellung im nordöstlichen Teil unseres Bundeslandes einnehmen Dies erscheint nicht nur wegen der traditionellen Bindung weiter Teile dieses Gebietes an die Stadt recht sinnvoll, sondern auch deshalb, weil eine weitere Ausdehnung des Einzugsgebietes der Stadt Heilbronn als Oberzentrum nur in diese Richtung gehen kann … im Gebiet nordöstlich und östlich von Heilbronn … konkurriert kein anderes Oberzentrum mit Heilbronn … infolgedessen ist Heilbronn dort meist die einzige besser bekannte große Stadt, die bei der Bevölkerung die Maßstäbe setzt für die Beurteilung eines Zentralortes“

### Innenstadt-Planung (Deutschhofplatz/Landerer-Park)

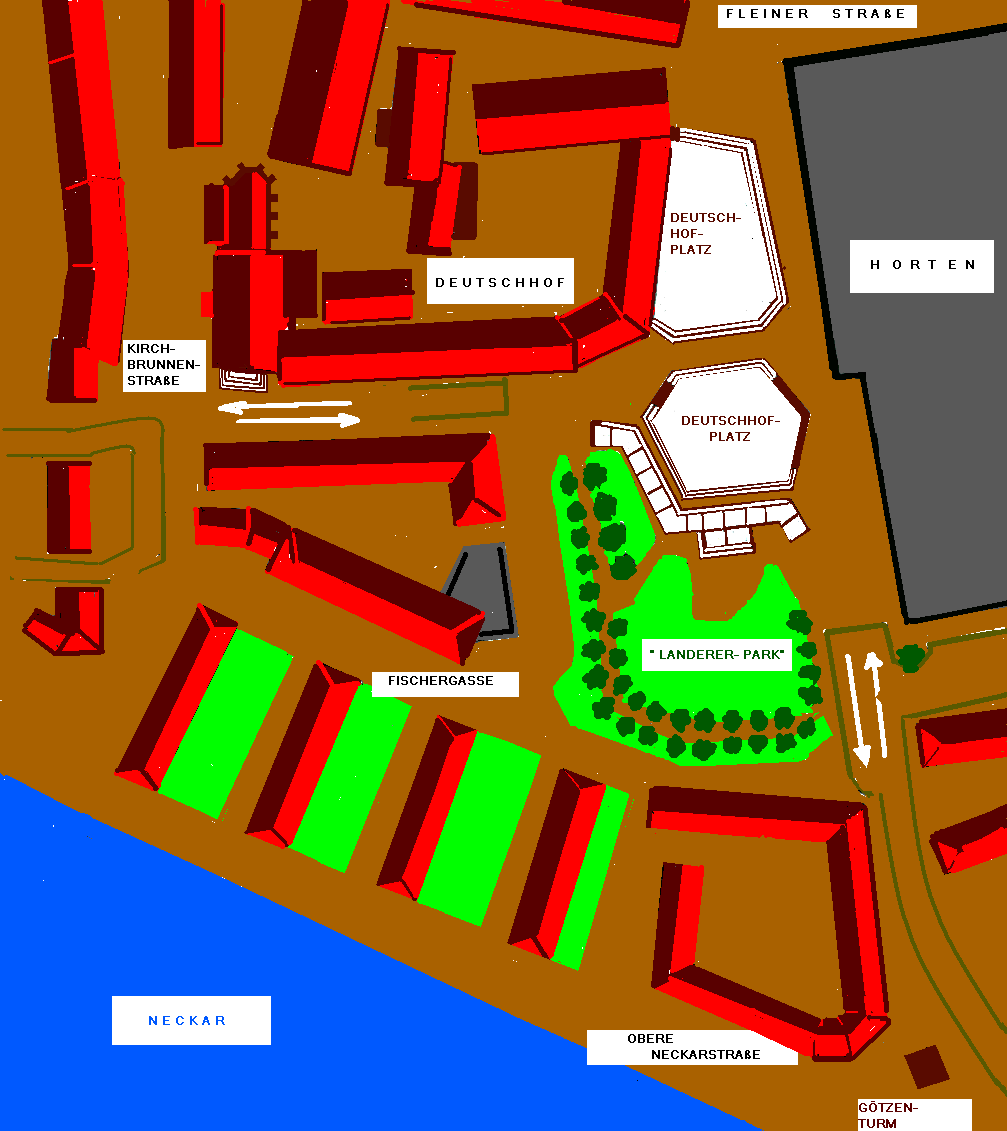
November 1985 Innenstadtplanung einer Tiefgarage mit darüberbefindlichem „Deutschhofplatz“ und „Landerer-Park“.

Am 7. November 1985 fällte der Heilbronner Gemeinderat eine Grundsatzentscheidung für die Innenstadt-Planung. Diese sah vor auf dem Grundstück des ehemaligen Landerer-Areals eine zweigeschossige Tiefgarage einzurichten. Der in städtischem Besitz befindliche Platz sollte zusammen mit dem Areal zwischen Deutschhof und Kaufhaus Horten zu einer parkähnlichen Anlage gestaltet werden. Dadurch sollte die Südwestfront des Deutschhofes in voller Breite sichtbar gemacht werden.

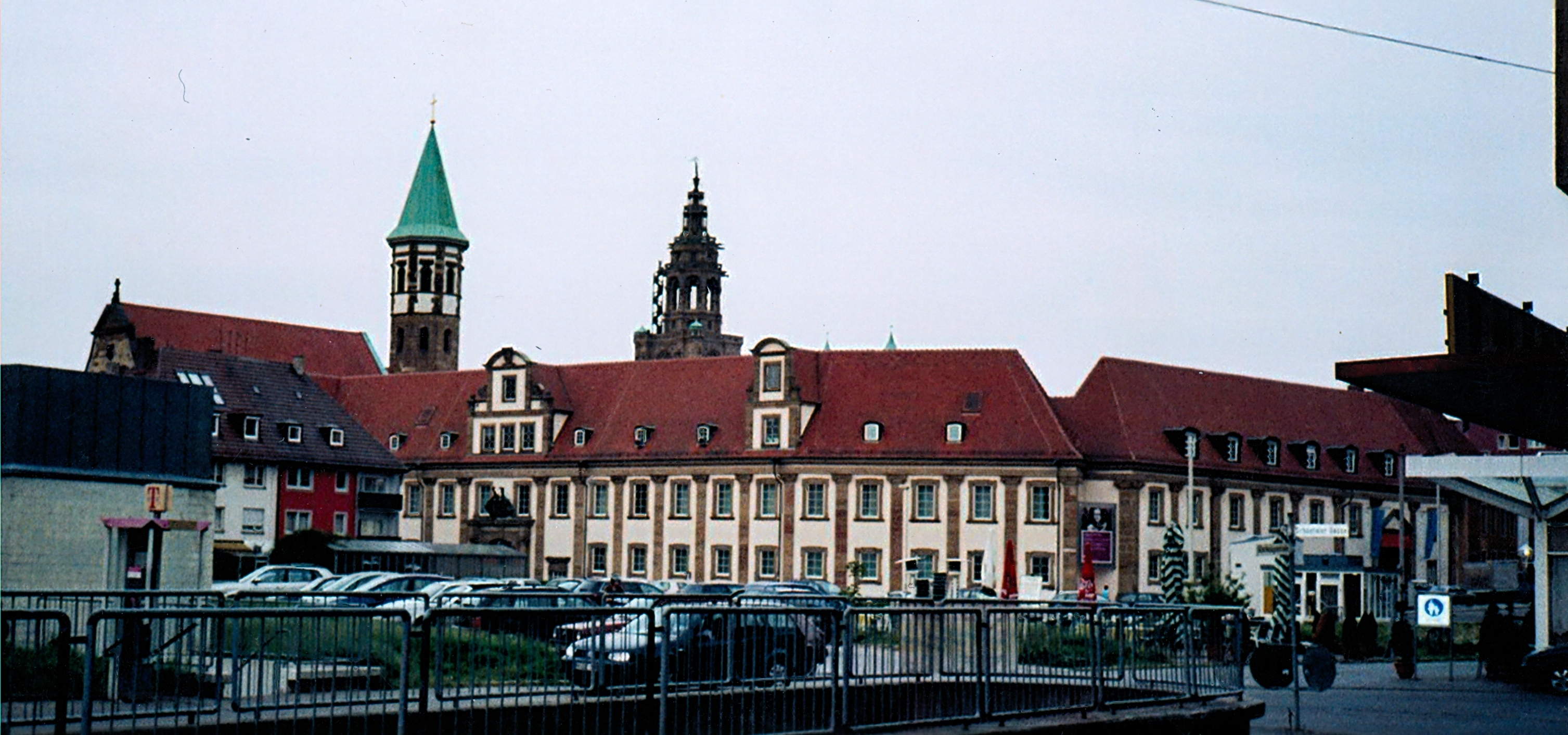
Deutschordensgebäude (2006). Diese Ansicht nahm sich J.R.Bertsch für seine Gemälde „Visionen:Deutschhofplatz“ als Grundlage.

Joachim R. Bertsch hat in einem 1991 geschaffenen Acryl-Gemälde den geplanten Park dargestellt. Im Hintergrund wird die lange Fassadenfront des Deutschhof-Gebäudes dargestellt; gekrönt von den historischen Türmen, die das Stadtbild der Altstadt dominieren: dem Turm der St. Peter- u. Paulskirche und dem Kiliansturm. Das Gemälde „Visionen:Deutschhofplatz“ stellt ein Plädoyer für die Errichtung des geplanten Deutschhof-Parks dar; die Überbauung zugunsten eines Einkaufszentrums würde nach Bertsch das Heilbronner Stadtbild und historische, architektonische Strukturen beeinträchtigen:

„Böse Visionen von der Zukunft des Heilbronner Stadtbilds plagen Joachim R. Bertsch. Der KBH-Vorsitzende deutet in expressiven, flächigen Acrylbildern an, was alles passieren kann, wenn globales Umdenken ausbleibt: daß überdimensionierte Einkaufstempel den letzten alten architektonischen Strukturen den Garaus machen (‚Verdrängungsprozeß‘)“

### Stadtbildrahmenplan
Der Stuttgarter Stadtplaner und Architekt Michael Trieb erstellte einen Stadtbildrahmenplan (Trieb-Plan): „Die im Rahmen des Wiederaufbaus entstandenen Gebäude- und Fassadentypen sollen bei Umgestaltungen und Neubauten ‘als Entwurfsgrundlage für eine Weiterentwicklung’ betrachtet werden, um das ‘Charakteristische des wiederaufgebauten Heilbronn’ zu erhalten … So muss die Stadt sich künftig bei Gestaltungs-Satzungen und Bebbauungspländen an dem Stadtbild-Rahmenplan orientieren.“ Der Trieb-Plan sah unter anderem auch mehrere neugestaltete Plätze in der Innenstadt vor. So einen Nikolaiplatz an der Nikolaikirche, einen Museumsplatz am Fleischhaus, einen Gerberplatz an der Kreuzung Zehentgasse/Gerberstraße und auch einen Deutschhofplatz bestehend aus zwei Plätzen vor, die an der Einmündung der Metzgergasse in die Deutschhofstraße sowie zwischen Deutschhof und Horten entstehen sollen.
Am 17. Dezember 1987 beschloss der Gemeinderat zu Heilbronn den Trieb-Plan. Damit wurde das Stadtplanungsamt beauftragt, jährlich einen Bericht zu erstatten über die nach diesem Leitbild durchgeführten Vorhaben in der Altstadt. Die Schönheit der Heilbronner Innenstadt oder Warum eine Stadtbildrahmenplanung? bezweckte „die ursprüngliche Leitideee des Wiederaufbaus unter Berücksichtigung des historischen Heilbronn … besser lesbar und erlebbar zu machen.“. Typische Merkmale der Stadtarchitektur der Heilbronner Altstadt sind demnach Gebäude mit Putzfassade, Sattel- bzw. Walmdach, mit Fassadenabschluss durch Traufprofilierung. Baulücken der Altstadt sollen mit Gebäuden geschlossen werden, die diese typischen Merkmale der Heilbronner Stadtarchitektur des Wiederaufbaus aufweisen.
Da das Regierungspräsidium in Stuttgart das gewachsene Heilbronner Stadtbild nicht unter Denkmalschutz stellt, soll eine Erhaltungssatzung wie in Böckingen, eine Gestaltungskommission, eine Stiftung oder eine städtische Schutzliste „weitere Bausünden“ verhindern. Laut dem Stadtrat Karl-Heinz Kimmerle haben die Grünen dem Gemeinderat einen entsprechenden Antrag zugeschickt. Bereits in den 1980er Jahren war eine solche Liste erarbeitet worden ist aber verschollen. Die Lokale Agenda 21 zeigte unter dem Motto „die zweite Zerstörung Heilbronns“ am 2. März 2010 bei einer Veranstaltung einen Lichtbildervortrag, der die Zerstörung historischer Bauten seit dem Zweiten Weltkrieg verdeutlichen sollte. Die SPD erörterte hierbei Grundsatzfragen zum Umgang mit dem gewachsenen Stadtbild von Heilbronn.
Die Gemeinderatsfraktionen von SPD und Grünen stellen Anträge, bei der sie eine Erhaltungssatzung gemäß Bau- und Planungsrecht verlangen. In dieser Erhaltungssatzung soll auch die Innenstadt im Stil der 1950er Jahre geschützt werden, die nach dem künstlerischen Wiederaufbauplan von Pof. Hans Volkart im barockisierenden Heimatstil erbaut worden ist, denn „der Mangel an hochwertiger Architektur aus der Vorkriegszeit erhöhe auch die Bedeutung gelungener Nachkriegsarchitektur“. Dabei sollen „auch städtebauliche und stadtgeschichtliche Gesichtspunkte eine Rolle spielen“. Diese Häuser dürfen „nur umgebaut oder abgerissen werden, wenn darüber ein Gemeinderatsbeschluss herbeigeführt wurde.“

### Vorstadt

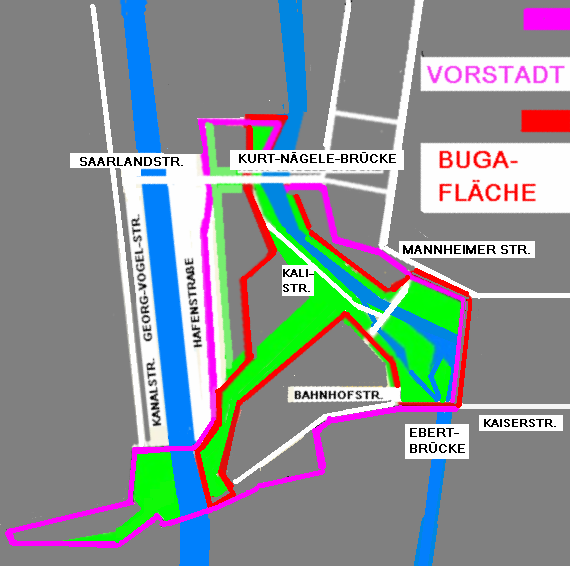
Standort der geplanten neuen Vorstadt und der Bundesgartenschau 2019 nördlich der Bahnhofstraße am ehemaligen Floßhafen.

Im Rahmen der Bundesgartenschau (ab 2019) werden verschiedene Vorhaben bezüglich der Stadtentwicklung vorangetrieben. So soll das Fruchtschuppen-Areal beziehungsweise das Gelände des ehemaligen Bus-Betriebshofes, nördlich der Bahnhofstraße das Gelände für die Bundesgartenschau 2019 werden. Das Areal soll dann zu einer neuen Neckarvorstadt mit Neckaruferweg umgebaut werden.
Auf den Wettbewerb folgte ein Master- und dann ein Rahmenplan für die Neckarvorstadt. 2008 war ein internationaler städtebaulicher Ideenwettbewerb ausgeschrieben worden. Ein Preisgericht, bestehend aus dem Stadtplaner und Architekten Franz Pesch aus Herdecke, dem Landschaftsarchitekten Jörg Stötzer aus Stuttgart und dem Architekten und Stadtplaner Kunibert Wachten aus Dortmund hat Anfang Juni 2009 die Münchner Architektengruppe Steidle und t17-Landschaftsarchitekten als Sieger des städtebaulichen Ideenwettbewerbs Masterplan Neckarvorstadt erkoren. Der Entwurf beabsichtigt, den ehemaligen Floßhafen wieder nutzbar zu machen und dort ein Neubaugebiet anzulegen. Aus dem ehemaligen Carlshafen soll ein Badesee werden. Bis Mitte 2010 sollten die Architekten einen städtebaulichen Rahmenplan zur Gestaltung der Neckar-Vorstadt entwickeln.
Ein landschaftsplanerischer Realisierungswettbewerb wurde im Sommer 2010 ausgelobt; dabei wurden bis Frühjahr 2011 detaillierte Planungen für die Daueranlagen der Heilbronner Bundesgartenschau vorgelegt werden; die Gewinner wurden 2011 ermittelt. Der beschlossene Städtebauliche Rahmenplan Neckarvorstadt beschreibt die Grundzüge des neuen Stadtviertels auf dem zentralen Fruchtschuppenareal. 2012 folgten die planungsrechtlichen Umsetzungen; 2013 wurde mit den Erdarbeiten begonnen. Der Bau (2017)[veraltet] der Ausstellung soll folgen. Nach der Masterbebauung im Rahmen der Bundesgartenschau 2019 wird diese 2020 zurückgebaut; 2021 soll die Neckarvorstadt gebaut werden. Die Kosten für das neue Stadtviertel betragen 138 Millionen Euro, davon trägt die Kommune 113 Millionen Euro. Bereits erworbene Grundstücke kosteten 17 Millionen Euro; wobei die Kommune 12 Millionen Euro aufbrachte. Nach 2019 müssen zusätzlich 18 Millionen Euro aufgebracht werden. Insgesamt kostet das neue Stadtviertel 122 Millionen Euro.
| Rahmenterminplan | Vorstadt „Neckarbogen“              | Bundesgartenschau         |
| ---------------- | ----------------------------------- | ------------------------- |
| 2008             | Wettbewerb                          |                           |
| 2009             | Masterplan                          |                           |
| 2010             | Rahmenplan                          |                           |
| 2011             |                                     | Wettbewerb (Daueranlagen) |
| 2012             | Planungsrecht Wasserschifffahrtsamt | Planung (Daueranlagen)    |
| 2013             | Bodenmanagement                     | Bau (Daueranlagen)        |
| 2014             |                                     | Wettbewerb (Ausstellung)  |
| 2015             | Vermarktung                         |                           |
| 2016             | Wettbewerb (Bauabschnitt)           | Planung (Ausstellung)     |
| 2017             | Bau (Bauabschnitt)                  | Bau (Ausstellung)         |
| 2018             |                                     |                           |
| 2019             | Masterbebauung                      | Bundesgartenschau         |
| 2020             |                                     | Rückbau Bundesgartenschau |
| 2021             | Neckarvorstadt                      |                           |

### Verkehrsplanung
Neckarvorstadt
Die Kalistraße wird nach der Planung auf die andere Seite des Alt-Neckars verlegt werden, so dass dadurch ein Neckaruferpark gebildet wird. Die künftige Kalistraße soll ausgehend vom Europaplatz über die Karl-Nägele- auf die Peter-Bruckmann-Brücke führen und dann weiter zur Saarland- und Neckartalstraße führen. Die Kranenstraße soll verlegt werden. Die neue Kranenstraße soll künftig westlich des Hagenbucher-Parkhauses unter der Bahnlinie hindurch Richtung Westrandstraße und Bleichinselbrücke verlaufen.
Der Masterplan sah ursprünglich ein Straßennetzkonzept für die Neckarvorstadt vor, das auch eine Verbindungsstraße von der Kali- zur Hafenstraße umfassen sollte. Sie sollte im nördlichsten Teil des Fruchtschuppenareals zwischen dem ehemaligen Fruchthof Nagel und der Peter-Bruckmann-Brücke verlaufen. Da nun auf diese Straße verzichtet wird, wurde der Bau des letzten Stück der Hafen-/Albertistraße ab März 2010 bewilligt.
Bei dem Areal am sogenannten Sonnenbrunnen soll ein Eingang zum Areal der Bundesgartenschau 2019 errichtet werden. Laut Heilbronns Erster Bürgermeisterin Margarete Krug wird mit dem „Grünzug … das ganze Areal aufgewertet“. Das Gelände soll die neue Mitte Böckingens werden. Geplant ist dort eine neue Verkehrsführung. Nötig ist dies, weil diese Stelle als Nadelöhr für den Verkehr gilt. So bricht regelmäßig zu den Stoßzeiten an der Großgartacher Straße der Verkehr zusammen. Möglich wird dies durch den Stadtbahnbetreiber AVG, der auf dem Areal des Böckinger Rangierbahnhofs, einen neuen Betriebshof für Stadtbahnwagen plant.

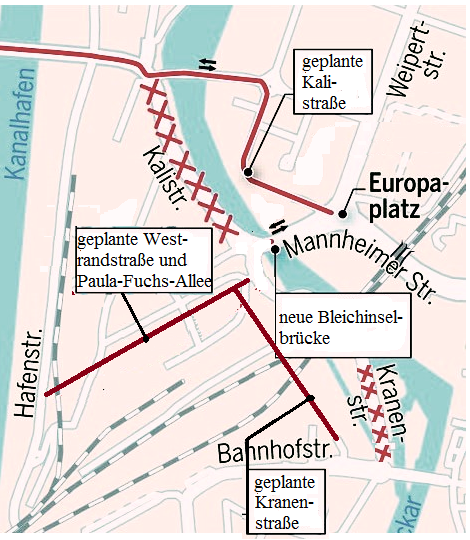
Geplante Westrandstraße auch Paula-Fuchs-Allee und geplante Kranenstraße und Kalistraße.

2010 wurden für die Bundesgartenschau die Planungsarbeiten für den Neubau der Westrandstraße und die Verlegung der Kalistraße vergeben. Die Westrandstraße soll einmal zwischen dem Fruchtschuppenweg und der Güterbahnhofstraße zur Hafenstraße führen. Sie soll auf dem heutigen Lauerweg hinter den Gleisanlagen des Hauptbahnhofes zur Hafenstraße führen. Sie ist eine Straße, die parallel zu den Bahngleisen verläuft und sowohl das Gebiet zwischen Europaplatz und Hafenstraße wie auch die neue Neckarvorstadt erschließen soll. Die Westrandstraße soll damit die alte „Ringstraße“ um die Innenstadt vervollständigen. Mit dem Bau der geplanten Westrandstraße wurde am 17. Juli 2017 begonnen. Diese soll nach ihrem Ausbau nach Paula Fuchs benannt werden. Baukosten betragen voraussichtlich sechs Millionen Euro. Wolff & Müller Tief- und Straßenbau GmbH aus Waldenburg erhielten den Auftrag.
Am 15. Juli 2017 wurden Kali- und Kranenstraße in Heilbronn dauerhaft gesperrt. Diese Straßen sollen zurückgebaut werden und dienen zukünftig als Neckaruferpark des Bundesgartenschaugeländes. Dazu wurde die auf vier Fahrspuren verbreiterte Karl-Nägele-Brücke am 17. Juli 2017 freigegeben.
Der Neubau der Kranenstraße an anderer Stelle ist geplant, diese soll die Zufahrt zu den Experimenta-Parkhäusern bilden und bis zur Paula-Fuchs-Allee/Westrandstraße verlängert werden. Die Planungskosten betragen rund 1,9 Millionen Euro und werden von der Schwarz-Gruppe, die auch das Heilbronner Science Center finanziert, bezahlt. Die Baukosten betragen etwa 25 Millionen Euro.
Südtangente

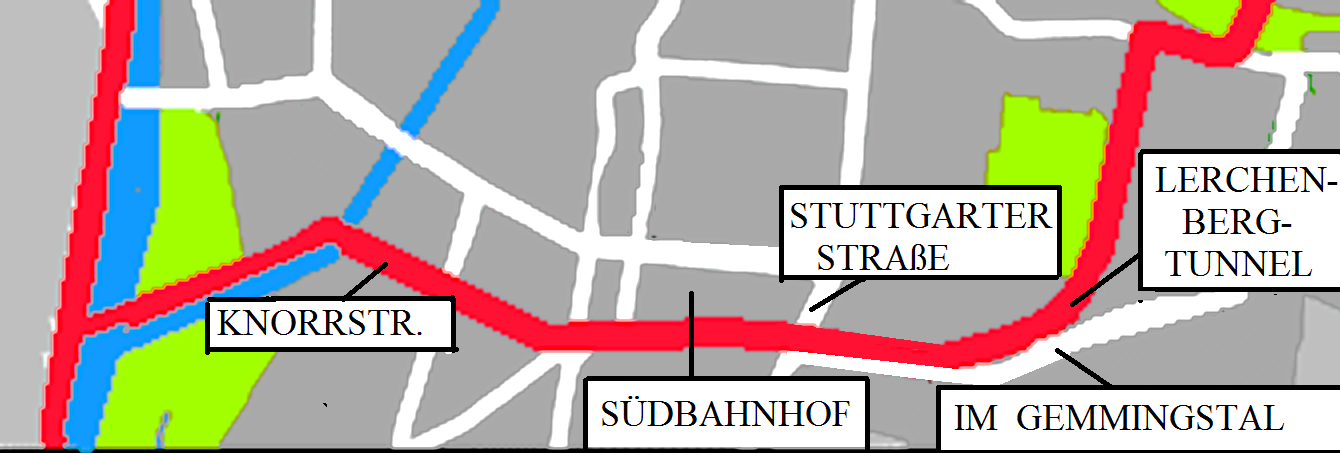
Geplante Südtangente Heilbronn: Knorrstraße – Areal des ehemaligen Südbahnhofs – Lerchenbergtunnel.

Ende August 2017 sagte Janine Schubert vom Heilbronner Amt für Straßenwesen dem Anfang des Jahres 2017 gegründeten Verein Erlebnisweg Lerchenbergtunnel schriftlich zu, eine Machbarkeitsprüfung der sogenannten Südtangente durchzuführen. Die Südtangente ist eine geplante Trasse für Radler, Fußgänger und Skater, die künftig von Böckingen, vorbei am Freibad Neckarhalde durch die Knorrstraße und das Wohngebiet Südbahnhof sowie weiter durch den Lerchenberg-Tunnel bis zur Jägerhausstraße verlaufen soll.
Am Mittwoch, dem 20. Dezember 2017 hat die Stadt Heilbronn für seinen "Masterplan Green City Heilbronn" Zuschüsse in Höhe von 180.000 Euro erhalten. Damit soll auch das Langfristvorhaben wie der Bau eines Radschnellwegs im Süden finanziert werden. Bundesverkehrsminister Christian Schmidt (CSU) hatte nach dem Diesel-Gipfel an 60 Städte Förderbescheide für ihre Konzepte zur Bekämpfung von Diesel-Abgasen übergeben. Es handelt sich dabei um die Gesamtsumme von zwölf Millionen Euro.